# Liste der Biografien/Roth
Liste der Biografien |
Portal Biografien |
Personensuche
# |
A |
B |
C |
D |
E |
F |
G |
H |
I |
J |
K |
L |
M |
N |
O |
P |
Q |
R |
S |
T |
U |
V |
W |
X |
Y |
Z |
?
 
Ra |
Rb |
Rd |
Re |
Rh |
Ri |
Rj |
Rk |
Rl |
Rm |
Rn |
Ro |
Rr |
Rs |
Rt |
Ru |
Rv |
Rw |
Rx |
Ry |
Rz
 
Roa |
Rob |
Roc |
Rod |
Roe |
Rof |
Rog |
Roh |
Roi |
Roj |
Rok |
Rol |
Rom |
Ron |
Roo |
Rop |
Roq |
Ror |
Ros |
Rot |
Rou |
Rov |
Row |
Rox |
Roy |
Roz 
 
Rota |
Rotb |
Rotc |
Rote |
Rotf |
Rotg |
Roth |
Roti |
Rotk |
Rotl |
Rotm |
Roto |
Rotp |
Rotr |
Rots |
Rott |
Rotu |
Rotw |
Roty |
Rotz 
Die Liste der Biografien führt alle Personen auf, die in der deutschsprachigen Wikipedia einen Artikel haben. Dieses ist eine Teilliste mit 1063 Einträgen von Personen, deren Namen mit den Buchstaben „Roth“ beginnt.

## Roth

### Roth H
- Roth Heege, Eva (* 1963), Schweizer Kunsthistorikerin bzw. Mittelalter- und Neuzeitarchäologin

### Roth P
- Roth Pasquier, Marie-France (* 1968), Schweizer Politikerin (CVP)

### Roth V
- Roth von Limanowa-Łapanów, Josef (1859–1927), österreichisch-ungarischer Offizier, zuletzt Generaloberst im Ersten Weltkrieg
- Roth von Schreckenstein, Honorius (1726–1785), Fürstabt im Fürststift Kempten (1760–1785)
- Roth von Schreckenstein, Karl (1823–1894), deutscher Archivar und Historiker
- Roth von Telegd, Ludwig (1841–1928), österreichischer Geologe

### Roth, A – Roth, Z

#### Roth, A
- Roth, Abraham (1823–1880), Schweizer Journalist
- Roth, Adolf (* 1937), deutscher Volkswirt und Politiker (CDU), MdL, MdB
- Roth, Albert (1893–1952), deutscher Politiker (NSDAP), MdR
- Roth, Albrecht Wilhelm (1757–1834), deutscher Botaniker
- Roth, Alfred (1879–1948), deutscher Bundeswart des Reichshammerbund und Politiker (DVP, NSDAP), MdR
- Roth, Alfred (1882–1950), deutscher Schriftsteller, Prediger und Vorsitzender des Hessen-Nassauischen Gemeinschaftsvereins
- Roth, Alfred (1903–1998), Schweizer Architekt, Designer und HochschullehrerAlfred Roth (1903–1998)

Alfred Roth (1903–1998)

- Roth, Alice (1905–1977), Schweizer Mathematikerin
- Roth, Alvin E. (* 1951), US-amerikanischer Ökonom
- Roth, Andrea (* 1953), deutsche Politikerin (Die Linke), MdL
- Roth, Andrea (* 1967), kanadische Schauspielerin
- Roth, Andreas (* 1956), deutscher Fußballspieler
- Roth, Andreas (* 1956), deutscher Rechtswissenschaftler
- Roth, Anja (* 1979), deutsche Fernsehmoderatorin, Reporterin und Hörbuchsprecherin
- Roth, Ann (* 1931), amerikanische Kostümbildnerin
- Roth, Anne, deutsche Bloggerin und AktivistinAnne Roth

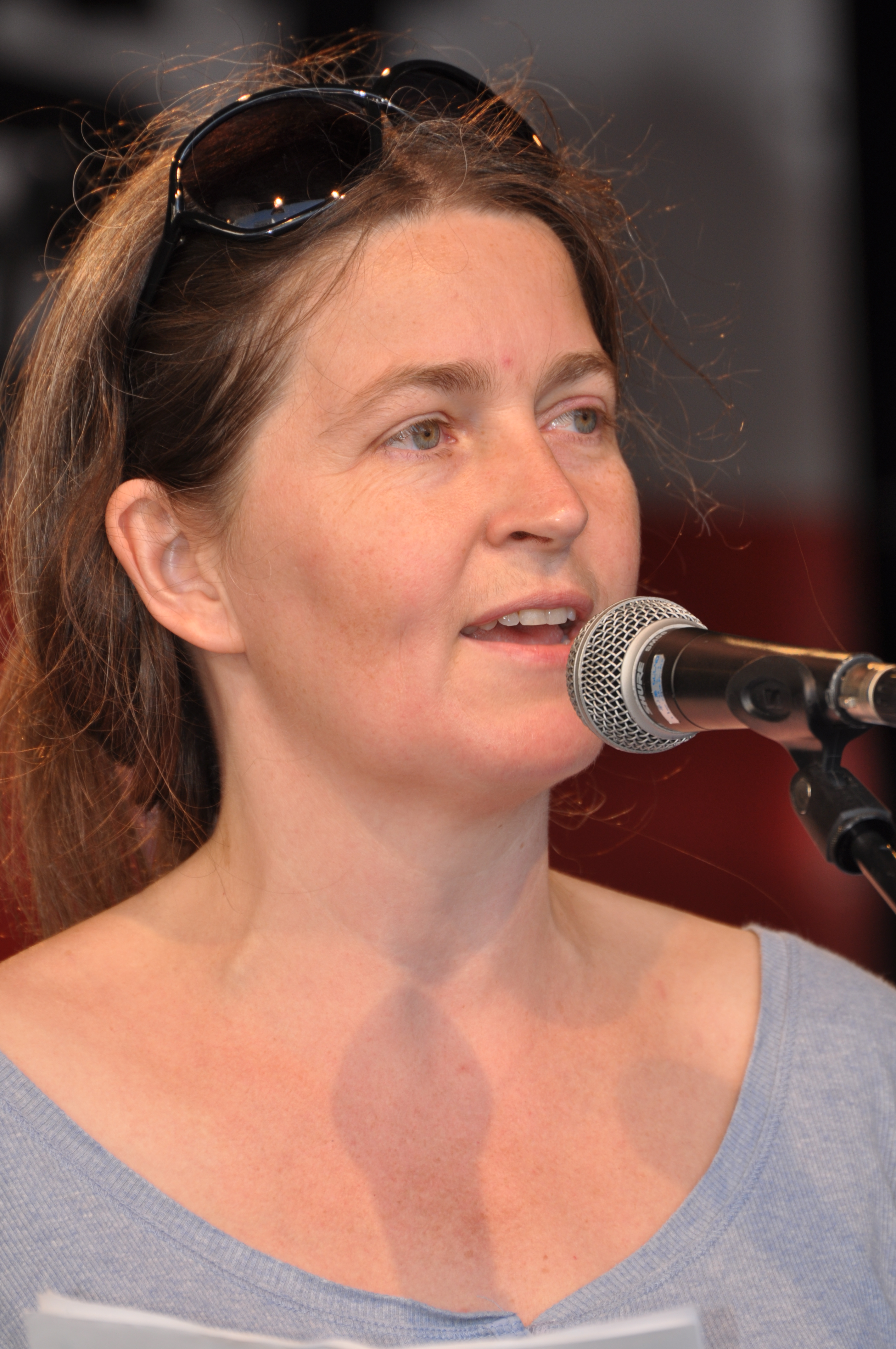
Anne Roth

- Roth, Anne (1962–2018), deutsche Künstlerin und Bildhauerin
- Roth, Anton (1912–1942), österreichischer Hilfsarbeiter und Opfer der politischen Justiz des Nationalsozialismus
- Roth, Arnold (1836–1904), Schweizer Politiker und Diplomat
- Roth, Arnold (1890–1970), Schweizer Elektroingenieur
- Roth, Asher (* 1985), US-amerikanischer Hip-Hop-Musiker
- Roth, August (1823–1889), deutscher Forstmann
- Roth, August (1864–1952), österreichischer Maler des Jugendstils und des Symbolismus
- Roth, August (1894–1954), Schweizer Jurist und Politiker (SP)

#### Roth, B
- Roth, Barbara (* 1956), Schweizer Politikerin (SP) und Richterin
- Roth, Beate (* 1960), deutsche Richterin und Verfassungsrichterin
- Roth, Benno (1903–1983), österreichischer Pater sowie Pädagoge und Kirchenhistoriker
- Roth, Bernhard Wilhelm (* 1970), deutscher PhysikerBernhard Wilhelm Roth (* 1970)

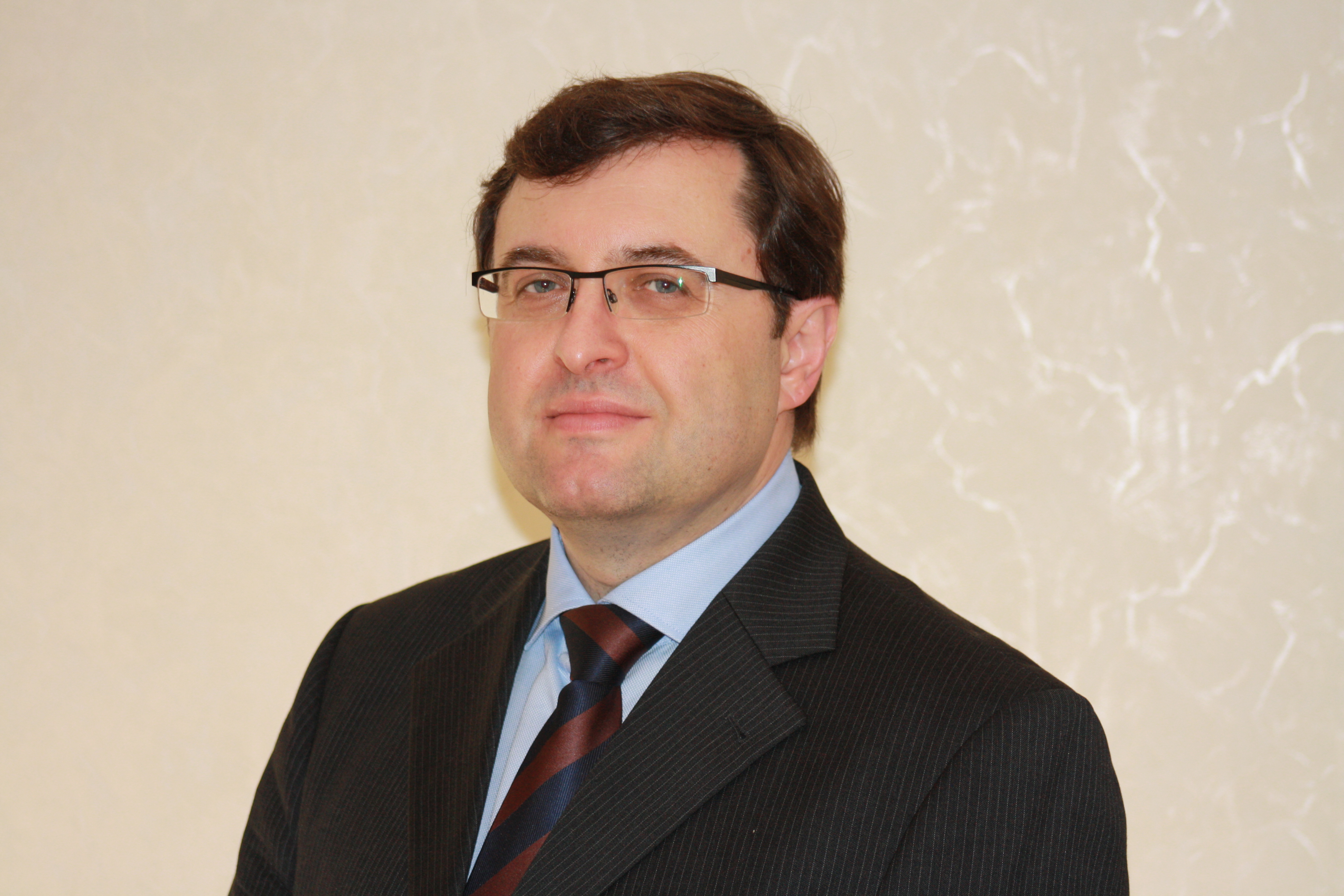
Bernhard Wilhelm Roth (* 1970)

- Roth, Bertrand (1855–1938), schweizerischer Komponist und Pianist
- Roth, Birgit (* 1968), deutsche Dozentin und Politikerin (SPD), MdB
- Roth, Brigitte Aloise (1951–2018), österreichische Performancekünstlerin, Fotografin, Pädagogin, Feministin und (Umwelt-)Aktivistin
- Roth, Bruce D. (* 1952), US-amerikanischer Chemiker
- Roth, Bruno (1911–1998), deutscher Radrennfahrer

#### Roth, C
- Roth, Carl (1846–1929), saarländischer Industrieller
- Roth, Carl (1880–1940), Schweizer Historiker, Bibliothekar und Denkmalpfleger
- Roth, Carl (1884–1967), deutscher Politiker (SPD), MdL
- Roth, Carmen (* 1979), deutsche Fußballspielerin und -trainerin
- Roth, Carsten (* 1958), deutscher Architekt und Hochschullehrer
- Roth, Cecil (1899–1970), britischer Historiker und Kunstkenner
- Roth, Cecilia (* 1958), argentinische Schauspielerin
- Roth, Celso (* 1957), brasilianischer Fußballspieler und -trainer
- Roth, Christian (1873–1934), deutscher Jurist, Verwaltungsbeamter und Politiker (DNVP, NF, NSDAP), MdR, bayerischer Staatsminister
- Roth, Christian Theodor (1766–1848), deutscher Pädagoge und Fachautor
- Roth, Christoph Melchior (1720–1798), Fürther und Nürnberger Kupferstecher, Kunsthändler und Verleger
- Roth, Christopher (* 1964), deutscher Filmeditor, Regisseur, Drehbuchautor und Filmproduzent
- Roth, Christopher (* 1990), deutscher Straßenradrennfahrer
- Roth, Claudia (* 1955), deutsche Politikerin (Bündnis 90/Die Grünen), MdB, MdEPClaudia Roth (* 1955)

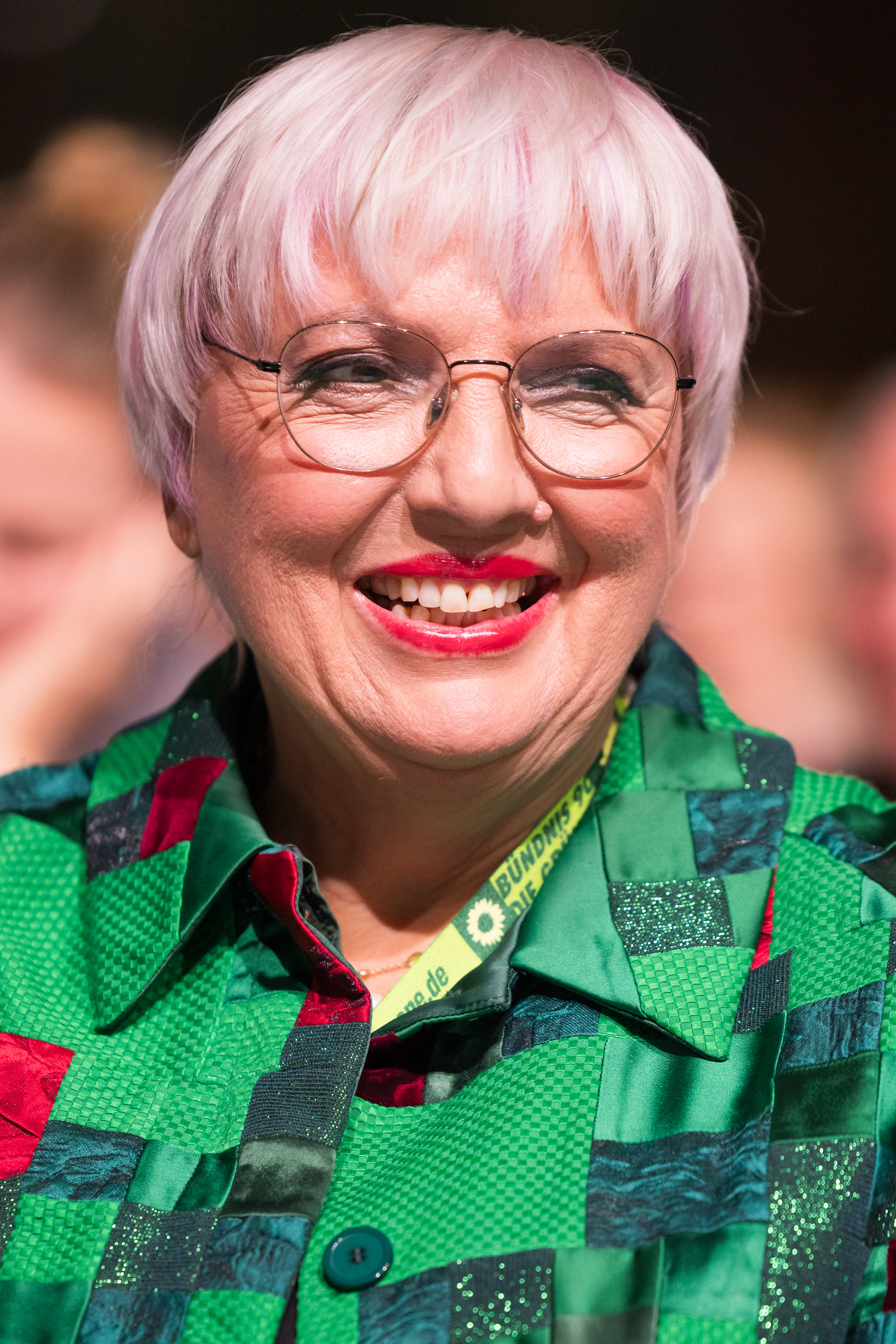
Claudia Roth (* 1955)

- Roth, Cornelius (* 1968), deutscher Geistlicher, Regens des Priesterseminars Fulda und Professor an der Theologischen Fakultät Fulda

#### Roth, D
- Roth, Daniel (* 1942), französischer Komponist, Organist und Pädagoge
- Roth, Daniel (* 1969), deutscher Künstler
- Roth, Daniel (* 1997), deutscher Akkordeonist
- Roth, David (* 1985), Schweizer Politiker (SP)
- Roth, David Christopher (* 1993), österreichisch-deutscher Schauspieler
- Roth, David Lee (* 1954), US-amerikanischer Musiker, Sänger der Hard-Rock-Band Van Halen
- Roth, Denise (* 1988), deutsche Eisschnellläuferin
- Roth, Detlef (* 1970), deutscher Sänger (Bariton und Bass)
- Roth, Dieter (1930–1998), Schweizer Dichter, Grafiker und Aktions- und Objektkünstler
- Roth, Dieter (* 1983), deutscher Schwergewichtsboxer
- Roth, Dieter T. (* 1975), deutsch-amerikanischer evangelischer Theologe und Hochschullehrer
- Roth, Diethardt (* 1941), deutscher Bischof der Selbständigen Evangelisch-Lutherischen Kirche
- Röth, Diether (* 1923), deutscher Verleger und Märchenforscher
- Roth, Dietmar (* 1963), deutscher Fußballspieler
- Roth, Donna Arkoff (* 1951), US-amerikanische Filmproduzentin
- Roth, Dorothee (* 1955), deutsche Sprecherin, Sprachtrainerin und Schauspielerin
- Roth, Doug (* 1967), US-amerikanischer Basketballspieler

#### Roth, E
- Roth, Ed (1932–2001), US-amerikanischer Künstler, Car-Customizer und Cartoonist
- Röth, Eduard Maximilian (1807–1858), deutscher Philosoph und Hochschullehrer
- Roth, Egon (* 1980), deutscher Boxsportler
- Roth, Eli (* 1972), US-amerikanischer Regisseur, Drehbuchautor, Produzent und SchauspielerEli Roth (* 1972)

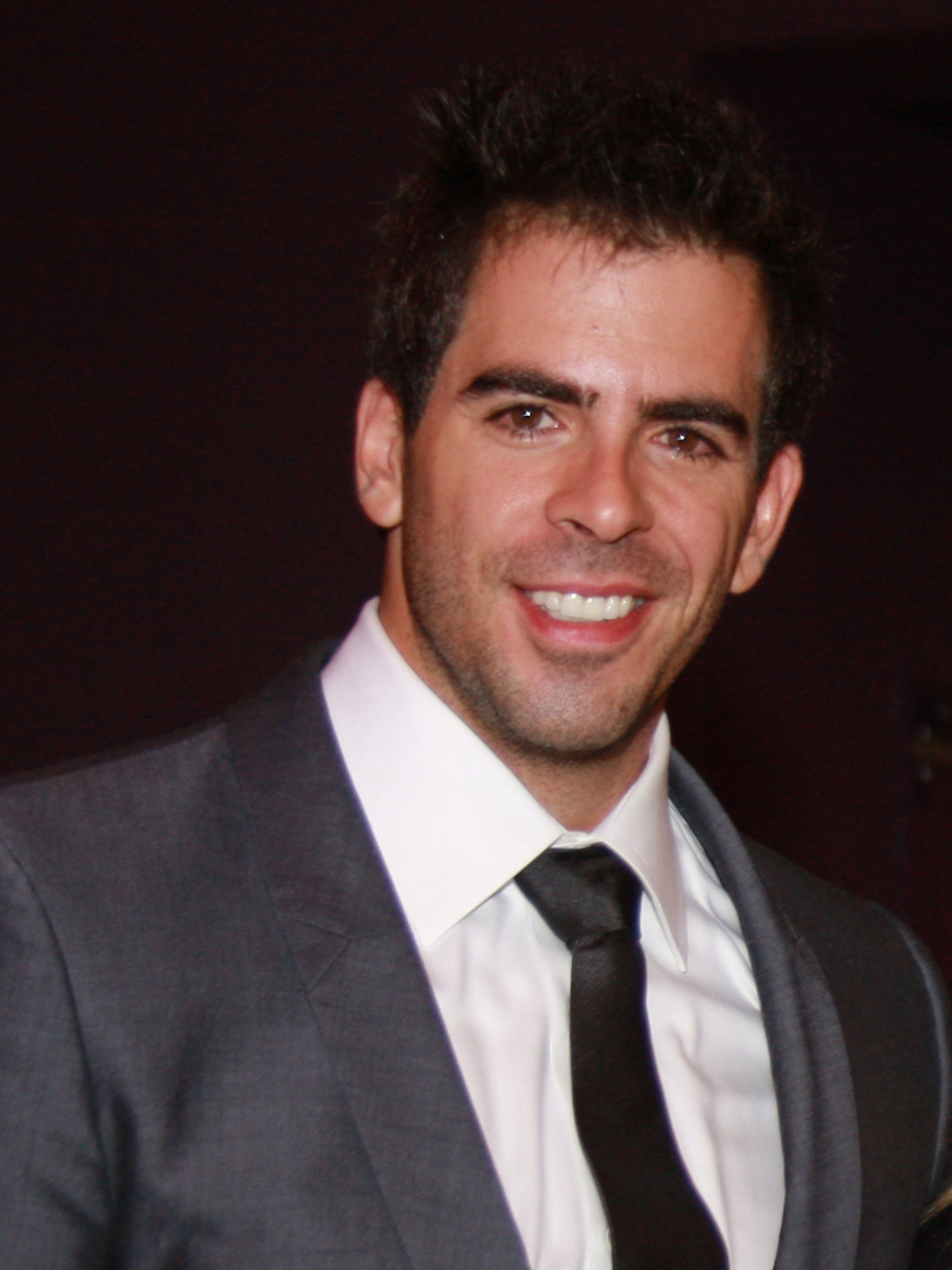
Eli Roth (* 1972)

- Roth, Elisabeth (1920–2010), deutsche Volkskundlerin
- Roth, Emery (1871–1948), ungarisch-US-amerikanischer Architekt
- Roth, Emil (* 1866), österreichischer Verwaltungsjurist und Kunsthistoriker
- Roth, Emil (1867–1939), württembergischer Unternehmer und Politiker
- Roth, Emil (1893–1980), Schweizer Architekt
- Roth, Emma (* 2005), deutsche Filmschauspielerin und Kinderdarstellerin
- Roth, Emmy (1885–1942), deutsche Silberschmiedin
- Roth, Eric (* 1945), US-amerikanischer Drehbuchautor
- Röth, Erich (1895–1971), deutscher Verleger
- Roth, Erich (1910–1947), deutscher Polizist, Stellvertretender Gruppenleiter im Reichssicherheitshauptamt IV (Gestapo)
- Roth, Erich (1917–1956), deutscher evangelischer Theologe und Philosoph
- Roth, Ernie (1929–1983), US-amerikanischer Wrestlingmanager
- Roth, Ernst (1857–1918), deutscher Bibliothekar und Botaniker
- Roth, Ernst (1896–1971), österreichisch-britischer Musikverleger, Musikschriftsteller und Jurist
- Roth, Ernst (1901–1951), deutscher Politiker (SPS, später SPD), MdR, MdB
- Roth, Ernst (1906–1955), deutscher Politiker (GB/BHE), MdL Bayern
- Roth, Ernst Gottlob (* 1797), deutscher lutherischer Geistlicher; Superintendent in Lübben und Konsistorialrat in Köslin
- Roth, Ernst Moritz (1902–1945), deutscher Maler, Dichter und katholischer Priester
- Roth, Ernst-August (1898–1975), deutscher Generalleutnant
- Roth, Ernst-Ewald (* 1953), deutscher Theologe und Politiker (SPD), MdL
- Roth, Erwin (1926–1998), deutsch-österreichischer Psychologe
- Roth, Eugen (1895–1976), deutscher Lyriker und populärer DichterEugen Roth (1895–1976)

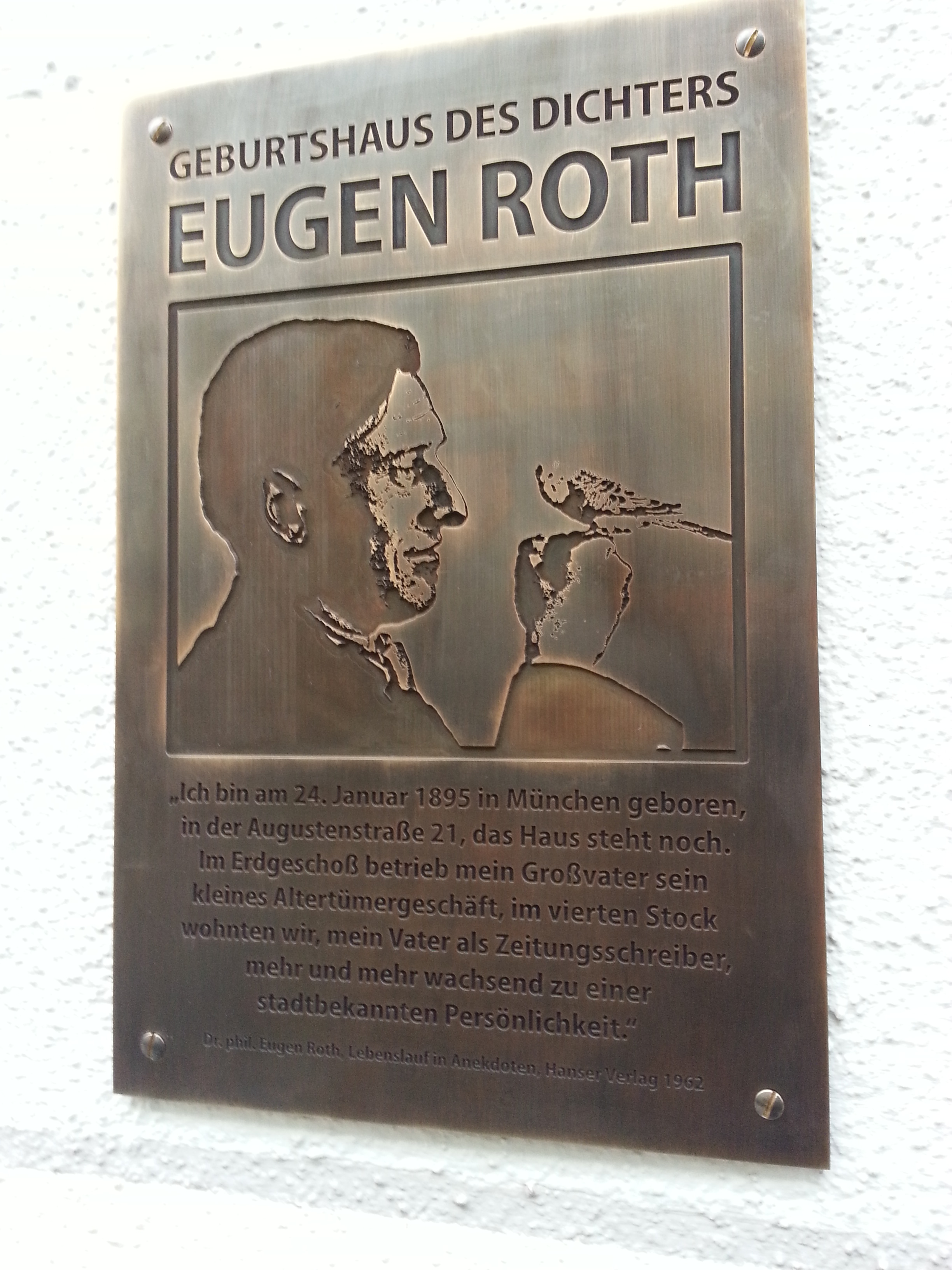
Eugen Roth (1895–1976)

- Roth, Eugen (1925–2011), deutscher Bildhauer und Maler
- Roth, Eugen (* 1957), deutscher Politiker (SPD), MdL
- Roth, Eugen Albert (1833–1909), deutscher Landrat, Mitglied des Provinziallandtages der Provinz Hessen-Nassau
- Roth, Eva (* 1974), Schweizer Schriftstellerin
- Roth, Evan (* 1978), US-amerikanischer Künstler
- Roth, Ewald (* 1960), österreichischer Karatetrainer

#### Roth, F
- Roth, Fabian (* 1995), deutscher Badmintonspieler
- Roth, Felix (* 1987), deutscher Fußballspieler
- Roth, Ferdinand (1908–1966), deutscher Pathologe
- Roth, Ferdinand Wilhelm Emil (1853–1924), deutscher Historiker
- Roth, François (1936–2016), französischer Historiker
- Roth, François-Xavier (* 1971), französischer Dirigent
- Röth, Frank (* 1959), deutscher Schauspieler, Synchronsprecher und Drehbuchautor
- Roth, Franz (1837–1913), österreichischer Bergmann und Fossiliensammler
- Roth, Franz (1911–1943), österreichischer Fotograf
- Roth, Franz (* 1946), deutscher FußballspielerFranz Roth (* 1946)

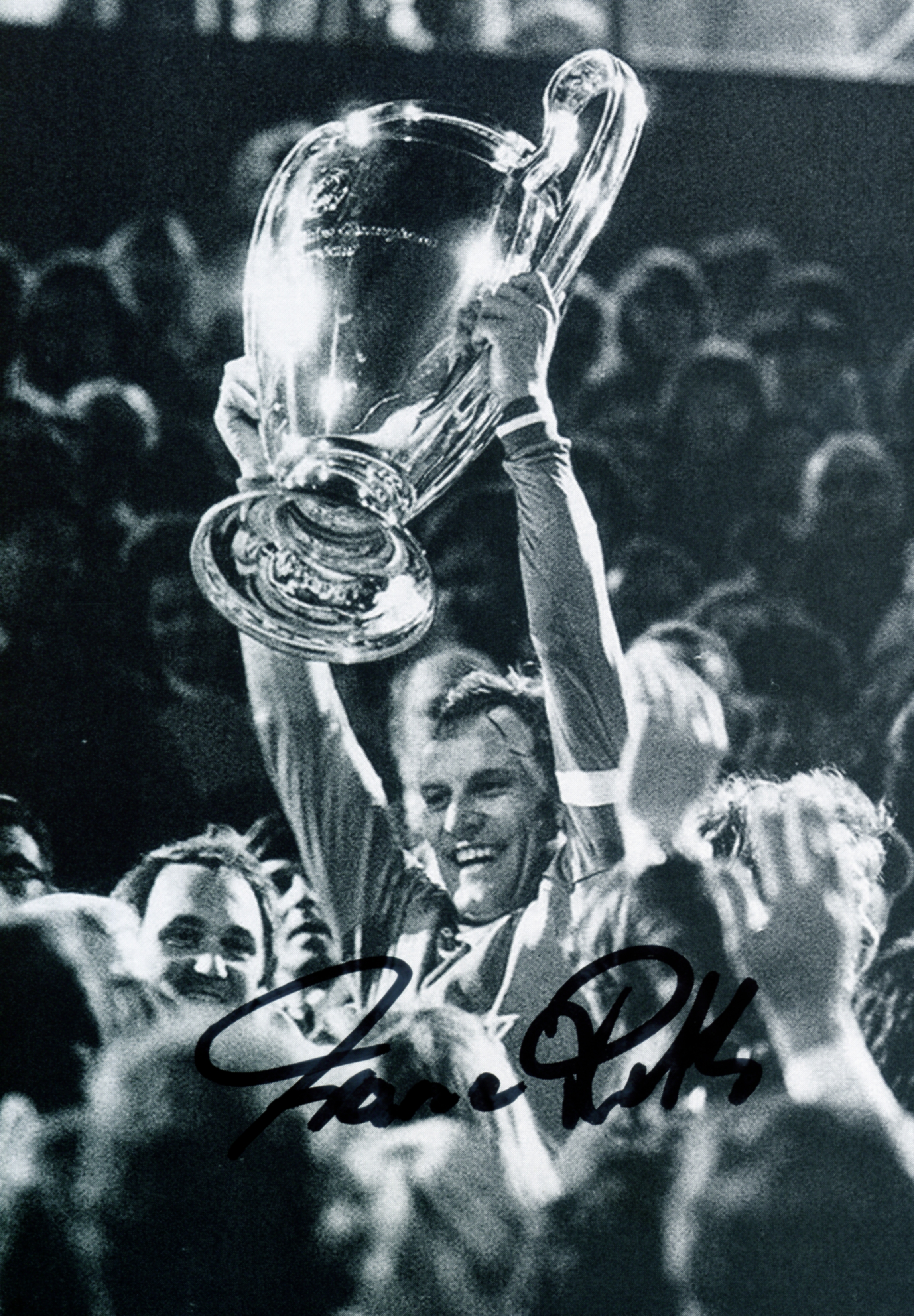
Franz Roth (* 1946)

- Roth, Franz Joseph (1690–1758), deutscher Stuckateur und Baumeister des Rokoko
- Roth, Franz Leonhard (1706–1769), Bürgermeister von Heilbronn
- Roth, Franz-Günter (1923–1976), deutscher Brigadegeneral des Heeres der Bundeswehr
- Roth, Franziska (* 1964), Schweizer Politikerin, Mediatorin und Juristin
- Roth, Franziska (* 1966), Schweizer Politikerin (SP)
- Roth, Franziska (* 1983), deutsche Journalistin
- Roth, Frauke (* 1967), deutsche Kulturmanagerin
- Roth, Frederick (1872–1944), US-amerikanischer Bildhauer
- Roth, Fridolin (1839–1920), Schweizer Politiker (Katholisch-Konservative)
- Roth, Friederike (* 1948), deutsche Schriftstellerin
- Roth, Friedrich (1847–1927), deutscher katholischer Pfarrer, bischöflicher Geistlicher Rat und päpstlicher Geheimkämmerer (Prälat)
- Roth, Friedrich (1854–1930), deutscher Historiker
- Roth, Friedrich Franz (1835–1924), deutscher Mediziner
- Roth, Friedrich von (1780–1852), königlich bayerischer Staatsbeamter
- Röth, Friedrich von (1893–1918), deutscher Jagdflieger im Ersten Weltkrieg
- Roth, Friedrich Wilhelm (1787–1862), preußischer Generalmajor
- Roth, Fritz (1905–1987), deutscher Genealoge
- Roth, Fritz (1949–2012), deutscher Bestatter, Trauerbegleiter und Autor
- Roth, Fritz (1955–2022), deutscher Schauspieler

#### Roth, G
- Roth, Gabi (* 1967), deutsche Leichtathletin
- Roth, Gabriel, US-amerikanischer Musikproduzent, Songwriter, Musiker, Bandleader, Labelbetreiber, Arrangeur und Tontechniker
- Roth, Gene (1903–1976), US-amerikanischer Schauspieler
- Roth, Georg (1845–1913), französischer Mathematiker
- Roth, Georg (1887–1980), deutscher Politiker (CDU), MdL Rheinland-Pfalz
- Roth, Georg (1919–2008), deutscher Dirigent und Musikschriftsteller
- Roth, Georg Philipp August von (1783–1817), deutschbaltischer Literat und Volkspädagoge
- Roth, Georg-Heinrich (* 1934), deutscher Brigadegeneral des Heeres der Bundeswehr
- Roth, George (1911–1997), US-amerikanischer Turner
- Roth, George Andries (1809–1887), niederländischer Landschaftsmaler
- Roth, Gerald (* 1954), deutscher Jurist, Richter am Bundesgerichtshof a. D.
- Roth, Gerhard (* 1933), deutscher Politiker (SPD), MdL
- Roth, Gerhard (1942–2022), österreichischer SchriftstellerGerhard Roth (1942–2022)

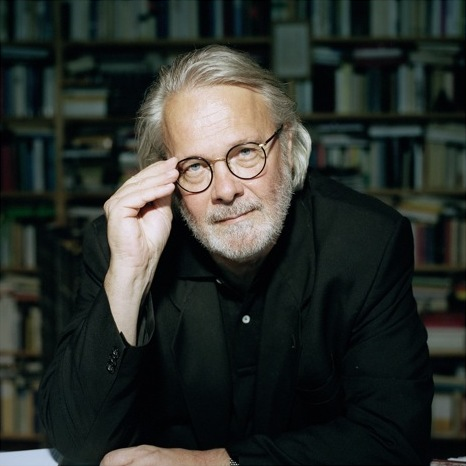
Gerhard Roth (1942–2022)

- Roth, Gerhard (1942–2023), deutscher Neurobiologe, Professor und Rektor des Hanse-Wissenschaftskollegs
- Roth, Gilles (* 1967), luxemburgischer Politiker, Mitglied der Chamber
- Roth, Gottfried (1853–1883), Schweizer Afrikareisender, Sprachlehrer, Autor und Inspektor
- Roth, Gottfried (1923–2006), österreichischer Mediziner, Facharzt für Neurologie und Psychiatrie und Professor für Pastoralmedizin
- Roth, Gottlieb (1869–1969), österreichischer Bergmann und Fossiliensammler
- Roth, Gregor, deutscher Rechtswissenschaftler
- Roth, Guenther (1931–2019), deutsch-amerikanischer Soziologe
- Roth, Gunhild (* 1958), deutsche Mediävistin
- Roth, Günter (1925–2015), deutscher Regisseur und Theaterintendant
- Roth, Günter (* 1935), deutscher Offizier und Militärhistoriker
- Roth, Günter (* 1941), deutsch-österreichischer Rechtswissenschaftler
- Roth, Günter D. (1931–2016), deutscher Amateurastronom und populärwissenschaftlicher Autor
- Roth, Gustav (1816–1884), Oberförster und Mitglied des Nassauischen Kommunallandtags
- Roth, Gustav (1916–2008), deutscher Indologe
- Roth, Gustave (1909–1982), belgischer Boxer

#### Roth, H
- Roth, Hans (1879–1966), Schweizer Politiker (SP)
- Roth, Hans (1889–1969), österreichischer Politiker (CS, VF, ÖVP), Landtagsabgeordneter, Abgeordneter zum Nationalrat
- Roth, Hans (* 1890), deutscher Kunstturner
- Roth, Hans (1913–2003), Schweizer Politiker (BGB/SVP)
- Roth, Hans (1916–2008), österreichischer Unternehmer
- Roth, Hans (1923–2009), deutscher Politiker (CDU), MdL
- Roth, Hans (1938–2016), deutscher Publizist, bayerischer Heimatpfleger
- Roth, Hans (* 1945), Schweizer Amateurastronom
- Roth, Hans (* 1946), österreichischer Unternehmer und Vorstandsvorsitzender der Saubermacher Dienstleistungs AG
- Roth, Hans Otto (1890–1953), rumänischer Politiker
- Roth, Hans Peter (* 1967), Schweizer Autor, Journalist und Umweltaktivist
- Roth, Hans-Georg (* 1949), deutscher Redenschreiber
- Roth, Hans-Josef (1934–2006), deutscher Organist, Chorleiter und Kirchenmusikdirektor
- Roth, Harald (1910–1991), deutscher Architekt
- Roth, Harald (* 1965), deutscher Historiker
- Roth, Heidi (* 1984), deutsche Skispringerin
- Roth, Heike (* 1968), deutsche Basketballspielerin
- Roth, Heinrich (1620–1668), deutscher Missionar und Pionier der Sanskritforschung
- Roth, Heinrich (1889–1955), deutscher Politiker (Zentrum), MdR, MdL
- Roth, Heinrich (1906–1983), deutscher Entwicklungspädagoge
- Roth, Heinrich Albert (1900–1973), deutscher Agrarwissenschaftler
- Roth, Heinrich Balthasar (1639–1689), deutscher Rechtswissenschaftler
- Roth, Heinrich Wilhelm (1892–1971), deutscher Konstrukteur und Fabrikant von Schweißmaschinen
- Roth, Heinz (* 1931), deutscher Offizier, Leiter der Abteilung XII des MfS
- Roth, Helene (1887–1966), Schweizer Malerin und Grafikerin
- Roth, Helene (1904–1995), österreichisch-israelische Architektin
- Roth, Helga (* 1943), deutsche Fachärztin für Chirurgie und Kinderchirurgie, erste weibliche Trägerin des Richard-Drachter-Preises
- Roth, Hella (* 1963), deutsche Hockeyspielerin
- Roth, Helmut (1941–2003), deutscher Prähistoriker
- Roth, Helmut (* 1950), deutscher Fußballspieler
- Roth, Hennes (* 1950), deutscher Sportfotograf
- Roth, Henry (1906–1995), US-amerikanischer Schriftsteller
- Roth, Herbert (1926–1983), deutscher Komponist und Interpret volkstümlicher MusikHerbert Roth (1926–1983)

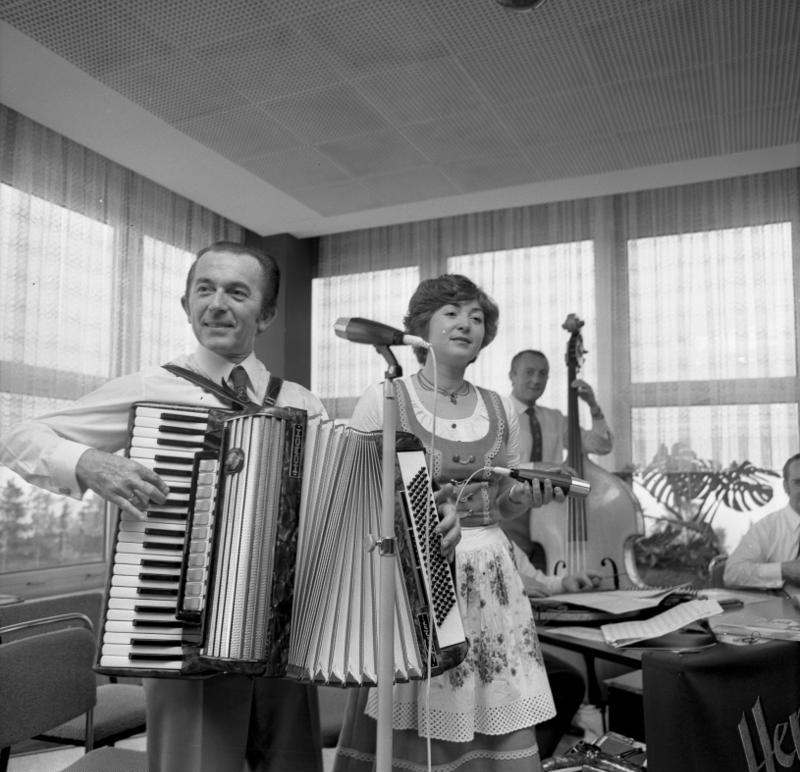
Herbert Roth (1926–1983)

- Roth, Herbert (* 1951), deutscher Rechtswissenschaftler und Hochschullehrer
- Roth, Herbert Otto (1917–1994), österreichisch-neuseeländischer Sozialist, Bibliothekar und Historiker
- Roth, Hermann (1904–1986), Schweizer Dichter und Architekt
- Roth, Hermann (* 1925), deutscher Fußballtorhüter (DDR)
- Roth, Hermann J. (1929–2024), deutscher pharmazeutischer Chemiker
- Roth, Hermann Josef (* 1938), deutscher Kulturhistoriker, Naturwissenschaftler und Autor sowie ehrenamtlicher Naturschützer und Denkmalpfleger
- Roth, Hieronymus (1606–1678), Schöppenmeister und Politiker
- Roth, Hieronymus (1826–1897), böhmisch-österreichischer Politiker
- Roth, Hilde (1916–1970), deutsche Schriftstellerin
- Roth, Hilde (1925–2022), deutsche Designerin

#### Roth, I
- Roth, Ignaz (1894–1972), deutscher Politiker (SPD), MdL, Oberbürgermeister
- Roth, Iwan (* 1942), Schweizer Saxophonist und Hochschullehrer

#### Roth, J
- Roth, Jan (1899–1972), tschechoslowakischer Kameramann
- Roth, Jan (* 1977), deutscher Musiker (Schlagzeug, Piano, Komposition)
- Roth, Jana Julia (* 1990), deutsche Schauspielerin und Synchronsprecherin
- Roth, Jean (1924–2019), Schweizer Bahnradsportler
- Roth, Jean-François (* 1952), Schweizer Politiker (CVP)
- Roth, Jean-Pierre (* 1946), Schweizer Ökonom und ehemaliger Präsident des Direktoriums der Schweizerischen Nationalbank
- Roth, Jenni (* 1979), deutsche Journalistin
- Roth, Jens (* 1964), deutscher Schauspieler, Regisseur und Autor
- Roth, Jens (* 1988), deutscher Triathlet
- Roth, Jesse (* 1934), US-amerikanischer Endokrinologe
- Roth, Joan (* 1942), US-amerikanische Fotografin
- Roth, Joe (* 1948), US-amerikanischer Filmregisseur, Filmproduzent und ehemaliger Vorstandsvorsitzender
- Roth, Joel (* 1999), Schweizer Mountainbiker
- Roth, Johann Ferdinand (1748–1814), deutscher Pfarrer und Historiker
- Roth, Johann Friedrich (1863–1943), deutscher Politiker (DDP) und Mitglied des Sächsischen Landtages
- Roth, Johann Georg (1597–1671), deutscher Jurist, Gesandter bei den Westfälischen Friedensverhandlungen sowie beim Nürnberger Exekutionstag
- Roth, Johann Heinrich (1729–1780), deutscher Baumeister
- Roth, Johann IV. (1426–1506), Bischof von Lavant, Fürstbischof von Breslau
- Roth, Johann Jakob (1760–1826), bayerischer Politiker und Landwirt
- Roth, Johann Martin (1858–1937), deutscher Lehrer, Imker und der Begründer der ersten staatlichen Imkerschule Deutschlands in Eberbach
- Roth, Johann Philipp (1754–1818), deutschbaltischer Literat und Volkspädagoge
- Roth, Johann Richard von (1749–1813), deutscher Jurist, Politiker und Professor
- Roth, Johannes (1812–1870), Schweizer Gemeindepräsident, Mitglied und Präsident des Kleinen Rats, Landammann, Tagsatzungsgesandter, Ständerat und Nationalrat aus dem Kanton Appenzell Ausserrhoden
- Roth, Johannes (1815–1858), deutscher Zoologe und Forschungsreisender
- Roth, Johannes (1881–1938), russlanddeutscher römisch-katholischer Geistlicher und Märtyrer
- Roth, Johannes Matthias (* 1967), deutscher evangelischer Pfarrer und Liedermacher
- Roth, Jonathan (1873–1924), deutscher Jurist und Politiker, MdR
- Roth, Josef (* 1959), Schweizer Fussballspieler
- Roth, Joseph (1894–1939), österreichischer Schriftsteller und JournalistJoseph Roth (1894–1939)

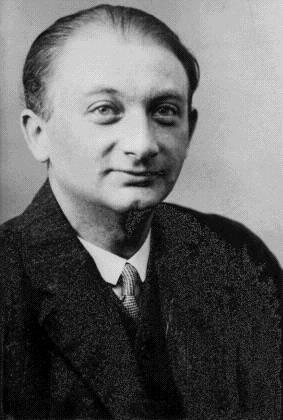
Joseph Roth (1894–1939)

- Roth, Joseph (1896–1945), deutscher Politiker (Zentrum), Lehrer
- Roth, Joseph (1897–1941), deutscher katholischer Priester und Ministerialdirigent
- Roth, Judith (* 1966), deutsche Fußballspielerin
- Roth, Julie-Anne (* 1973), französische Schauspielerin
- Roth, Jürgen (1945–2017), deutscher Publizist
- Roth, Jürgen (* 1963), deutscher Verwaltungswirt und Kommunalpolitiker
- Roth, Jürgen (* 1968), deutscher Schriftsteller
- Roth, Justus (1818–1892), deutscher Geologe

#### Roth, K
- Roth, Kajsa (* 2006), schwedische Stabhochspringerin
- Roth, Karin (* 1949), deutsche Politikerin (SPD)
- Roth, Karin (* 1951), deutsche Komponistin und Interpretin volkstümlicher Musik
- Roth, Karl (1875–1932), deutscher Architekt und Hochschullehrer
- Roth, Karl (1893–1979), deutscher Landrat
- Roth, Karl (1900–1967), deutscher Medailleur, Maler und Bildhauer
- Roth, Karl (1902–1980), deutscher Unternehmer und Kommunalpolitiker (FDP)
- Roth, Karl (* 1954), deutscher Politiker (CSU), Landrat des Landkreises Starnberg
- Roth, Karl Friedrich (1890–1960), deutscher Maler
- Roth, Karl Heinz (* 1942), deutscher Historiker und PublizistKarl Heinz Roth (* 1942)

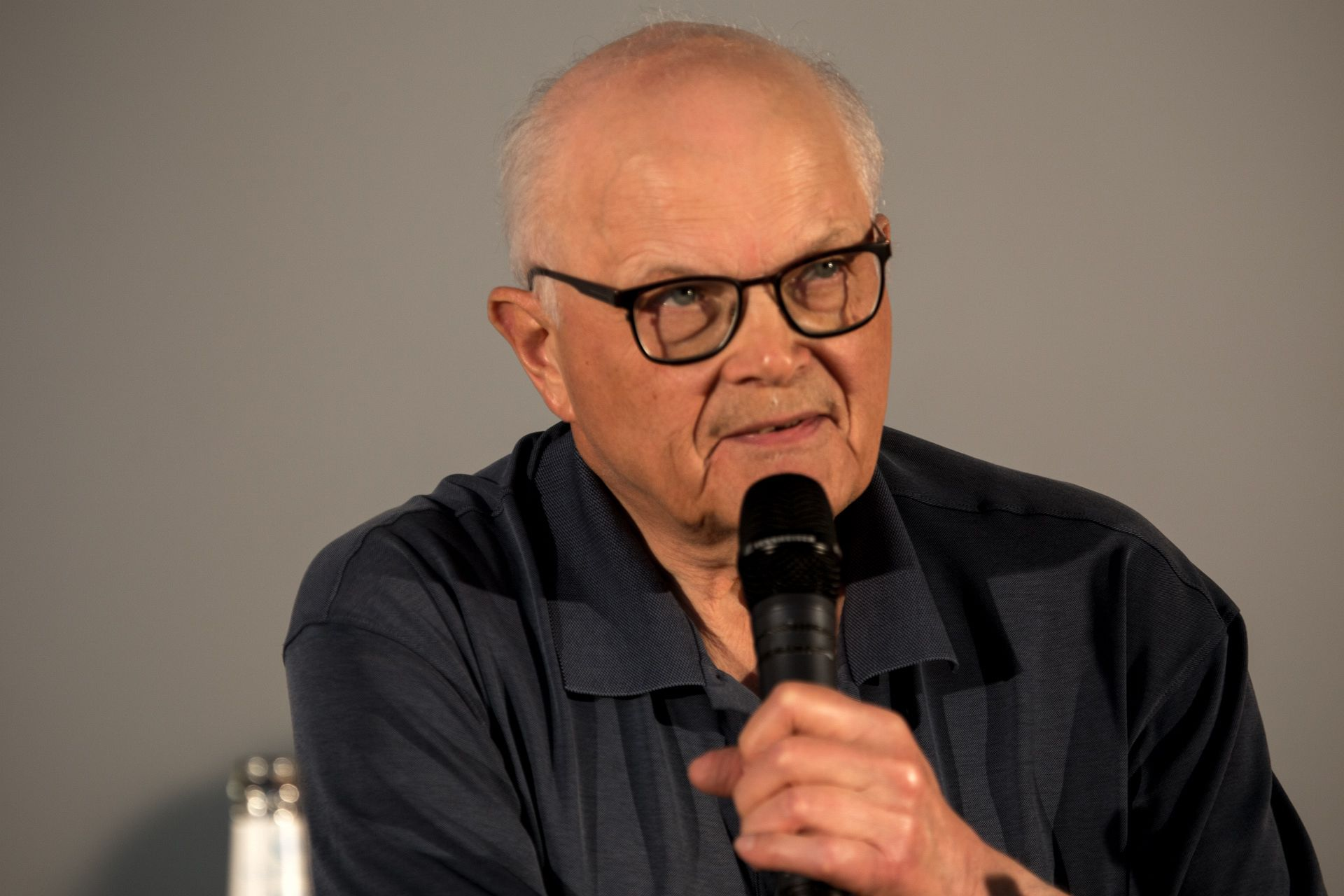
Karl Heinz Roth (* 1942)

- Roth, Karl Ludwig (1790–1868), deutscher Pädagoge und klassischer Philologe
- Roth, Karl Ludwig (1811–1860), Schweizer klassischer Philologe
- Roth, Katharina (1882–1967), deutsche kommunistische Politikerin
- Roth, Katja (* 1974), deutsche Juristin, Richterin am Bundesfinanzhof
- Roth, Kenneth (* 1955), US-amerikanischer Jurist
- Roth, Klaus (* 1939), deutscher Volkskundler
- Roth, Klaus (* 1945), deutscher Chemiker und Autor
- Roth, Klaus (* 1951), deutscher Sportwissenschaftler
- Roth, Klaus (* 1953), deutscher Politikwissenschaftler und Hochschullehrer
- Roth, Klaus (* 1963), deutscher Politiker (CDU), MdL
- Roth, Klaus Friedrich (1925–2015), britischer Mathematiker und Hochschullehrer
- Roth, Kurt (1899–1975), deutscher Maler
- Roth, Kurt (1931–1989), deutscher Diplomat, Botschafter der DDR

#### Roth, L
- Roth, Laurenz Max (1814–1877), deutscher katholischer Priester, Professor und Theologe
- Roth, Leo (1911–1937), deutscher Agent der KPD
- Roth, Leo (1914–2002), israelischer Maler
- Roth, Leo (1921–2004), österreichischer Sänger, Chasan der Jüdischen Gemeinde zu Graz, Wien, Berlin
- Roth, Leonard (1904–1968), britischer Mathematiker
- Roth, Leonhard († 1541), Kirchenlieddichter
- Roth, Leonhard (1881–1933), deutscher Verwaltungsjurist und Bezirksoberamtmann
- Roth, Leonhard (* 1904), deutscher KZ-Häftling und katholischer Priester
- Roth, Lillian (1910–1980), US-amerikanische Schauspielerin und Sängerin
- Roth, Linus (* 1977), deutscher Geiger
- Roth, Louis (1843–1929), österreichischer Operetten-Komponist und Kapellmeister
- Roth, Louise (* 1857), deutsche Schriftstellerin
- Roth, Luca (* 2000), deutscher SkispringerLuca Roth (* 2000)

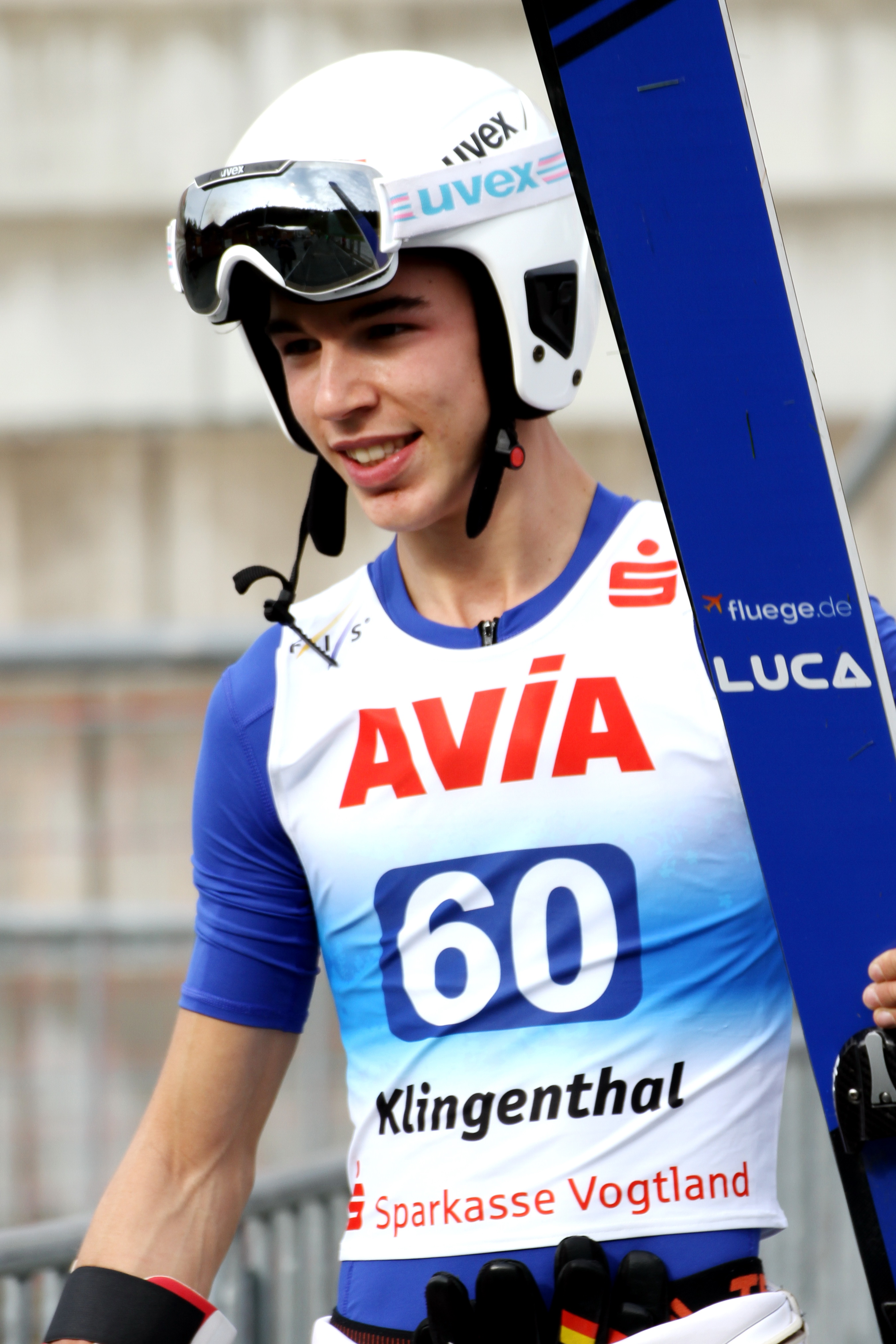
Luca Roth (* 2000)

- Roth, Lucius (1890–1950), deutscher römisch-katholischer Geistlicher, Ordensmann, Missionar und Märtyrer
- Roth, Ludwig Max (1858–1952), deutscher Maler
- Roth, Lukas (* 1965), deutscher Fotograf

#### Roth, M
- Roth, Maaria (* 1997), finnische Fußballspielerin
- Roth, Manfred (* 1950), deutscher Regisseur und Schauspieler
- Roth, Marcus (* 1968), deutscher Psychologe
- Roth, Marianne (* 1961), österreichische Rechtswissenschaftlerin
- Roth, Marie-Louise (1926–2014), französisch-deutsche Literaturwissenschaftlerin
- Roth, Mario (* 1963), deutscher Fußballspieler
- Roth, Markus (1911–1996), Schweizer Politiker (FDP)
- Roth, Markus (* 1965), deutscher Physiker und Hochschullehrer
- Roth, Markus (* 1968), deutscher Rechtswissenschaftler
- Roth, Markus (* 1972), deutscher Historiker und Sachbuchautor
- Roth, Martha T. (* 1952), US-amerikanische Assyriologin und Hochschullehrerin
- Roth, Martin, deutscher DJ, Liveact und Komponist
- Roth, Martin (1914–2003), deutscher SS-Hauptscharführer und Leiter des Krematoriums im KZ Mauthausen
- Roth, Martin (1955–2017), deutscher Museumsdirektor, Kulturwissenschaftler und KulturmanagerMartin Roth (1955–2017)

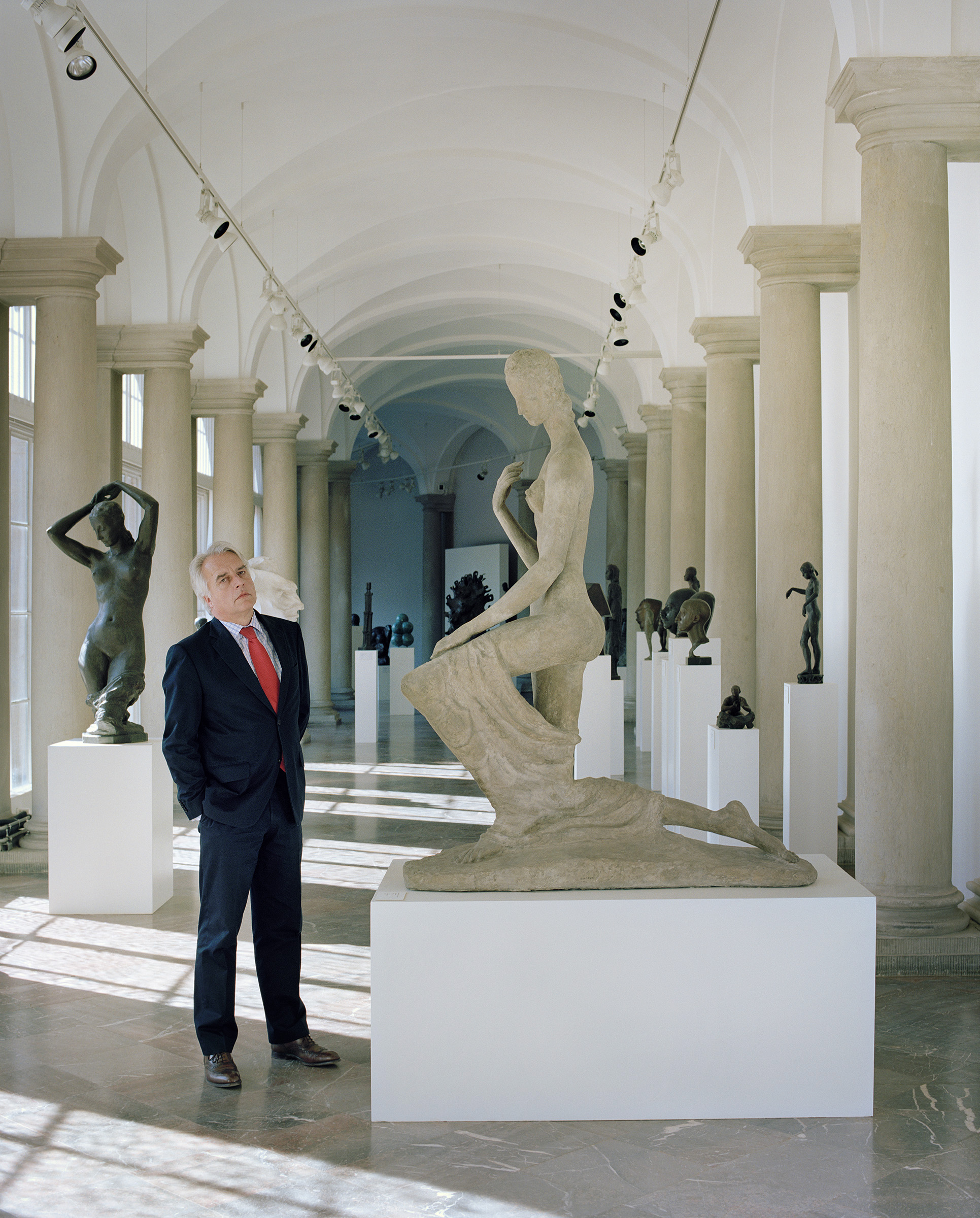
Martin Roth (1955–2017)

- Roth, Martin (* 1957), deutscher Astrophysiker
- Roth, Martina (* 1960), deutsche Schauspielerin und Sängerin
- Roth, Mary Mercury (1926–2020), US-amerikanische Chemikerin und Hochschullehrerin
- Roth, Matt (* 1964), US-amerikanischer Schauspieler
- Roth, Matthias (* 1979), Schweizer Musiker
- Roth, Max (* 1934), deutscher Musiker, Kapellmeister und Komponist
- Roth, Maximilian (1899–1945), deutscher Widerstandskämpfer und Mitglied der „Freiheitsaktion Bayern“
- Roth, Mechthild (* 1956), deutsche Biologin
- Roth, Michael (1936–2019), deutscher Ingenieur und Professor für Technische Kybernetik und Computertechnik
- Roth, Michael (* 1957), deutscher Kunsthistoriker und Kurator
- Roth, Michael (* 1962), deutscher Handballspieler und -trainer
- Roth, Michael (* 1968), deutscher Theologe und Hochschullehrer
- Roth, Michael (* 1970), deutscher Politiker (SPD), MdB, Staatsminister
- Roth, Michael (* 1971), deutscher Rockmusiker und Metal-Sänger
- Roth, Michael A. (* 1935), deutscher Fußball-Funktionär und VereinspräsidentMichael A. Roth (* 1935)

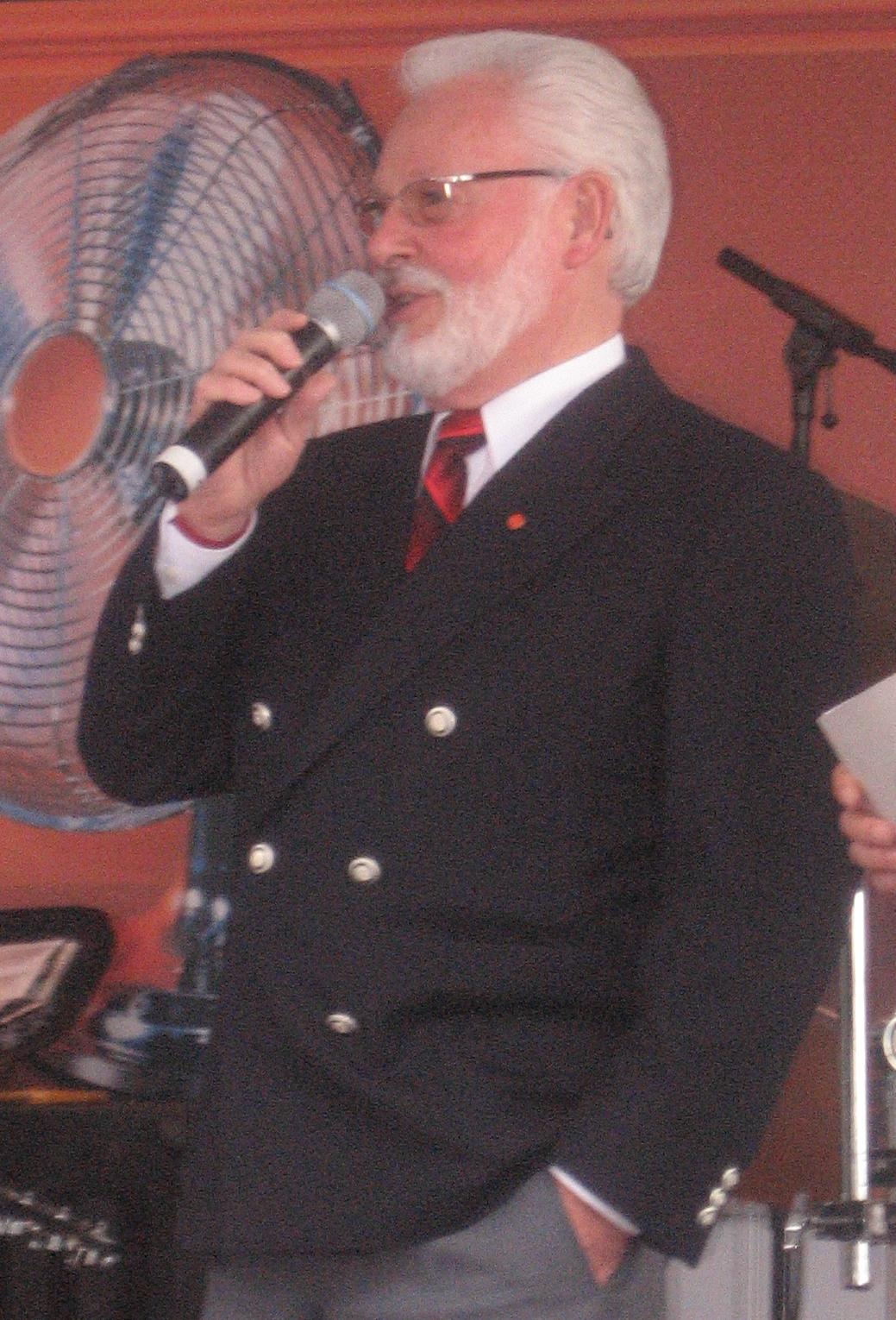
Michael A. Roth (* 1935)

- Roth, Michel (* 1959), französischer Koch der Nouvelle Cuisine
- Roth, Michel (* 1976), Schweizer Komponist, Musikforscher und Hochschullehrer
- Roth, Moira (1933–2021), US-amerikanische Kunsthistorikerin und Kunstkritikerin
- Roth, Monika (* 1951), Schweizer Juristin
- Roth, Moran (* 1982), israelischer Basketballspieler
- Roth, Moritz (1839–1914), Schweizer Pathologe
- Roth, Moshik (* 1972), israelischer Koch
- Roth, Muriel (* 1982), schweizerische Schauspielerin

#### Roth, N
- Roth, Nicolas (* 1990), deutscher Fußballspieler
- Roth, Nicole (* 1995), deutsche HandballspielerinNicole Roth (* 1995)

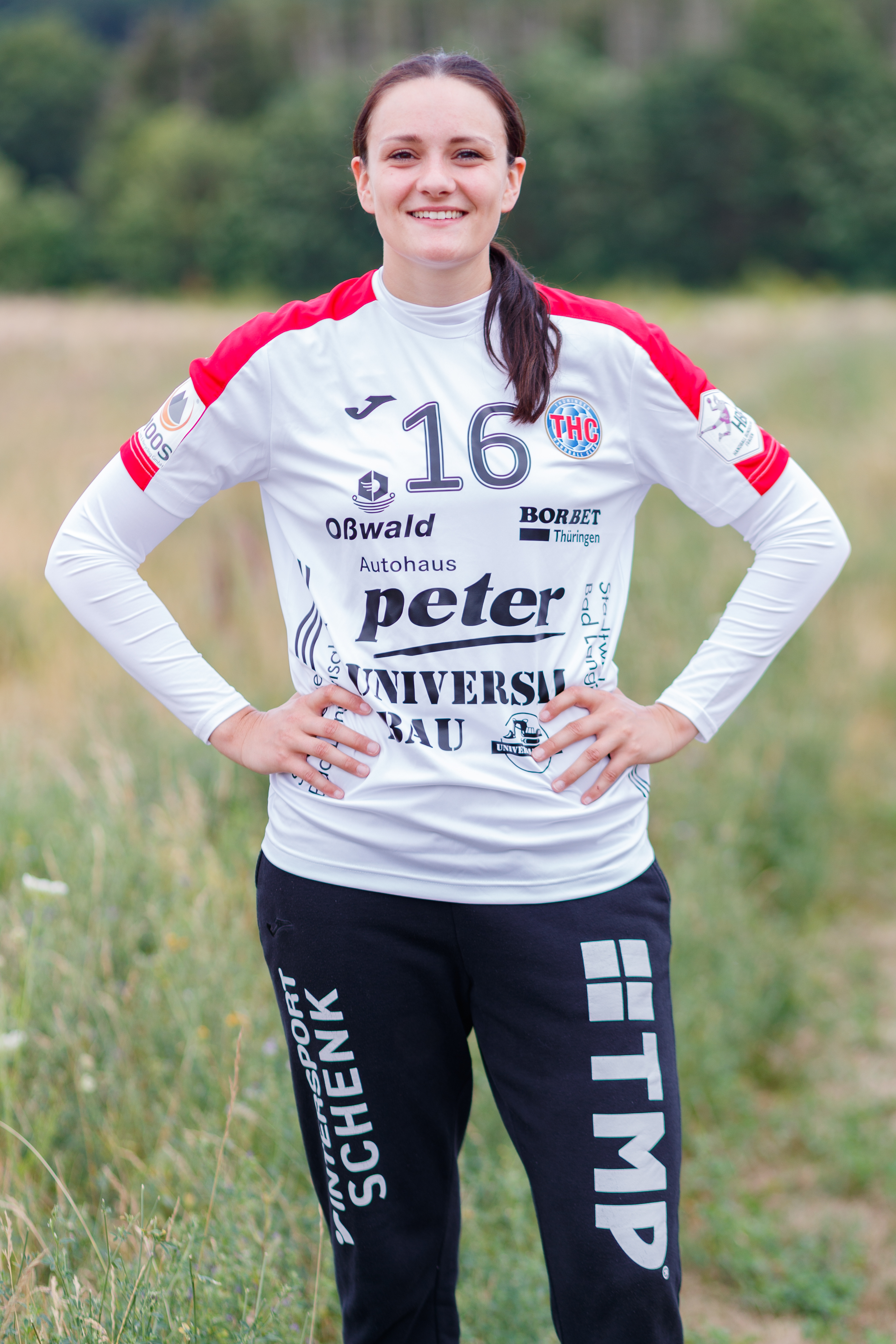
Nicole Roth (* 1995)

- Roth, Nikolaus (1957–2017), deutscher Politiker (SPD)
- Roth, Nina (* 1988), US-amerikanische Curlerin
- Roth, Noé (* 2000), Schweizer Freestyle-Skier

#### Roth, O
- Roth, Oliver (* 1968), deutscher Fußballspieler
- Roth, Oliver (* 1977), Schweizer Jazzmusiker (Flöten, auch Modularsynthesizer)
- Roth, Oliver (* 1986), deutscher Badmintonspieler
- Roth, Oliver (* 1987), Schweizer Kunstschaffender
- Roth, Oscar (1910–1981), österreichischer Mediziner und US-amerikanischer medizinischer Offizier der Armee
- Roth, Oskar (1933–2019), deutscher Basketballspieler, Handballspieler, Basketballtrainer und Handballtrainer
- Roth, Otto (1843–1879), deutscher Arzt
- Roth, Otto (1853–1927), Schweizer Bakteriologe und Hygieniker
- Roth, Otto (1863–1944), deutscher Chirurg
- Roth, Otto (1904–1994), deutscher Architekt
- Roth, Otto (1905–1969), deutscher politischer KZ-Häftling, Widerstandskämpfer gegen den Nationalsozialismus

#### Roth, P
- Roth, Patrick (* 1953), deutscher Schriftsteller und Regisseur
- Roth, Paul (1885–1964), deutscher Zeitungswissenschaftler und Konsul
- Roth, Paul (1896–1961), Schweizer Historiker und Politiker
- Roth, Paul (1925–2006), deutscher Politikwissenschaftler
- Roth, Paul Edwin (1918–1985), deutscher Schauspieler und Synchronsprecher
- Roth, Paul Otto (1901–1985), Schweizer Bildhauer
- Roth, Paul Ottokar (1865–1932), deutscher Forstwissenschaftler und höherer sächsischer Staatsbeamter
- Roth, Paul von (1820–1892), deutscher Rechtswissenschaftler
- Roth, Paul Werner (1941–2001), österreichischer Historiker
- Roth, Paula (1918–1988), Schweizer Gastwirtin
- Roth, Per (1914–2008), norwegischer Häftling des KZ Sachsenhausen, Gerechter unter den Völkern
- Roth, Peter († 1617), deutscher Mathematiker
- Roth, Peter, Fußballtorhüter
- Roth, Peter (* 1961), deutscher Skirennläufer
- Roth, Petra (* 1944), deutsche Politikerin (CDU), MdLPetra Roth (* 1944)

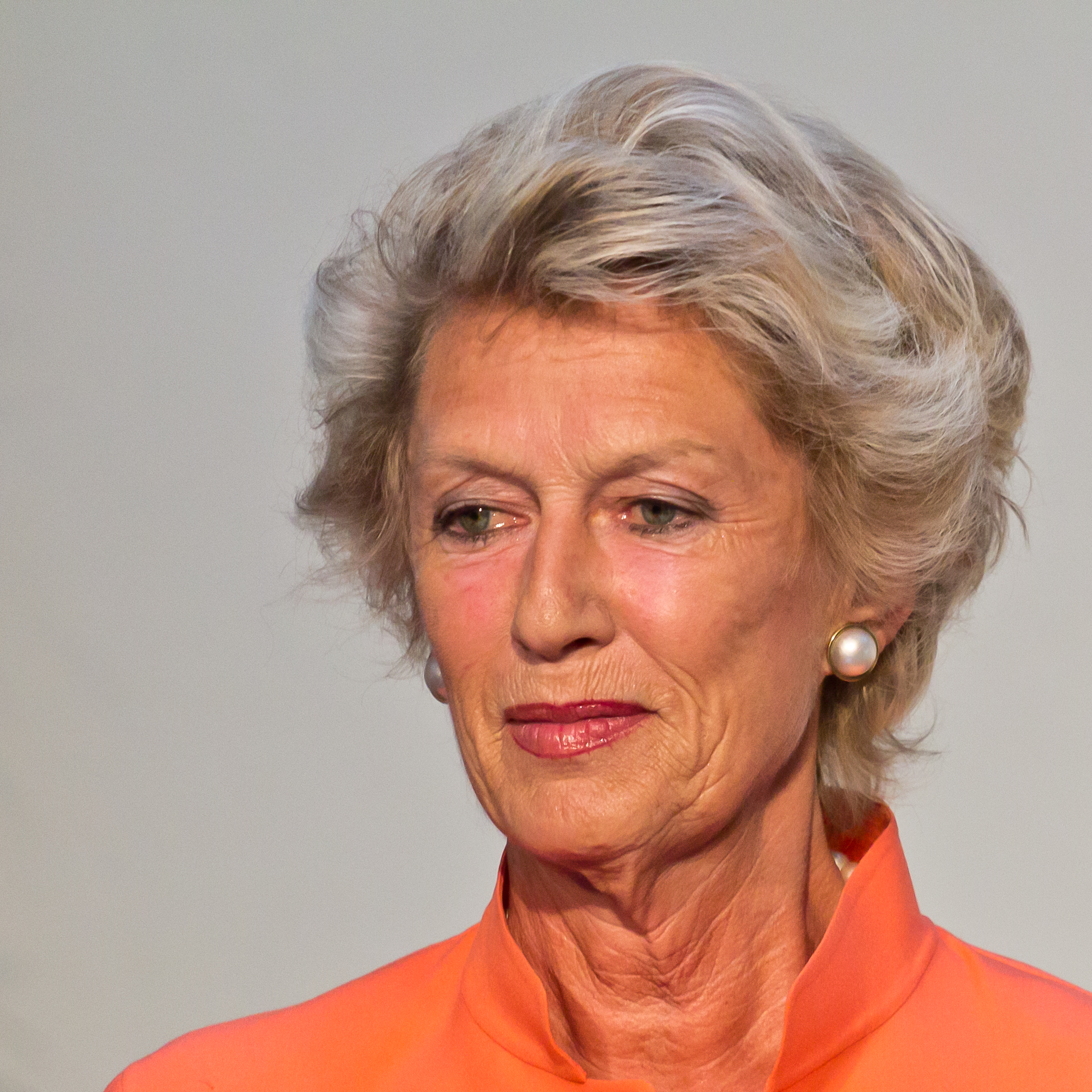
Petra Roth (* 1944)

- Roth, Philip (1933–2018), US-amerikanischer SchriftstellerPhilip Roth (1933–2018)

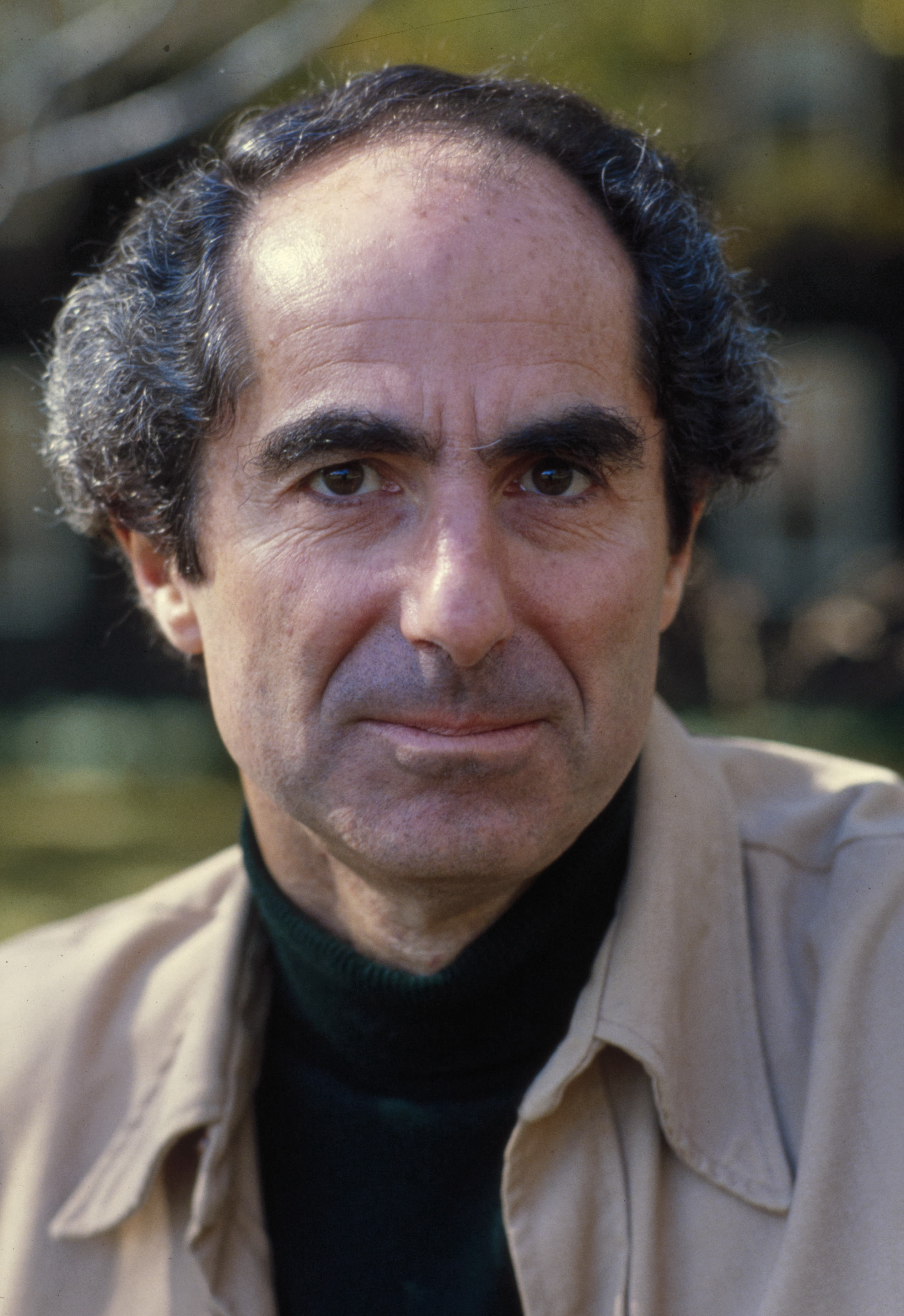
Philip Roth (1933–2018)

- Röth, Philipp (1841–1921), deutscher Maler
- Roth, Philipp (1899–1971), deutscher Politiker (KPD), MdL Preußen, Widerstandskämpfer
- Roth, Philipp (* 1972), deutscher Drehbuchautor
- Roth, Philipp (* 1991), deutscher Komponist
- Röth, Philipp Jakob (1779–1850), deutscher Violoncellospieler, Komponist und Kapellmeister
- Roth, Philippina (1898–1961), deutsche Widerstandskämpferin gegen den Nationalsozialismus
- Roth, Phillip J. (* 1959), US-amerikanischer Filmproduzent, Drehbuchautor, Filmregisseur

#### Roth, Q
- Roth, Quirin (1943–2020), deutscher Bildhauer

#### Roth, R
- Roth, Rachel (* 1982), US-amerikanische Schauspielerin
- Roth, Rafael (1933–2013), deutscher Unternehmer
- Roth, Rainer (1932–1999), deutscher Meteorologe
- Roth, Rainer (* 1944), deutscher Sozialwissenschaftler
- Roth, Rainer A. (* 1942), deutscher Politikwissenschaftler
- Roth, Ralf (* 1957), deutscher Historiker
- Roth, Ralf (* 1963), deutscher Hochschullehrer
- Roth, Ramona (* 1977), deutsche Skilangläuferin
- Roth, Reinhold (1900–1985), deutscher Politiker (NSDAP), MdR
- Roth, Reinhold (1953–2021), deutscher MotorradrennfahrerReinhold Roth (1953–2021)
- Roth, Richard, Filmproduzent

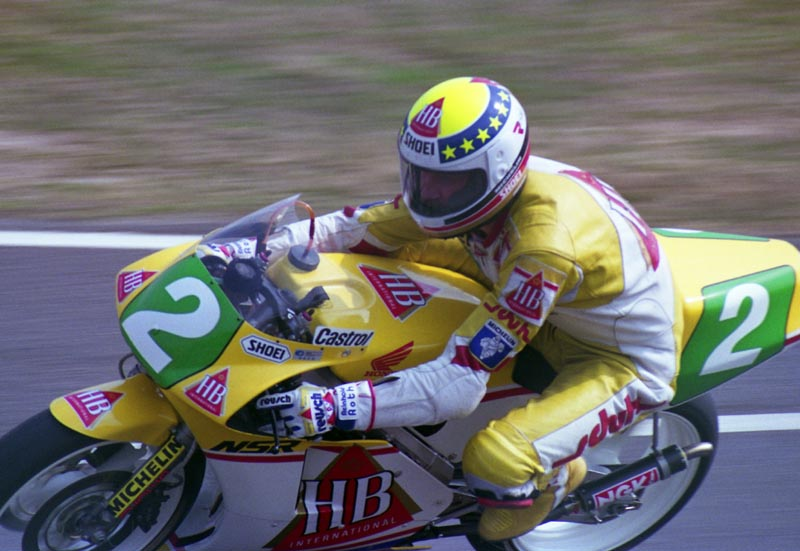
Reinhold Roth (1953–2021)

- Roth, Richard (1907–2003), deutscher Grafikdesigner, Plakatkünstler und Hochschullehrer
- Roth, Richard (* 1947), US-amerikanischer Schwimmer
- Roth, Richard (* 1955), US-amerikanischer Journalist
- Roth, Richard A. (1940–2017), US-amerikanischer Filmproduzent
- Roth, Robert (1813–1885), nassauischer Generalmajor
- Roth, Robert (1891–1975), deutscher Politiker (NSDAP), MdR
- Roth, Robert (1898–1959), Schweizer Ringer und Schwinger
- Roth, Robert (* 1963), deutscher römisch-katholischer Diplomtheologe, Diakon, Erzbischöflicher Sekretär in der Erzdiözese Freiburg
- Roth, Roland (* 1949), deutscher Politologe und Bürgerrechtler
- Roth, Rolf (1888–1985), schweizerischer Karikaturist, Maler und Schriftsteller
- Roth, Roman (1887–1988), deutscher Mathematiker und Hochschullehrer
- Roth, Roman (* 1980), deutscher SchauspielerRoman Roth (* 1980)

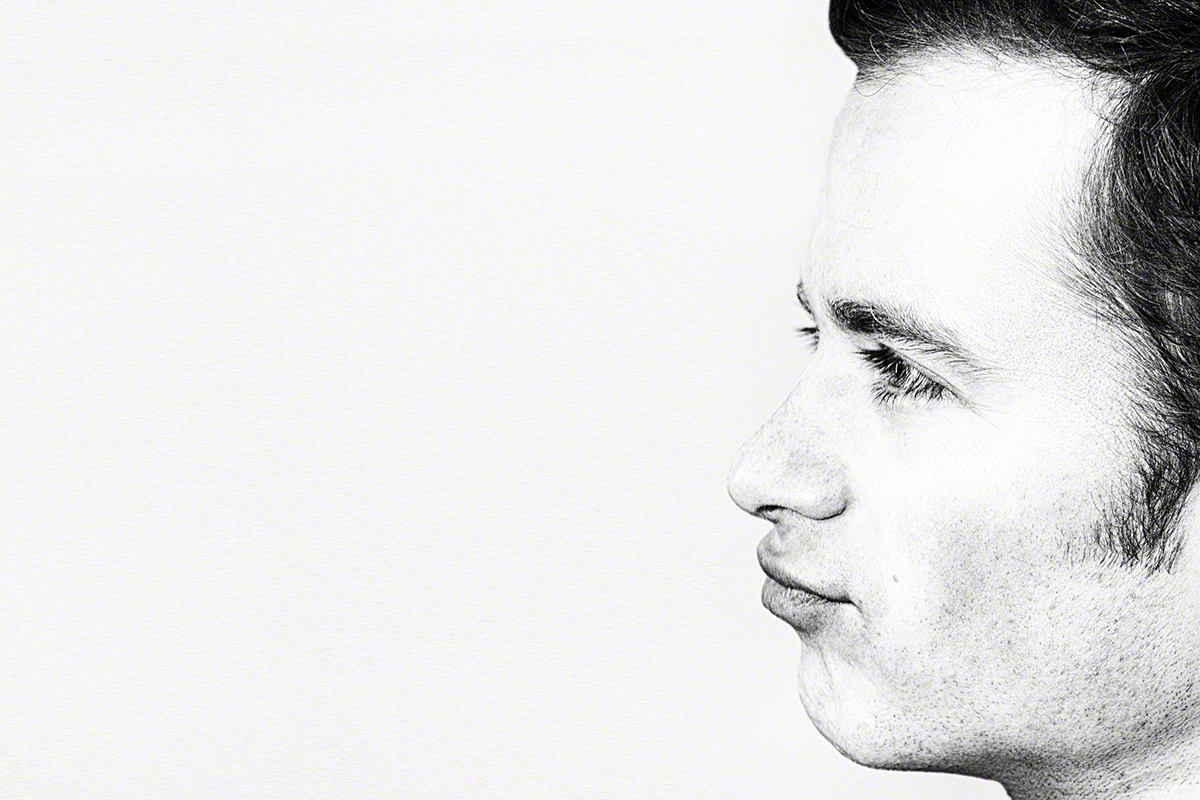
Roman Roth (* 1980)

- Roth, Rose Renée (1902–1990), österreichische Schauspielerin
- Roth, Rosely (1959–1990), brasilianische Aktivistin für die Rechte lesbischer Frauen
- Roth, Roswith (* 1944), österreichische Gesundheitspsychologin, psychologische Geschlechterforscherin und Hochschullehrerin
- Roth, Rudolf (* 1948), österreichischer Fußballtorhüter, Ehrenpräsident des Grazer AK
- Roth, Rudolf (* 1951), deutscher Jazzmusiker (Schlagzeug, Perkussion)
- Roth, Rudolf von (1821–1895), deutscher Indologe
- Roth, Rupert (1903–1978), österreichischer Politiker (ÖVP), Abgeordneter zum Nationalrat
- Roth, Ryan (* 1983), kanadischer Radrennfahrer

#### Roth, S
- Roth, Samuel (1893–1974), US-amerikanischer Verleger und Schriftsteller
- Roth, Santiago (1850–1924), schweizerisch-argentinischer Paläontologe
- Roth, Sebastian (1491–1555), deutscher Mediziner und Hochschullehrer
- Roth, Sebastian (* 1985), deutscher Handballspieler
- Roth, Sébastien (* 1978), Schweizer Fussballtorhüter
- Roth, Siegfried (* 1928), deutscher Berufsschullehrer und Politiker (NDPD), MdV
- Roth, Sigrid (1928–2017), deutsche Schauspielerin und Schriftstellerin
- Roth, Stefan (* 1960), Schweizer Politiker (CVP)
- Roth, Stefan (* 1987), deutscher Politiker (BSW), MdL Brandenburg
- Roth, Stefan, deutscher Ökonom und Professor für Marketing
- Roth, Steffen (* 1976), deutscher Wirtschaftswissenschaftler, Soziologe und Hochschullehrer
- Roth, Steffen (* 1989), deutscher Jazz- und Improvisationsmusiker (Schlagzeug)
- Roth, Stephan (1492–1546), deutscher Humanist
- Roth, Stephan (* 1945), deutscher Mediziner
- Roth, Stephan (* 1957), deutscher Arzt der Urologie und Autor
- Roth, Stephan Ludwig (1796–1849), siebenbürgisch-sächsischer Schriftsteller, Schulreformer und Politiker
- Roth, Susan L. (* 1944), US-amerikanische Illustratorin
- Roth, Susanna (1950–1997), Schweizer Slawistin und Übersetzerin

#### Roth, T
- Roth, Thaddäus Maria (1898–1952), deutscher Ordensgeistlicher (Dominikaner)
- Roth, Thomas (* 1951), deutscher Journalist, Moderator und RedakteurThomas Roth (* 1951)

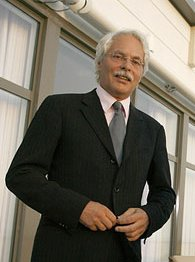
Thomas Roth (* 1951)

- Roth, Thomas (* 1960), deutscher Politiker (FDP), MdL
- Roth, Thomas (* 1965), österreichischer Filmemacher
- Roth, Thomas (* 1974), deutscher Journalist
- Roth, Thomas (* 1991), norwegischer Mittelstreckenläufer
- Roth, Tim (* 1961), britischer SchauspielerTim Roth (* 1961)

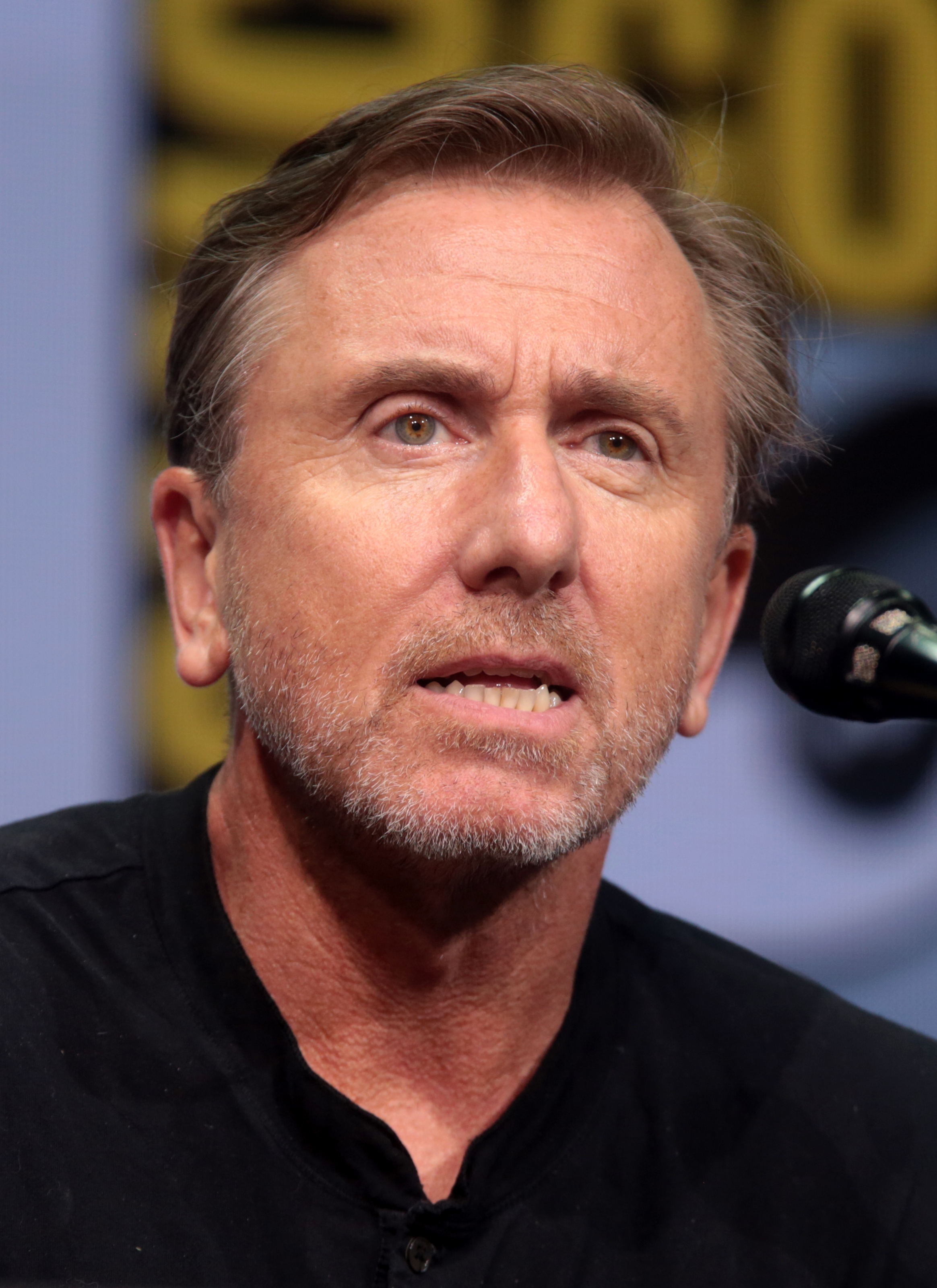
Tim Roth (* 1961)

- Roth, Tim (* 1985), britisch-deutscher Jazzmusiker (Bass)
- Roth, Tim Otto (* 1974), deutscher Konzeptkünstler, Komponist und Kunsthistoriker
- Roth, Tobias (* 1985), deutscher Lyriker, Literaturwissenschaftler, Übersetzer und Kulturjournalist
- Roth, Toby (* 1938), US-amerikanischer Politiker
- Roth, Toni (1899–1971), deutscher Maler, Restaurator und Dozent für Maltechnik
- Roth, Trudi (1930–2016), Schweizer Schauspielerin

#### Roth, U
- Roth, Uli Jon (* 1954), deutscher Musiker
- Roth, Ulli (* 1966), deutscher römisch-katholischer Theologe
- Roth, Ulrich (* 1962), deutscher Handballspieler
- Roth, Ursula (* 1967), deutsche evangelische Theologin

#### Roth, V
- Roth, Vanessa, US-amerikanische Regisseurin und Filmproduzentin
- Roth, Veronica (* 1988), US-amerikanische SchriftstellerinVeronica Roth (* 1988)

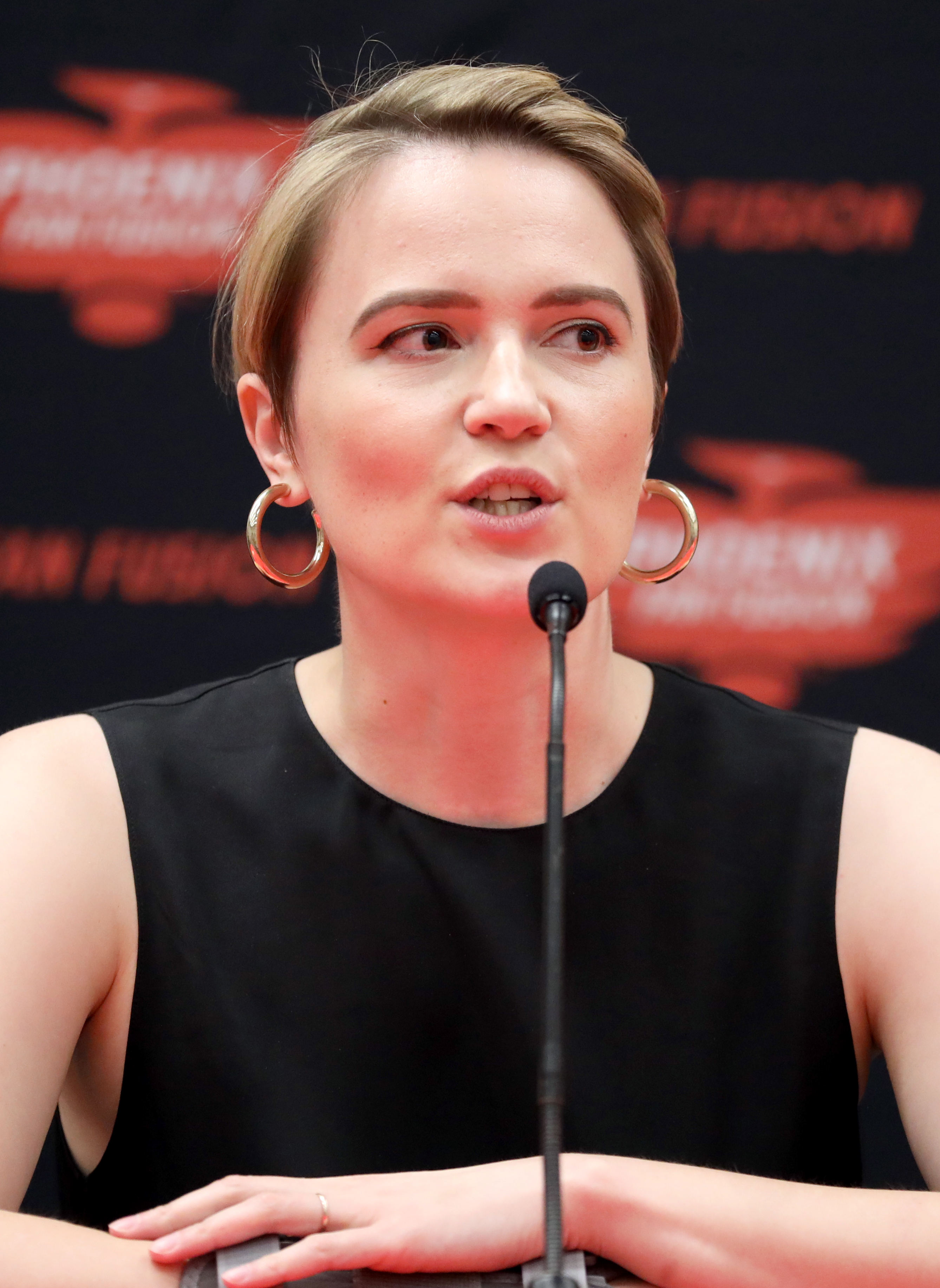
Veronica Roth (* 1988)

- Roth, Viktor (1874–1936), ungarisch-rumänischer evangelischer Pfarrer und Kunsthistoriker
- Roth, Volker (1942–2025), deutscher Fußballschiedsrichter
- Roth, Volker Michael (1944–2008), deutscher Bildhauer

#### Roth, W
- Roth, Walter (1922–1994), deutscher Gewerkschafter und Senator (Bayern)
- Roth, Walter (* 1959), deutscher Schauspieler und Verleger
- Roth, Walter Edmund (1861–1933), Ethnologe und Protektor der Aborigines im Northern Territory, in Queensland und Guyana
- Roth, Walther (1873–1950), deutscher Chemiker
- Roth, Werner (1925–2011), deutscher Fußballspieler und -trainer
- Roth, Werner (* 1948), US-amerikanischer Fußballspieler
- Roth, Werner (* 1948), deutscher Fußballspieler
- Roth, Werner (* 1957), deutscher Musikproduzent
- Roth, Wilhelm (1848–1919), ungarischer HNO-Arzt
- Roth, Wilhelm (1872–1951), deutscher Verwaltungsjurist und Bezirksoberamtmann
- Roth, Wilhelm August (1833–1892), deutscher Hygieniker und Militärarzt
- Roth, Wilhelm August Traugott (1720–1765), deutscher Organist und Komponist
- Roth, Willi (1929–2017), deutscher Boxer
- Roth, William V. (1921–2003), US-amerikanischer Politiker
- Roth, Wolf (* 1944), deutscher Schauspieler
- Roth, Wolf-Dieter (* 1963), deutscher Ingenieur, Journalist und Autor
- Roth, Wolfgang (1910–1988), deutschamerikanischer Bühnenbildner
- Roth, Wolfgang (1934–2012), deutscher Romanist
- Roth, Wolfgang (* 1939), deutscher Psychologe und Hochschullehrer
- Roth, Wolfgang (1941–2021), deutscher Volkswirt, Manager und Politiker (SPD), MdB
- Roth, Wolfgang (* 1949), deutscher Politiker (SPD), MdL
- Roth, Wolfgang (1954–2021), deutscher Hörfunkmoderator
- Roth, Wolfgang Richard (1930–1997), deutscher Chemiker
- Roth, Wulf-Henning (* 1945), deutscher Rechtswissenschaftler

#### Roth, Z
- Roth, Zeno (1956–2018), deutscher Gitarrist und SongwriterZeno Roth (1956–2018)

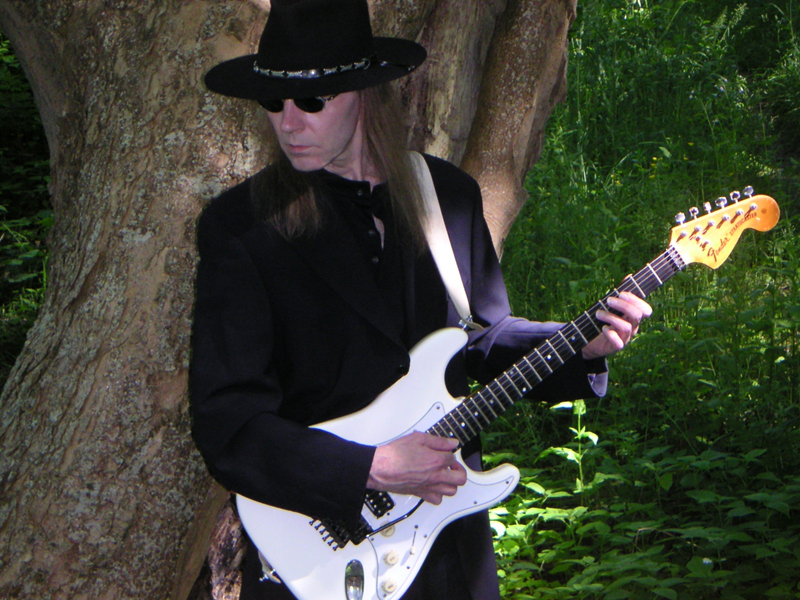
Zeno Roth (1956–2018)

### Roth-

#### Roth-B
- Roth-Behrendt, Dagmar (* 1953), deutsche Politikerin (SPD), MdEP
- Roth-Berghofer, Thomas (* 1967), deutscher Informatiker, Hochschullehrer und Schriftsteller
- Roth-Brand, Colette (* 1967), Schweizer Freestyle-Skifahrerin (Aerials)

#### Roth-D
- Roth-Dalbert, Anny (1900–2004), Schweizer Komponistin, Dirigentin und Pianistin
- Roth-de Markus, Albert (1861–1927), Schweizer Musiker, Komponist, Erfinder, Schriftsteller, Verleger, Filmregisseur und Unternehmer

#### Roth-E
- Roth-Ehrang, Peter (1925–1966), deutscher Opernsänger (Bass) und Schauspieler

#### Roth-H
- Roth-Halvax, Sissy (1946–2009), österreichische Politikerin (ÖVP), Landtagsabgeordnete, Mitglied des Bundesrates, Bürgermeisterin von Maria-Lanzendorf
- Roth-Höppner, Maria Luise (* 1930), rumäniendeutsche Astronomin, Buchverlegerin und Zeitzeugin
- Roth-Hunkeler, Theres (* 1953), Schweizer Schriftstellerin und Journalistin

#### Roth-L
- Roth-Lebenstedt, Jürgen (* 1962), deutscher Fußballspieler und -trainer
- Roth-Lutra, Karl Heinrich (1900–1984), deutscher Anthropologe

#### Roth-O
- Roth-Oberth, Erna (1922–2012), siebenbürgisch-deutsche Juristin, Gründerin des Hermann-Oberth-Raumfahrt-Museums

#### Roth-S
- Roth-Scholtz, Friedrich (1687–1736), deutscher Buchhändler und Verleger
- Roth-Shachamorov, Esther (* 1952), israelische Leichtathletin

#### Roth-W
- Roth-Wölfle, Lotte (1912–2011), deutsche Antiquarin

### Rotha
- Rotha, Paul (1907–1984), britischer Filmproduzent, Filmregisseur und Autor
- Rotha, Wanda (1901–1982), österreichische Schauspielerin
- Rothaar, Marko (* 1970), deutscher American-Football-Spieler
- Rothacher, Albrecht (* 1955), deutscher EU-Diplomat und Buchautor
- Rothacher, Christian (1944–2007), Schweizer Maler und Konzeptkünstler
- Rothacher, Markus (* 1957), Schweizer Geodät und Hochschullehrer
- Rothacker, Erich (1888–1965), deutscher Philosoph und Soziologe
- Rothacker, Fritz-Dieter (1938–2001), deutscher Grafiker
- Rothacker, Gottfried (1901–1940), deutscher Schriftsteller
- Rothacker, Götz (* 1968), deutscher Koch
- Rothacker, Steffen (* 1987), deutscher Skeletonsportler
- Rothacker, Thilo (* 1967), deutsch-französischer Illustrator
- Rothafel, Samuel L. (1882–1936), Manager und Impresario der Stummfilmpaläste New Yorks
- Rothamel, Georg Conrad Friedrich (1802–1884), deutscher Medizinalrat und Privatdozent
- Rothamel, Vera (* 1957), Schweizer Künstlerin
- Rothammel, Karl (1914–1987), deutscher Sachbuchautor und Funkamateur
- Rothammer, Josef (1908–1976), deutscher Redakteur, Geschäftsführer und Politiker (SPD)
- Rothammer, Peter (* 1944), deutscher Stadtentwicklungsplaner und Investigativjournalist
- Rothansl, Rosalia (1870–1945), österreichische Textilkünstlerin, Kunsthandwerkerin, Textilrestauratorin, Professorin und Malerin
- Rothardt, Bruno (1891–1980), deutscher SS-Brigadeführer und Generalmajor der Waffen-SS
- Rothardt, Emil (1905–1969), deutscher Fußballspieler
- Rothari († 652), König der Langobarden
- Rothärmel, Katharina (1939–2020), deutsche Schauspielerin, Hörspielsprecherin und Autorin
- Rothauer, Herlinde (* 1941), österreichische Politikerin (ÖVP), Landtagsabgeordnete, Mitglied des Bundesrates
- Rothauer, Johann Michael (* 1793), österreichischer Kaufmann und Politiker
- Rothauer, Sepp (1916–1975), österreichischer Architekt und Filmarchitekt
- Rothaug, Alexander (1870–1946), österreichischer Maler und Illustrator
- Rothaug, Daniel (* 1988), deutscher Schauspieler
- Rothaug, Karl-Hans (* 1951), deutscher Jurist
- Rothaug, Leopold (1868–1959), österreichischer Maler und Bühnenbildner
- Rothaug, Oswald (1897–1967), deutscher JuristOswald Rothaug (1897–1967)

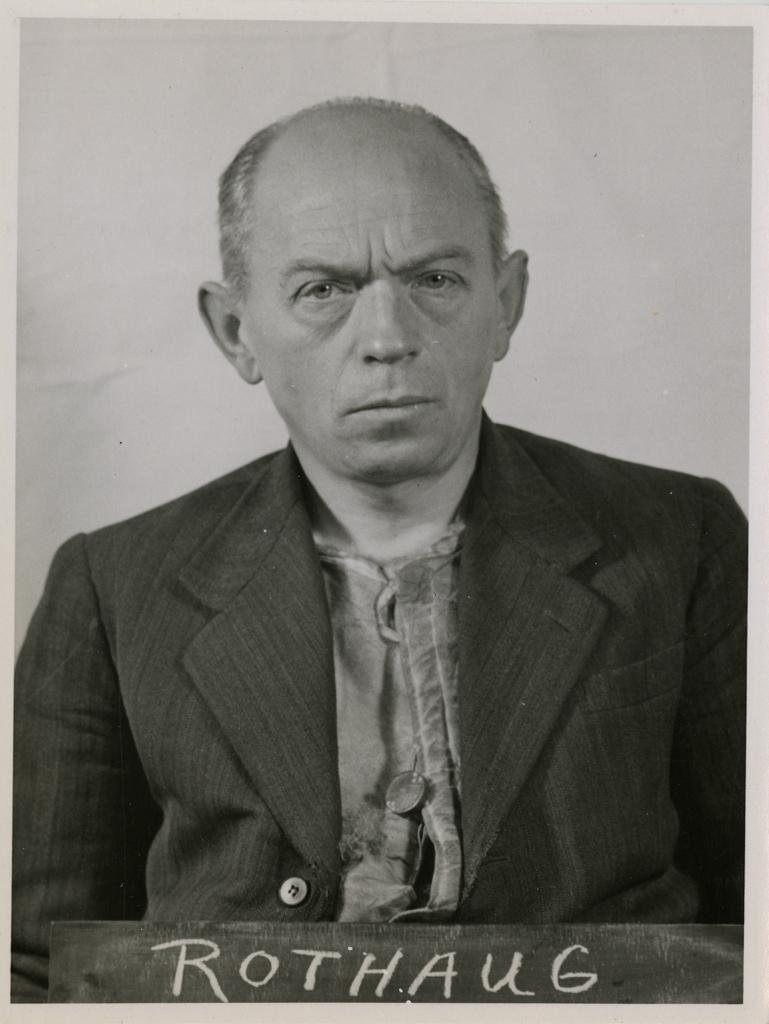
Oswald Rothaug (1897–1967)

- Rothaupt, Klaus (* 1954), deutscher Organist
- Rothaupt, Verena (* 1957), deutsche Kirchenmusikerin, Chorleiterin und Autorin
- Rothausen, Karlheinz (1928–2020), deutscher Paläontologe
- Rothauser, Eduard (1876–1956), deutscher Schauspieler
- Rothauser, Ernst (1931–2015), österreichischer Computerpionier
- Rothauser, Therese (1865–1943), deutsche Opernsängerin (Alt)

### Rothb
- Rothballer, Michael (* 1974), deutscher Mikrobiologe und Fantasyautor
- Rothbard, Murray (1926–1995), US-amerikanischer Ökonom und politischer PhilosophMurray Rothbard (1926–1995)

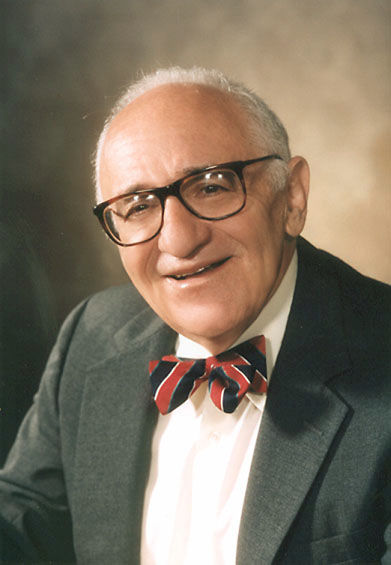
Murray Rothbard (1926–1995)

- Rothbart, Boris (* 1986), israelischer Basketballspieler, bosnisch-herzegowinischer Basketballspieler
- Rothbart, Ferdinand (1823–1899), deutscher Maler, Zeichner und Illustrator
- Rothbart, Franz (1480–1570), Pfarrer in Görlitz
- Rothbart, Georg Konrad (1817–1896), deutscher Architekt und Baubeamter des Herzogtums Sachsen-Coburg und Gotha
- Rothbart, Hans (1846–1904), deutscher Architekt
- Rothbart, Irma (1896–1967), ungarische Übersetzerin und Ärztin
- Rothbart, Max (* 1990), deutscher Schauspieler
- Rothbart, Otto-Rudolf (1928–2019), deutscher Bibliothekar
- Rothbarth, Erwin (1913–1944), deutsch-britischer Wirtschaftswissenschaftler
- Rothbarth, Gustav (1842–1914), deutscher Landwirt und Politiker (NLP), MdR
- Rothbarth, Hanns (1904–1944), deutscher Kommunist und KZ-Häftling
- Rothbarth, Margarete (1887–1953), deutsche Historikerin und Schulbuchforscherin
- Rothbarth, Walter (1886–1935), deutscher Schriftsteller
- Rothbauer, Gerhard (1921–2005), deutscher Germanist, Lektor und Herausgeber
- Rothbauer, Wolfgang (* 1978), österreichischer Sänger
- Rothberg, Jonathan M. (* 1963), US-amerikanischer Wissenschaftler
- Rothberg, Künter (* 1984), estnischer Judoka
- Rothberg, Michael (* 1966), US-amerikanischer LiteraturwissenschaftlerMichael Rothberg (* 1966)

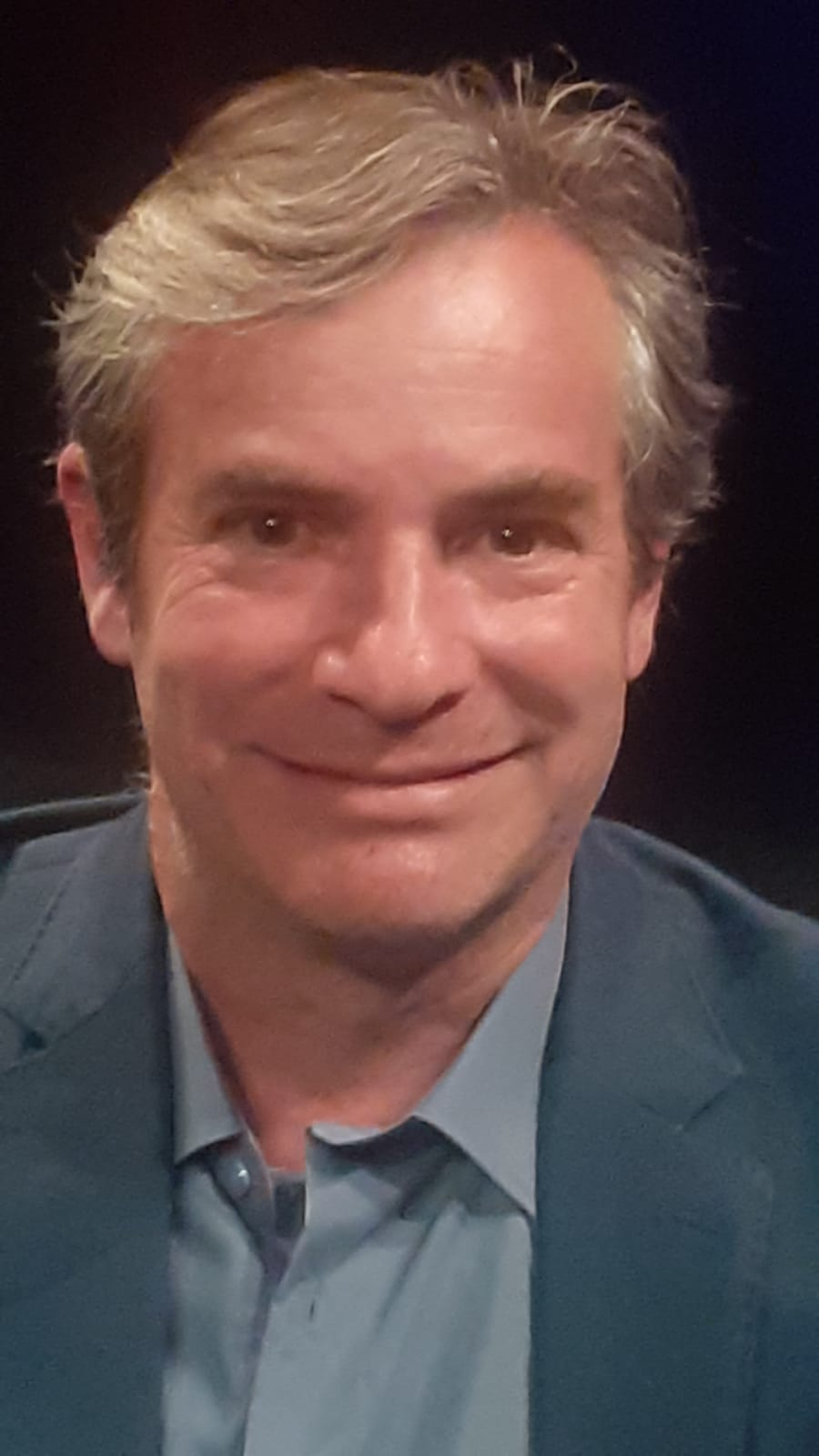
Michael Rothberg (* 1966)

- Rothberg, Patti (* 1972), US-amerikanische Singer-Songwriterin und Malerin
- Rothblum, David (1876–1947), österreichisch-israelischer Schriftsteller
- Rothblum, Sylvia (* 1958), österreichische Medienmanagerin, Film- und Fernsehproduzentin sowie Buchautorin
- Rothböck, Rupert (1909–1983), österreichischer Bildhauer
- Rothbrust, Dirk (* 1968), deutscher Schlagwerker und Komponist
- Rothbucher, Heinz (* 1939), deutscher römisch-katholischer Theologe

### Rothc
- Rothchild, Paul A. (1935–1995), US-amerikanischer MusikproduzentPaul A. Rothchild (1935–1995)

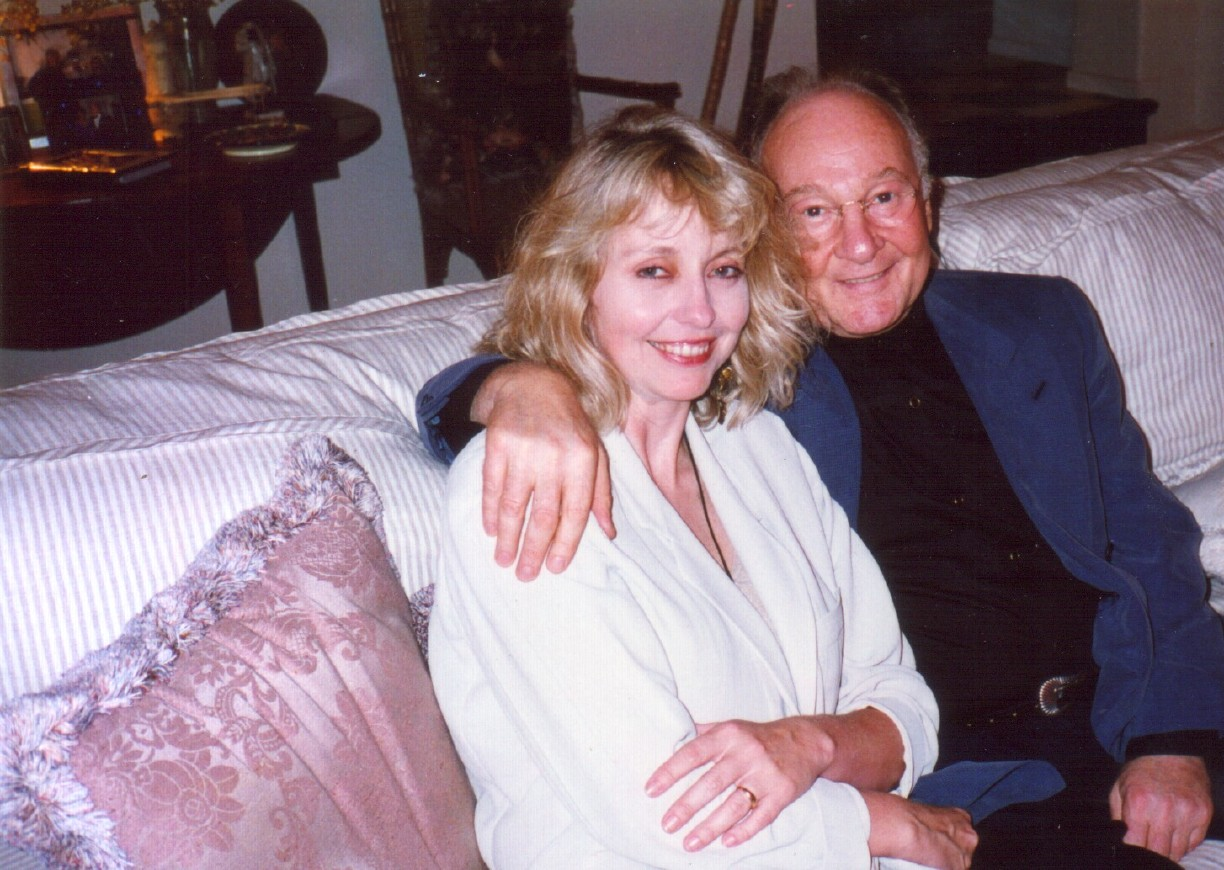
Paul A. Rothchild (1935–1995)

### Rothe
- Rothe, Andreas (1941–2019), deutscher Lehrer für Neotantra, Heilpraktiker und Autor
- Rothe, Anton (1837–1905), preußischer Verwaltungsjurist, Landrat sowie Regierungspräsident in Danzig und Kassel
- Rothe, Bendt (1921–1989), dänischer Schauspieler, Regisseur und Jurist
- Rothe, Bernward (1958–2018), deutscher Politiker (SPD), MdL
- Rothe, Camilla (* 1974), deutsche Ärztin
- Rothe, Carl (1900–1970), deutscher Publizist, Schriftsteller und Kulturfunktionär
- Rothe, Christian (* 1980), deutscher American-Football-Spieler
- Rothe, Detlef (* 1954), deutscher Kabarettist, Musiker und Intendant
- Rothe, Edel von (1925–2008), deutsche Balletttänzerin
- Rothe, Edith (1897–1989), deutsche Bibliothekarin, Autorin und Publizistin
- Rothe, Edward (1909–1978), deutscher Schauspieler und Regisseur
- Rothe, Erich (1895–1988), deutscher Mathematiker
- Rothe, Ferdinand (1876–1959), deutscher Jurist und Bankfachmann
- Rothe, Friedrich (1780–1827), deutscher Jurist und Politiker
- Rothe, Friedrich (* 1939), deutscher Autor und ehemaliger Galerist und Hochschullehrer
- Rothe, Fritz (1867–1958), deutscher Chemiker und Manager
- Rothe, Gatja Helgart (1935–2007), deutsche Künstlerin
- Rothe, Gottfried Christian (1708–1776), lutherischer Theologe und Generalsuperintendent von Pommern
- Rothe, Günther (* 1947), deutscher Musiker, Maler, Designer und Ausstellungsmacher
- Rothe, Günther-Joachim (1915–2003), deutscher Offizier, Brigadegeneral der Bundeswehr
- Rothe, Hans (1894–1977), deutscher Schriftsteller, Dramaturg und Übersetzer
- Rothe, Hans (1928–2021), deutscher Philologe und Slawist
- Rothe, Hans (1929–2023), deutscher Maler und Keramiker
- Rothe, Hans Werner (* 1906), deutscher Kaufmann, Autor, Paläontologe und Fossiliensammler
- Rothe, Hans Werner (1920–2013), bremischer Hochschulpolitiker
- Rothe, Hans-Joachim (1923–2007), deutscher Musikwissenschaftler und Hochschullehrer
- Rothe, Hartmut (* 1944), deutscher Anthropologe
- Rothe, Heinrich August (1773–1842), deutscher Mathematiker
- Rothe, Heinz (* 1949), deutscher Fußballschiedsrichter und Funktionär
- Rothe, Heinz-Jürgen (1946–2024), deutscher Psychologe, Arbeitspsychologe und Hochschullehrer
- Rothe, Hermann (1882–1923), österreichischer Mathematiker und Physiker
- Rothe, Horst (1899–1974), deutscher Hochfrequenztechniker und -physiker
- Rothe, Jessica (* 1987), US-amerikanische SchauspielerinJessica Rothe (* 1987)

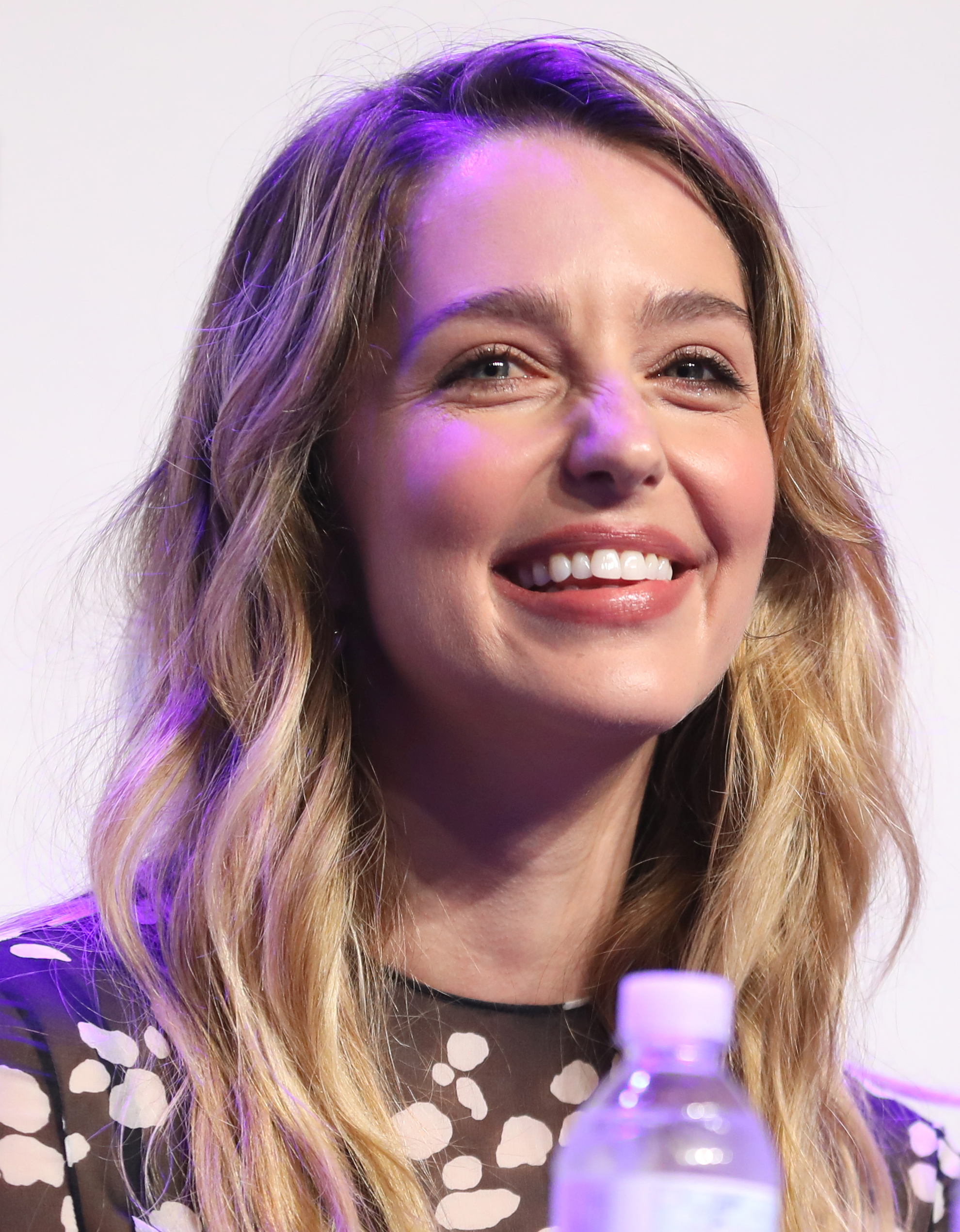
Jessica Rothe (* 1987)

- Rothe, Johan August (* 1734), deutscher Zimmer-, Tischler- und Baumeister
- Rothe, Johann Andreas (1688–1758), deutscher evangelischer Pfarrer, Schriftsteller und Liederdichter
- Rothe, Johann Carl (1771–1853), deutscher Verwaltungsjurist und Regierungspräsident in Danzig
- Rothe, Johann Christoph, deutscher Musiker und Komponist
- Rothe, Johann Friedrich Carl (1758–1833), preußischer Bergrat und Geheimer Oberbaurat
- Rothe, Johannes († 1434), Verfasser chronistischer, didaktischer und juristischer Schriften, sowie von Werken der geistlichen Prosa
- Rothe, Joseph (1759–1808), österreichischer Opernsänger (Bass) und Schauspieler
- Rothe, Judith (* 1979), deutsche Aktivistin der Neonazi-Szene
- Rothe, Karl (1840–1906), deutscher Verwaltungsbeamter und Politiker im Großherzogtum Hessen und dort Staatsminister
- Rothe, Karl (1848–1921), deutscher Politiker, Staatsminister
- Rothe, Karl (1865–1953), deutscher Jurist und Kommunalpolitiker
- Rothe, Karl (1891–1944), deutscher Pferdezüchter
- Rothe, Katrin (* 1970), deutsche Filmregisseurin
- Rothe, Maira (* 1980), deutsche Wettermoderatorin und Musikerin
- Rothe, Manfred (1927–2022), deutscher Chemiker und Hochschullehrer
- Rothe, Margaretha (1919–1945), deutsche WiderstandskämpferinMargaretha Rothe (1919–1945)

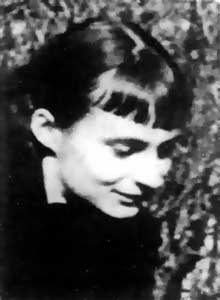
Margaretha Rothe (1919–1945)

- Rothe, Marianne (* 1931), deutsche Politikerin (Bündnis 90/Die Grünen), MdL
- Rothe, Marta (* 1919), deutsche Autorin des ostfälischen Platts
- Rothe, Max (1874–1942), erzgebirgischer Mundartdichter
- Rothe, Mechtild (* 1947), deutsche Politikerin (SPD), MdEP
- Rothe, Moritz († 1846), sächsischer Amtmann und Landtagsabgeordneter
- Rothe, Oskar (1854–1921), deutscher Porträtmaler und Fotograf
- Rothe, Otto (1924–1970), deutscher Vielseitigkeitsreiter
- Rothe, Patrick (* 1981), deutscher Handballspieler
- Rothe, Peter (* 1935), deutscher Filmarchitekt
- Rothe, Peter (* 1936), deutscher Geologe und Hochschullehrer
- Rothe, Richard (1799–1867), deutscher evangelischer Theologe
- Rothe, Robert (1803–1893), preußischer Politiker
- Rothe, Rudolf (1873–1942), deutscher Mathematiker und Hochschullehrer
- Rothé, Sara (1699–1751), niederländische Herstellerin von Puppenhäusern
- Rothe, Siegfried (* 1938), deutscher Langstreckenläufer
- Røthe, Sjur (* 1988), norwegischer Skilangläufer
- Rothe, Stefan (* 1981), deutscher Radrennfahrer
- Rothe, Theophilus Friedrich (1785–1837), deutscher Jurist
- Rothe, Tom (* 2004), deutscher FußballspielerTom Rothe (* 2004)

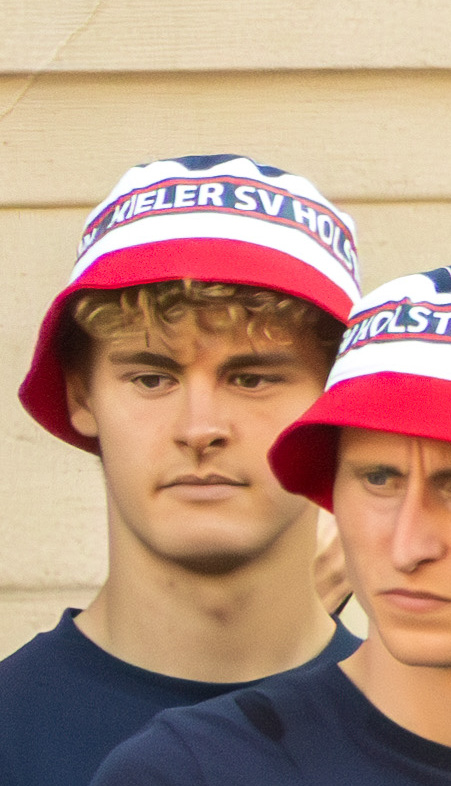
Tom Rothe (* 2004)

- Rothe, Tyge (1731–1795), dänischer Schriftsteller
- Rothe, Udo, deutscher Handballspieler
- Rothe, Ulrich (* 1945), deutscher Fußballspieler
- Rothe, Valentine (* 1934), deutsche Historikerin und Geschichtsdidaktikerin
- Rothe, Wilfried (1937–2017), deutscher Fußballspieler
- Rothe, Wilhelm (1914–2003), deutscher Politiker (SPD)
- Rothe, Wolfgang (1920–1974), deutscher Romanist
- Rothe, Wolfgang (* 1953), deutscher Fußballspieler
- Rothe, Wolfgang F. (* 1967), deutscher TheologeWolfgang F. Rothe (* 1967)

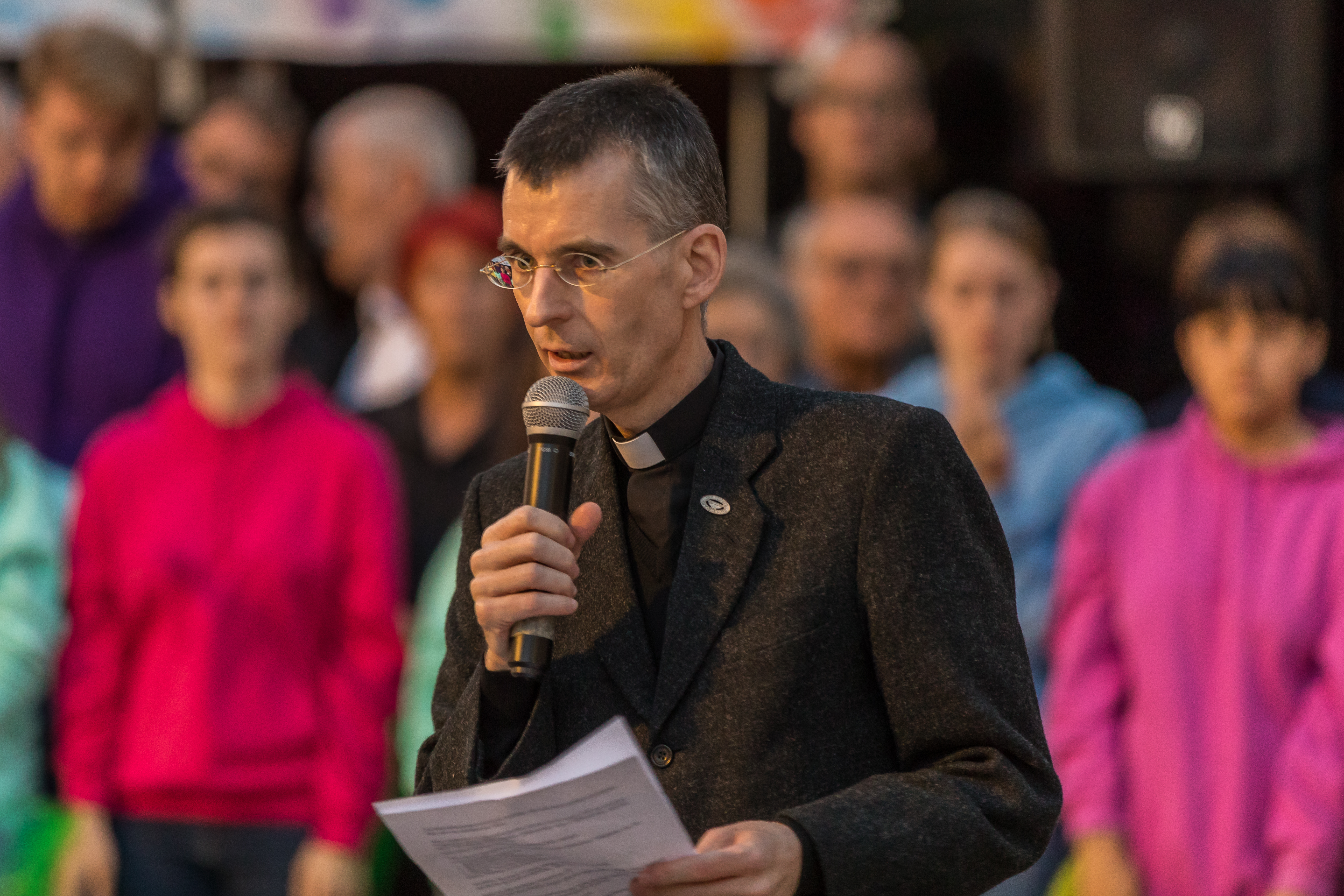
Wolfgang F. Rothe (* 1967)

- Rothe-Beinlich, Astrid (* 1973), deutsche Politikerin (Bündnis 90/Die Grünen), MdL
- Rothe-Ille, Hildegard (1899–1942), deutsche Mathematikerin
- Rothe-Liermann, Antonia (* 1987), deutsche Drehbuch- und Romanautorin
- Rothe-Roth, Richard (1898–1972), deutscher Marineoffizier und Konteradmiral im Zweiten Weltkrieg
- Rotheim, Erik (1898–1938), norwegischer Ingenieur und Erfinder
- Rotheiser-Scotti, Maria, österreichische Diplomatin
- Röthel, Anne (* 1968), deutsche Rechtswissenschaftlerin
- Röthel, Hans Konrad (1909–1982), deutscher Kunsthistoriker
- Röthel, Thomas (* 1969), deutscher Bildhauer
- Rötheli, André (* 1970), Schweizer Eishockeyspieler und -funktionär
- Rötheli, Tobias (* 1958), Schweizer Ökonom
- Rothelin, François d’Orléans-Longueville, marquis de (1513–1548), französischer Adliger und Militär
- Rothemann, Gabriele (* 1960), deutsche Künstlerin und Hochschullehrerin
- Röthemeier, Heinz (* 1924), deutscher Politiker (SPD)
- Rothemund, Boris (1930–2015), deutscher orthodoxer Geistlicher, Erzbischof der griechisch-orthodoxen Metropolie von Aquileia und Westeuropa
- Rothemund, Helmut (1929–2004), deutscher Politiker (SPD), MdL
- Rothemund, Marc (* 1968), deutscher FilmregisseurMarc Rothemund (* 1968)

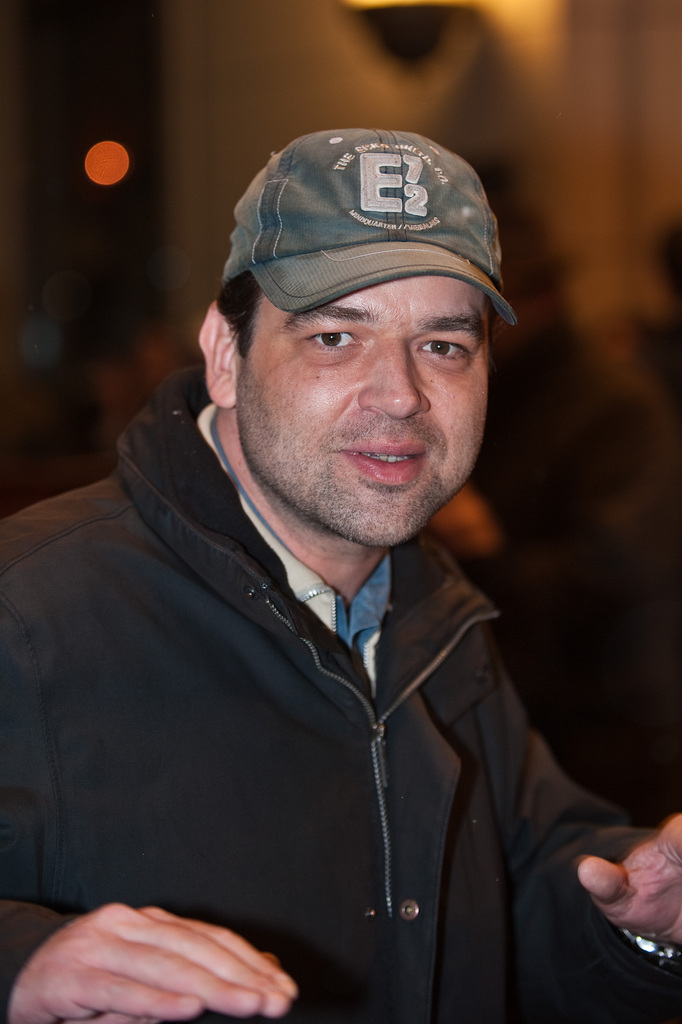
Marc Rothemund (* 1968)

- Rothemund, Nina (* 1975), deutsche Schauspielerin
- Rothemund, Sigi (1944–2024), deutscher Filmregisseur und Drehbuchautor
- Rothen, Elisabeth (1881–1953), Schweizer Frauenrechtlerin
- Rothen, Frédéric (* 1976), Schweizer Eishockeyspieler
- Rothen, Jérôme (* 1978), französischer Fußballspieler
- Rothen, Michael (1895–1944), banatschwäbischer römisch-katholischer Geistlicher und Märtyrer
- Rothen, Paul Bernhard (* 1955), Schweizer evangelisch-reformierter Pfarrer, Buchautor und Referent
- Rothen, Peter, deutscher Diplomat
- Rothenaicher, Johannes (* 1986), deutscher Komponist von Filmmusik
- Rothenbach, Carsten (* 1980), deutscher Fußballspieler
- Rothenbacher, Ernst (1907–1980), deutscher Politiker (CDU) und Landrat des Landkreises Sigmaringen
- Rothenbacher, Franz (* 1954), deutscher Soziologe
- Rothenbacher, Jan (* 1992), deutscher Politiker (SPD), Oberbürgermeister von MemmingenJan Rothenbacher (* 1992)

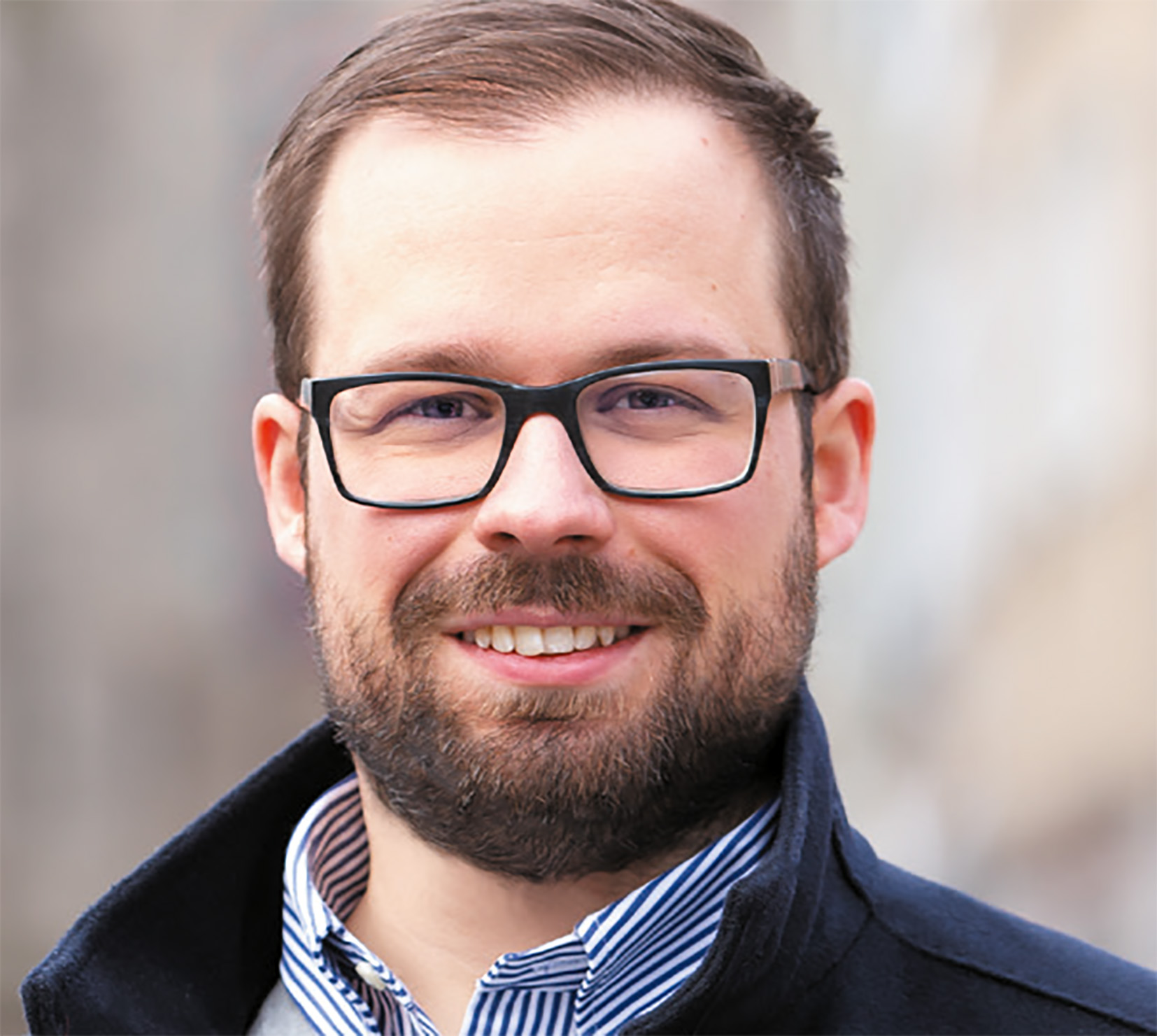
Jan Rothenbacher (* 1992)

- Rothenberg, Adam (* 1975), US-amerikanischer Schauspieler
- Rothenberg, Alois (1889–1946), Leiter des Palästinaamts in Wien zur Zeit des Nationalsozialismus
- Rothenberg, Beno (1914–2012), israelischer Archäologe, Fotograf und Begründer der Archäometallurgie
- Rothenberg, David (* 1962), amerikanischer Philosoph und Jazzmusiker
- Rothenberg, Eckehard (* 1938), deutscher Astronom
- Rothenberg, Ellen V. (* 1952), US-amerikanische Immunologin
- Rothenberg, Erika (* 1950), US-amerikanische Installations- und Konzeptkünstlerin
- Rothenberg, Gunther E. (1923–2004), US-amerikanischer Militärhistoriker
- Rothenberg, Hans (* 1961), schwedischer Politiker, Mitglied des Riksdag
- Rothenberg, Jason (* 1967), US-amerikanischer Drehbuchautor und Showrunner
- Rothenberg, Jerome (1931–2024), US-amerikanischer Autor, Übersetzer, Dichter und Ethnopoet
- Rothenberg, Naftali (* 1949), israelischer Gelehrter, Rabbiner und Autor
- Rothenberg, Ned (* 1956), US-amerikanischer Jazz- und Improvisationsmusiker (Klarinetten, Altsaxophon, Flöten)
- Rothenberg, Samuel (1910–1997), deutscher evangelischer Theologe
- Rothenberg, Susan (1945–2020), US-amerikanische Malerin und Zeichnerin
- Rothenberg, Theophil (1912–2004), deutscher evangelischer Kirchenmusiker und Herausgeber
- Rothenberger, Anneliese (1924–2010), deutsche Opern- und Operettensängerin (lyrischer Sopran)Anneliese Rothenberger (1924–2010)

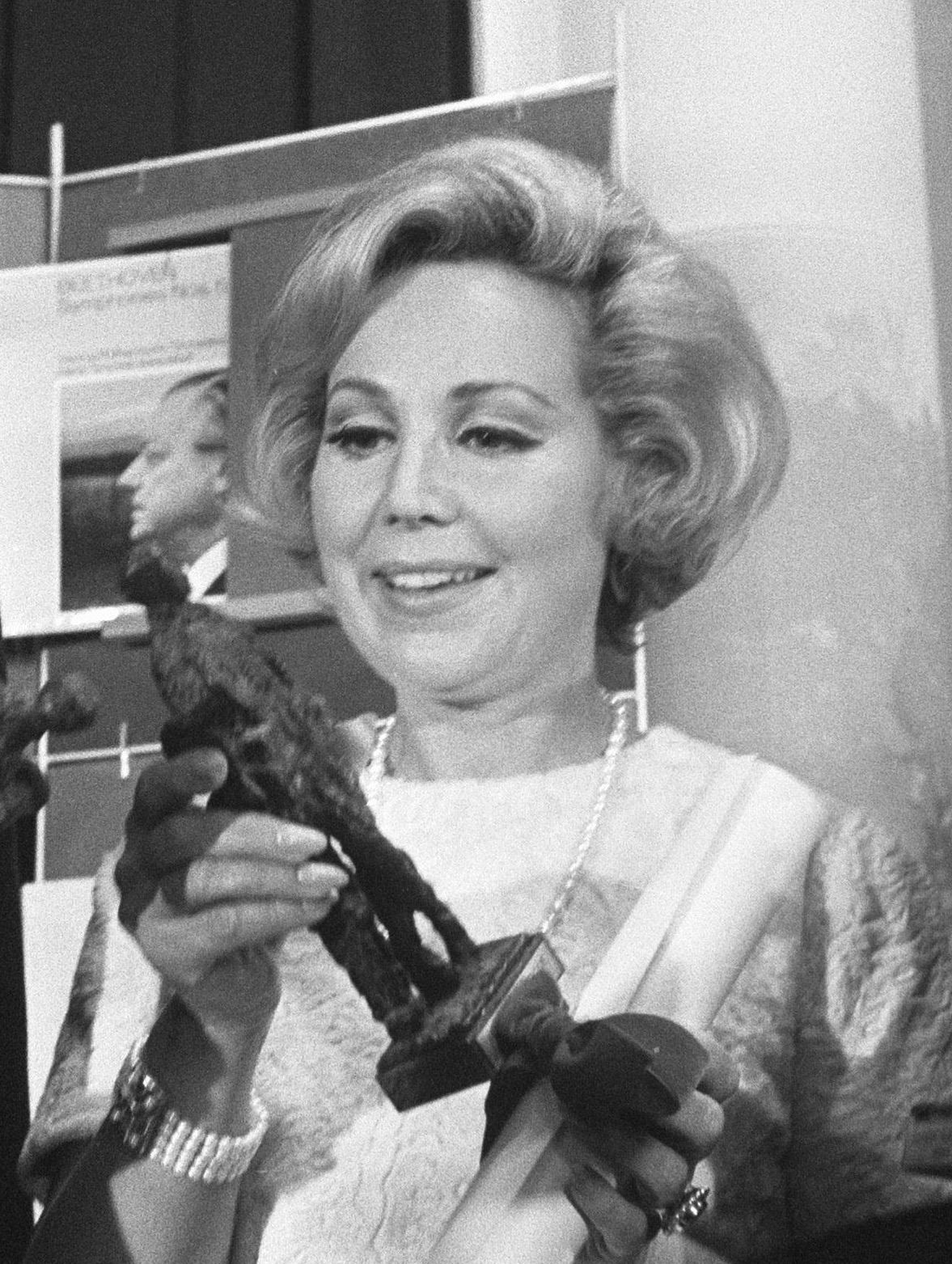
Anneliese Rothenberger (1924–2010)

- Rothenberger, Aribert (* 1944), deutscher Kinder- und Jugendpsychiater
- Rothenberger, Christian (1868–1938), Schweizer Lehrer, Richter und Politiker (FDP)
- Rothenberger, Curt (1896–1959), deutscher NS-Jurist, OLG-Präsident, Staatssekretär im Justizministerium
- Rothenberger, Georg (1889–1973), Schweizer Handballtrainer
- Rothenberger, Gonnelien (* 1968), niederländische Dressurreiterin
- Rothenberger, Johannes (* 1980), deutscher Politiker (CDU) und Rechtsanwalt
- Rothenberger, Ronny, deutscher Squashspieler
- Rothenberger, Sönke (* 1994), deutscher Dressur- und Springreiter
- Rothenberger, Sven (* 1966), deutscher und niederländischer Dressurreiter
- Rothenborg, Judith (1949–2023), dänische Schauspielerin
- Rothenbücher, Karl (1880–1932), deutscher Jurist und Hochschullehrer
- Rothenbuchner, Gerhard (1929–2017), Endokrinologe und Hochschullehrer
- Rothenbühler, Béla (* 1990), Schweizer Dramaturg, Autor und Musiker
- Rothenbühler, Peter (* 1948), Schweizer Journalist, Kolumnist und Buchautor
- Rothenbühler, Régis (* 1970), Schweizer Fußballspieler und -trainer
- Rothenburg, Adelheid von (1837–1891), deutsche Autorin
- Rothenburg, Friedrich Rudolf von (1710–1751), preußischer Generalleutnant, Herr der Stadt Rothenburg an der Oder und Ritter des Schwarzen Adlerordens
- Rothenburg, Heinrich (1884–1965), deutscher Politiker (DDP), MdL
- Rothenburg, Heinz-Joachim (* 1944), deutscher Leichtathlet und Olympiateilnehmer
- Rothenburg, Julia (* 1990), deutsche Schriftstellerin
- Rothenburg, Karl-Heinz Graf von (1934–2019), deutscher Klassischer Philologe
- Rothenburg, Siegmund Adrian von (1745–1797), deutscher Naturforscher (Entomologe)
- Rothenburg, Walter (1889–1975), deutscher Liedtexter, BoxpromoterWalter Rothenburg (1889–1975)

Walter Rothenburg (1889–1975)

- Rothenburger, Georg (* 1984), deutscher Handballspieler
- Rothenburger, Georg senior, deutscher Handballspieler und -trainer
- Rothenburger-Wirth, Fränzi (* 1921), deutsche ehemalige Schlager- und Operettensängerin der 1950er Jahre
- Rothenbusch, Ralf (* 1963), deutscher römisch-katholischer Theologe
- Rotheneder, Andreas (* 1965), österreichischer Offizier
- Rothenfelder, Jörg Propst, Täufer und Kompilator des sogenannten Kunstbuches
- Rothenfußer, Alinde (* 1940), deutsche Künstlerin und Galeristin
- Rothengatter, Huub (* 1954), niederländischer AutomobilrennfahrerHuub Rothengatter (* 1954)

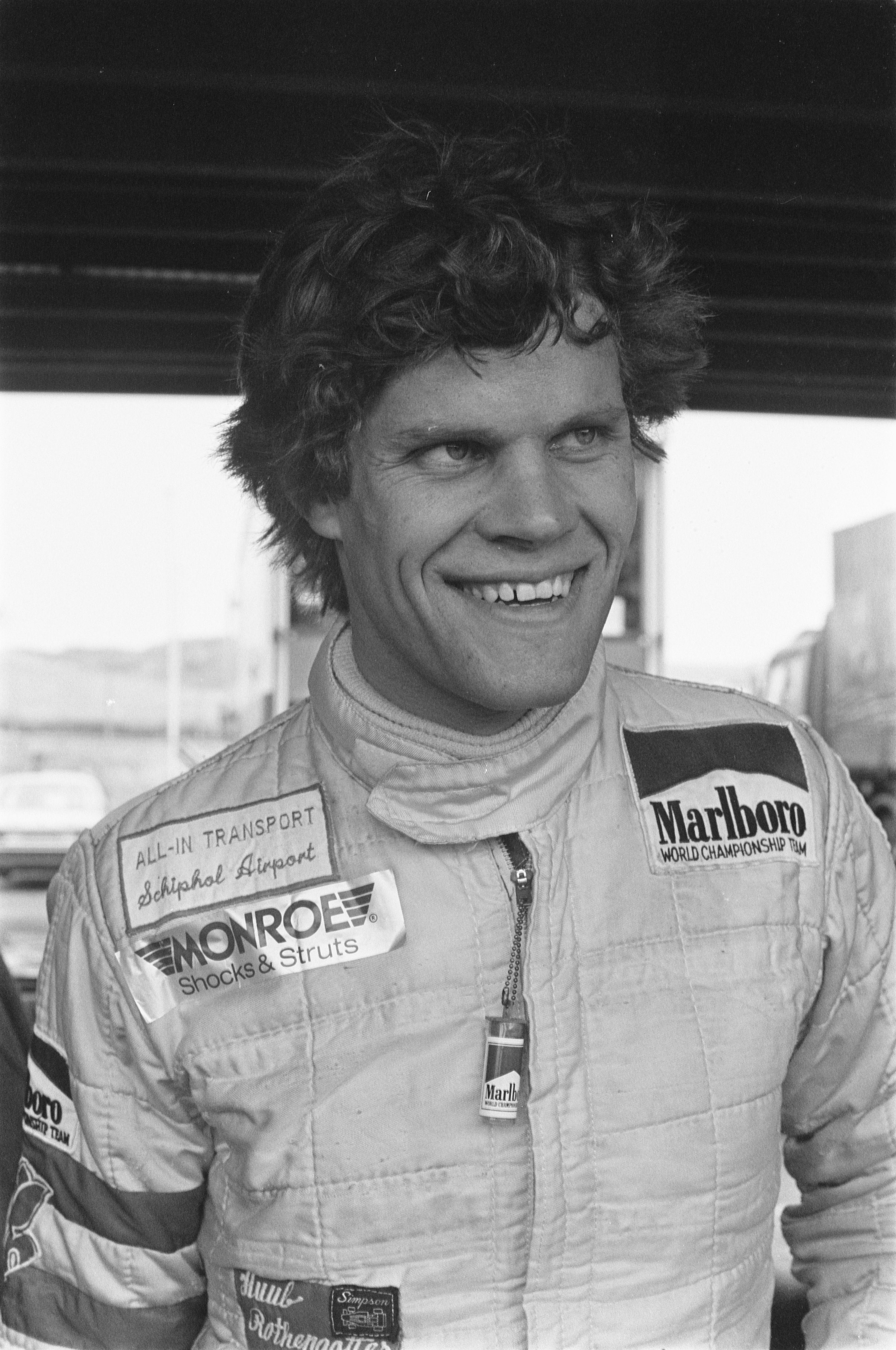
Huub Rothengatter (* 1954)

- Rothenhäusler, Felix (* 1981), deutscher Theaterregisseur
- Rothenhäusler, Matthäus (1874–1958), deutscher Benediktiner
- Rothenpieler, Friedrich Wilhelm (* 1945), deutscher Jurist und Beamter
- Rothenpieler, Kay (* 1971), deutscher Handballspieler und Handballtrainer
- Rothensee, Johann Friedrich Ludwig (1759–1835), deutscher Theologe und Geistlicher
- Rothenstein, Anna von († 1557), Äbtissin im Kloster Wald
- Rothenstein, Friedrich von, Adliger
- Rothenstein, Iban von († 1439), Abt im Kloster Füssen, Marienberg und Wessobrunn
- Rothenstein, John (1901–1992), englischer Kunsthistoriker und Autor
- Rothenstein, Konrad von, Begründer derer von Rothenstein
- Rothenstein, Ludwig von († 1482), Gründer des Kollegiatstifts zu Bad Grönenbach
- Rothenstein, William (1872–1945), englischer Maler, Zeichner und Graphiker
- Rothensteiner, Liel Marlies (* 2005), österreichische Tennisspielerin
- Rothensteiner, Walter (* 1953), österreichischer Bankmanager
- Rothenwänder, Ernst (* 1947), österreichischer Politiker (FPÖ bzw. FPS), Landtagsabgeordneter in Salzburg
- Rother, Alexander (* 1993), österreichischer Fußballspieler
- Rother, Amalie (* 1865), deutsche Fahrradpionierin und -aktivistin
- Rother, Anthony (* 1972), deutscher Electro-MusikerAnthony Rother (* 1972)

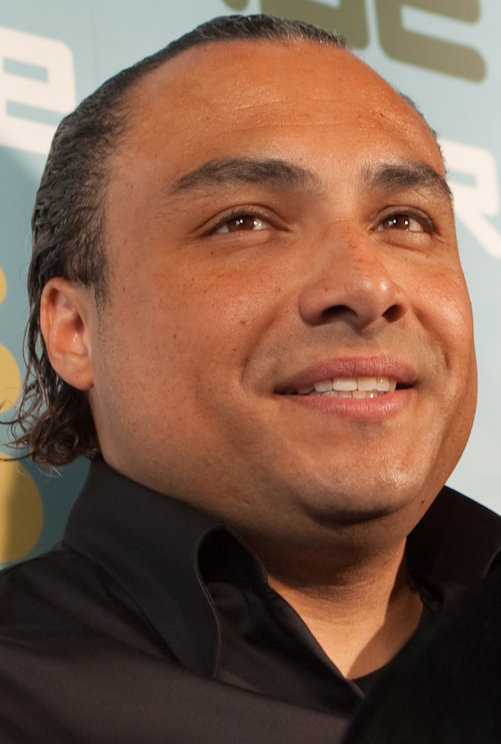
Anthony Rother (* 1972)

- Rother, Artur (1885–1972), deutscher Dirigent
- Röther, Bernd (1941–2013), deutscher Schauspieler, Regisseur und Schauspiellehrer
- Rother, Bernd (* 1954), deutscher Historiker
- Rother, Björn (* 1996), deutscher Fußballspieler
- Rother, Christian (1778–1849), preußischer Finanzminister
- Rother, Dörte (* 1978), deutsche Biotechnologin
- Rother, Erich (1908–1983), deutscher Kunstmaler
- Röther, Friedrich Karl (1919–2005), deutscher Verwaltungsjurist
- Rother, Heinz (* 1939), deutscher Politiker (CDU), MdV, MdB
- Rother, Heinz (* 1963), deutscher Fußballspieler
- Rother, Helmut (* 1920), deutscher Politiker (CDU), MdL Mecklenburg-Vorpommern (1946–1952)
- Rother, Jana Lisa (* 1998), deutsche Wasserspringerin
- Rother, Joachim (1948–2021), deutscher Schwimmer
- Rother, Johann Heinrich (1685–1756), deutscher Rechtswissenschaftler
- Rother, Julius von (1834–1899), deutscher Verwaltungsbeamter, Rittergutsbesitzer und Parlamentarier
- Rother, Klaus (1926–2016), deutscher Mediziner
- Rother, Klaus (* 1932), deutscher Geograph
- Rother, Leopold (1894–1978), deutscher Architekt, Stadtplaner und Pädagoge in Kolumbien
- Rother, Lynn (* 1981), deutsche Kunsthistorikerin
- Rother, Maria (* 1987), deutsche Musikerin und Schauspielerin
- Rother, Martin (* 1978), deutscher Schauspieler, Filmregisseur und Filmproduzent
- Rother, Michael (* 1950), deutscher Rockmusiker und KomponistMichael Rother (* 1950)

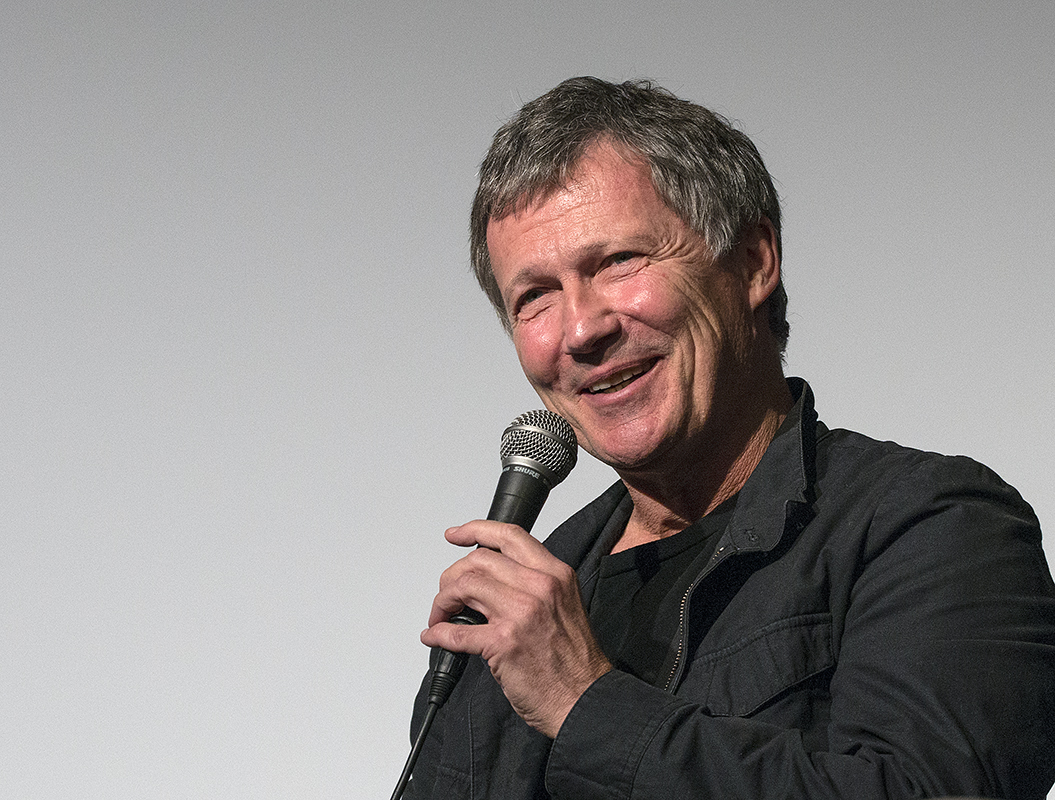
Michael Rother (* 1950)

- Rother, Paul (1871–1960), Hamburger Orgelbaumeister
- Rother, Paul (* 1936), deutscher Anatom
- Rother, Rainer (* 1956), deutscher Medienwissenschaftler
- Rother, Reinhard (* 1964), deutscher Fußballspieler
- Rother, Richard (1890–1980), deutscher Bildhauer und Holzschneider
- Rother, Robert (* 1845), deutscher Landwirt, Gutsbesitzer und Politiker, MdR
- Rother, Robert (* 1968), österreichischer TrompeterRobert Rother (* 1968)

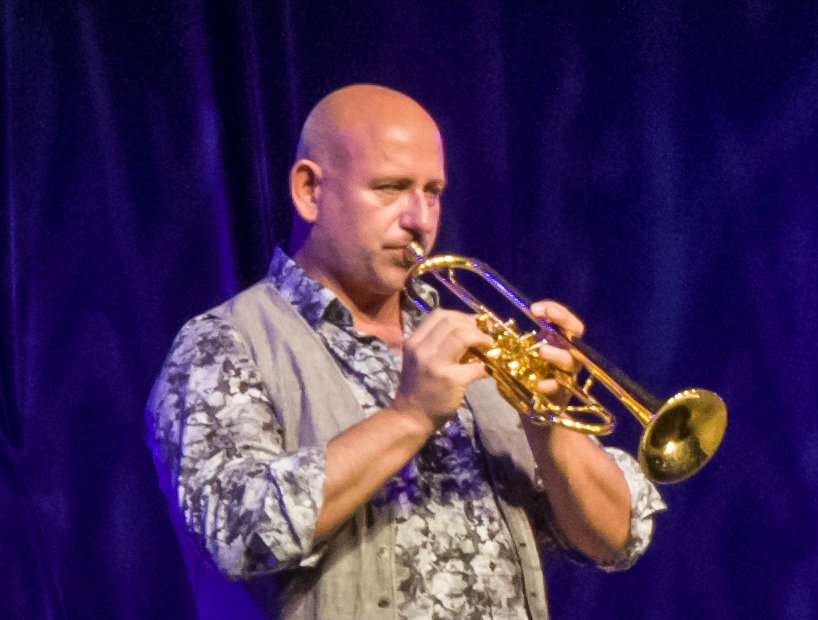
Robert Rother (* 1968)

- Rother, Roland (1944–2024), deutscher Bildhauer und Medailleur
- Rother, Ronald (1943–2017), deutscher römisch-katholischer Geistlicher, Dompropst und Generalvikar in Berlin
- Rother, Stanley (1935–1981), US-amerikanischer katholischer Priester und Missionar in Guatemala
- Rother, Stephan (* 1968), deutscher Historiker, Schriftsteller und Komödiant
- Rother, Thomas (1937–2023), deutscher Schriftsteller und bildender Künstler
- Rother, Thomas (* 1959), deutscher Politiker (SPD), MdL
- Rother, Thorsten (* 1976), deutscher Radiomoderator und Programmdirektor
- Rother, Timo (* 2001), deutscher Floorballspieler
- Rother, Werner (1916–2011), deutscher Jurist
- Rother, Wilfried (* 1990), französischer Fußballspieler
- Rother, Willy von (1870–1927), deutscher Rittergutsbesitzer und Verwaltungsbeamter
- Rother, Witold (1888–1962), deutscher Vizeadmiral im Zweiten Weltkrieg
- Rother, Wolfgang (* 1955), deutscher Philosoph und Philosophiehistoriker
- Rother, Wolfgang (* 1962), deutscher ModeratorWolfgang Rother (* 1962)

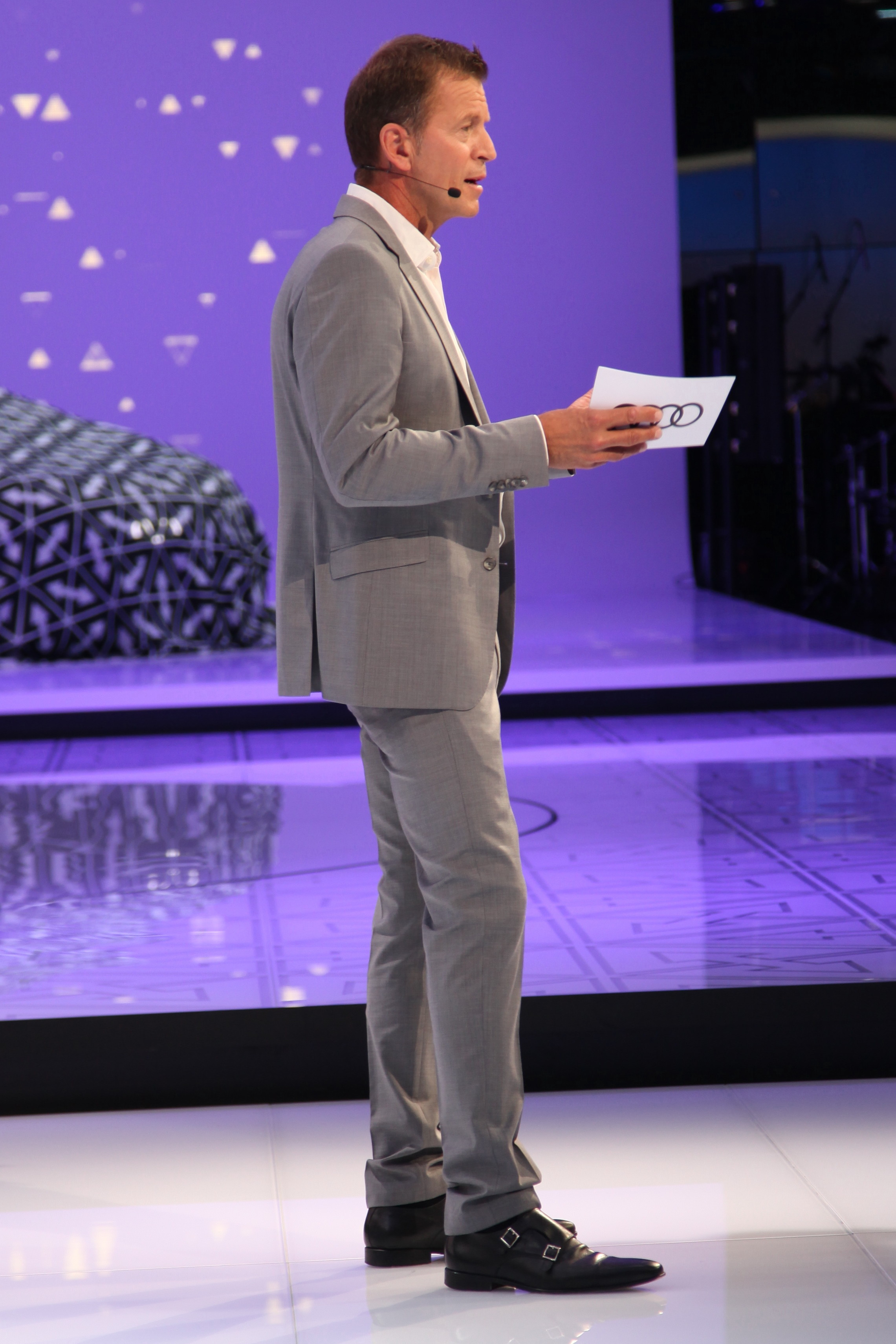
Wolfgang Rother (* 1962)

- Röther-Kirschke, Sabine (* 1957), deutsche Handballspielerin
- Rother-Romberg, Walter (1906–1950), deutscher Parteifunktionär
- Rotheray, David (* 1963), englischer Rock- und Popmusiker
- Rotherbl, Julia (* 1980), deutsche Journalistin, Chefredakteurin
- Rotherham, Matthew (* 1994), britischer Radsportler und Paracycling-Pilot
- Rotherham, Thomas (1423–1500), englischer Geistlicher und Staatsmann
- Rothermann, Peter Daniel von (1804–1890), österreichisch-ungarischer Industrieller
- Rothermel, Franz († 1759), Baumeister des Barock
- Rothermel, Fridolin (1895–1955), deutscher Politiker (BVP, CSU)
- Rothermel, Jim (1941–2011), US-amerikanischer Studio- und Jazzmusiker (Saxophone, Flöte und Klarinette) und Musikpädagoge
- Rothermel, John Hoover (1856–1922), US-amerikanischer Politiker
- Rothermel, Peter Frederick (1817–1895), US-amerikanischer Porträt- und Historienmaler sowie Radierer, Direktor der Pennsylvania Academy of the Fine Arts
- Rothermel, Tilman (* 1946), deutscher Künstler und Galerist
- Rothermund, Dietmar (1933–2020), deutscher Historiker und Indologe
- Rothermundt, Adolf (1846–1930), russischer Industrieller, nachmaliger Dresdner Kunstmäzen und -sammler
- Rothermundt, Julius Ludwig (1827–1890), russischer Kommerzienrat, Industrieller und nachmaliger Dresdner Villenbesitzer
- Rothert, Hans F. (* 1936), deutscher Historiker und wissenschaftlicher Bibliothekar
- Rothert, Harlow (1908–1997), US-amerikanischer Kugelstoßer
- Rothert, Hermann (1875–1962), deutscher Verwaltungsjurist und Landeshistoriker in Westfalen
- Rothert, Hugo (1846–1936), deutscher Pfarrer und Kirchenhistoriker in Westfalen
- Rothert, Jürgen (1936–2007), deutscher Schauspieler, Synchron- und Hörspielsprecher
- Rothert, Liebetraut (1909–2005), deutsche Prähistorikerin und Archivarin
- Rothert, Moritz (1802–1886), deutscher Klassischer Philologe, Pädagoge und Schulleiter
- Rothert, Wilhelm (1842–1915), evangelischer Geistlicher und Historiker
- Rothery, Steve (* 1959), englischer GitarristSteve Rothery (* 1959)

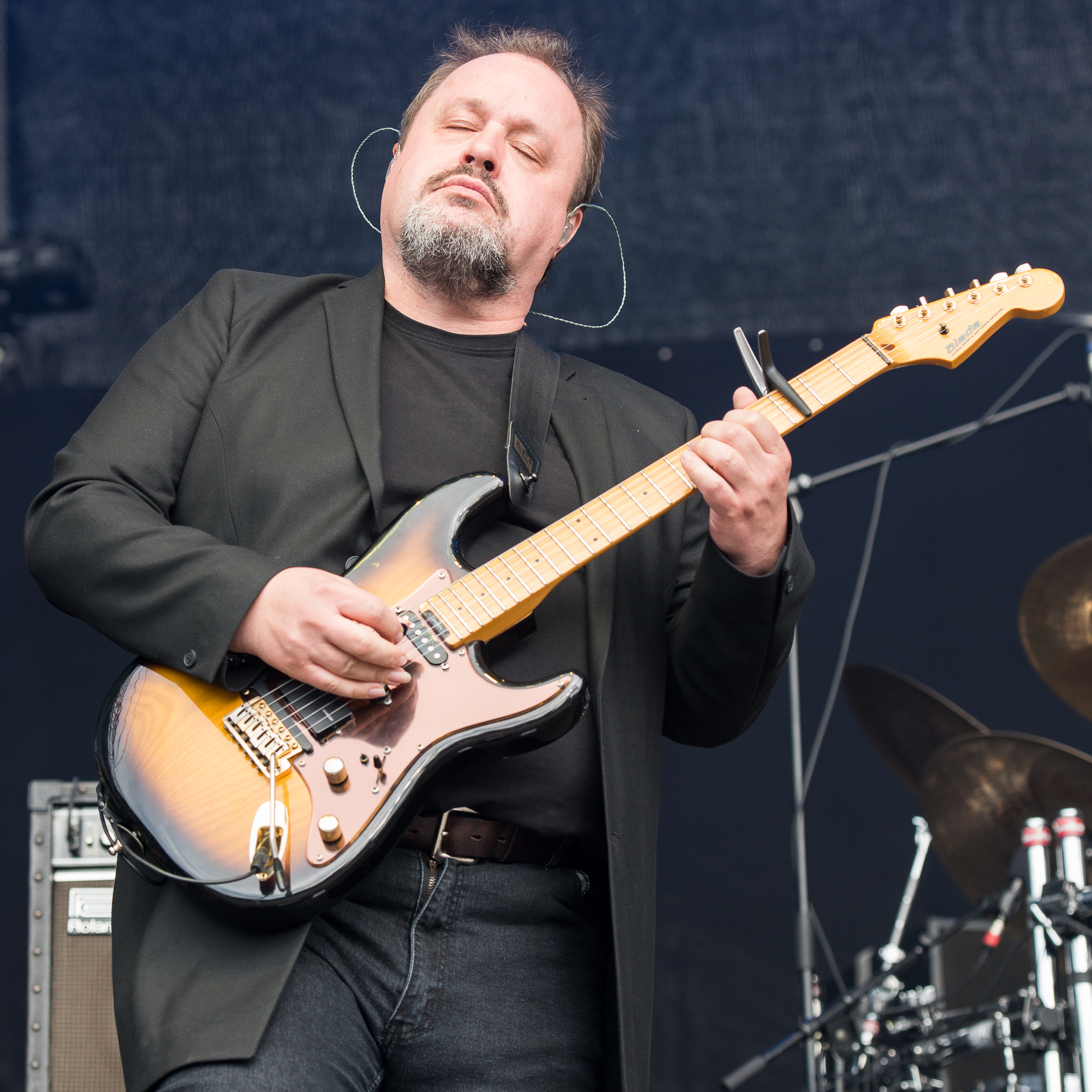
Steve Rothery (* 1959)

- Rothery, Teryl (* 1962), kanadische Schauspielerin
- Rothesteus, Herrscher der Terwingen

### Rothf
- Rothfels, Hans (1891–1976), deutscher Historiker
- Rothfels, Max (1854–1935), deutscher Rechtsanwalt und Notar
- Rothfischer, Andreas (1863–1944), deutscher Landwirt und Mitglied der Bayerischen Kammer der Abgeordneten
- Rothfischer, Franz Ignatius († 1755), deutscher Theologe und Professor für Philosophie der Universität Helmstedt
- Rothfos, Bernhard (1898–1998), deutscher Unternehmer und Kaufmann
- Rothfuchs, Heiner (1913–2000), deutscher Hochschullehrer und Illustrator
- Rothfus, Keith (* 1962), amerikanischer Politiker
- Rothfuss, Andrea (* 1989), deutsche Behindertensportlerin
- Rothfuß, Eberhard (* 1970), deutscher Geograph
- Rothfuß, Friedrich (1884–1960), deutscher Politiker (SPD), Oberbürgermeister von Freudenstadt
- Rothfuß, Holger (* 1950), deutscher Jurist, Richter am Bundesgerichtshof
- Rothfuß, Ingrid (* 1948), deutsche Skilangläuferin
- Rothfuss, Patrick (* 1973), US-amerikanischer Fantasy-SchriftstellerPatrick Rothfuss (* 1973)

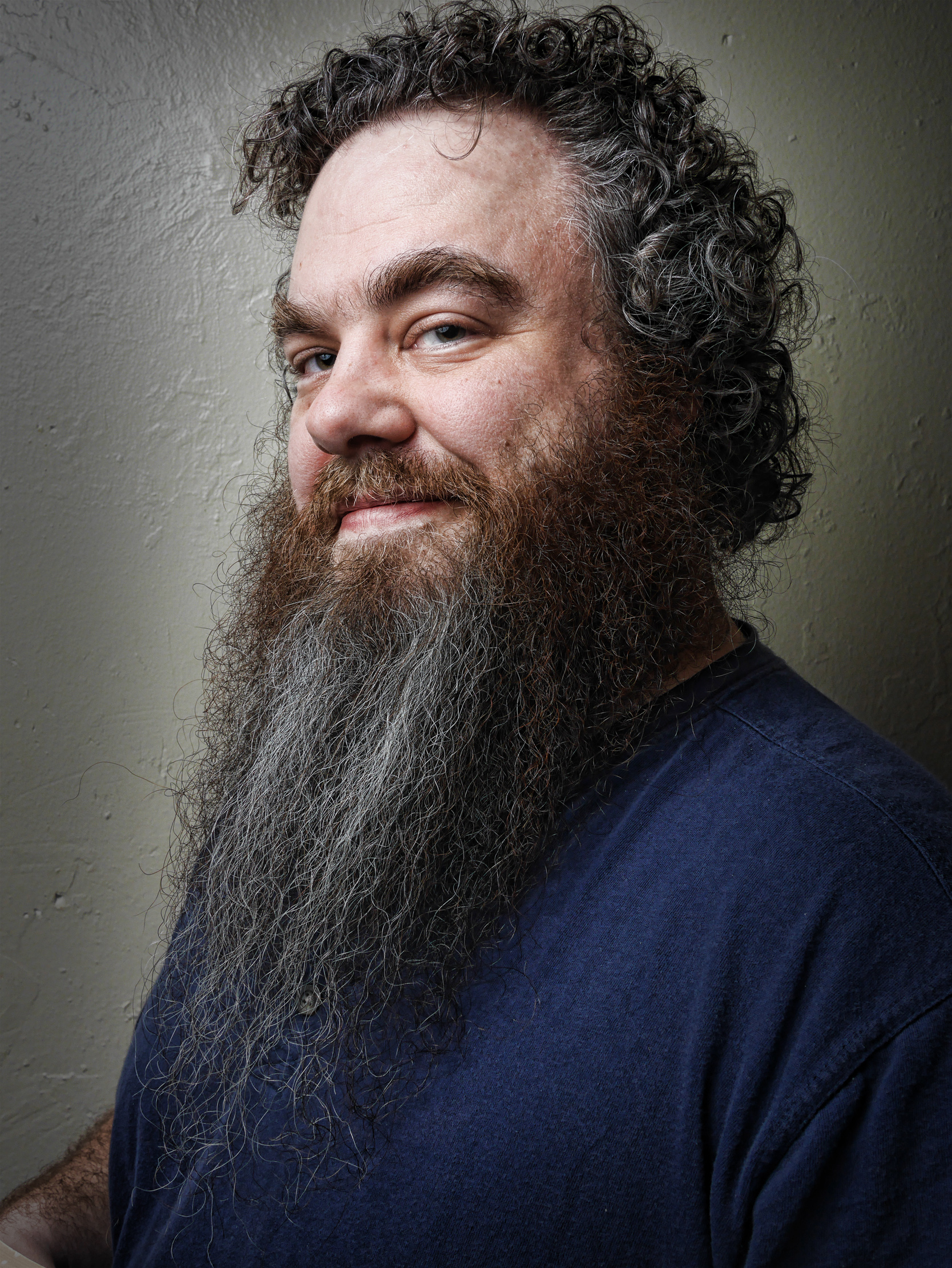
Patrick Rothfuss (* 1973)

- Rothfuß, Rainer (* 1971), deutscher Geograph und Politiker (CSU, AfD)Rainer Rothfuß (* 1971)

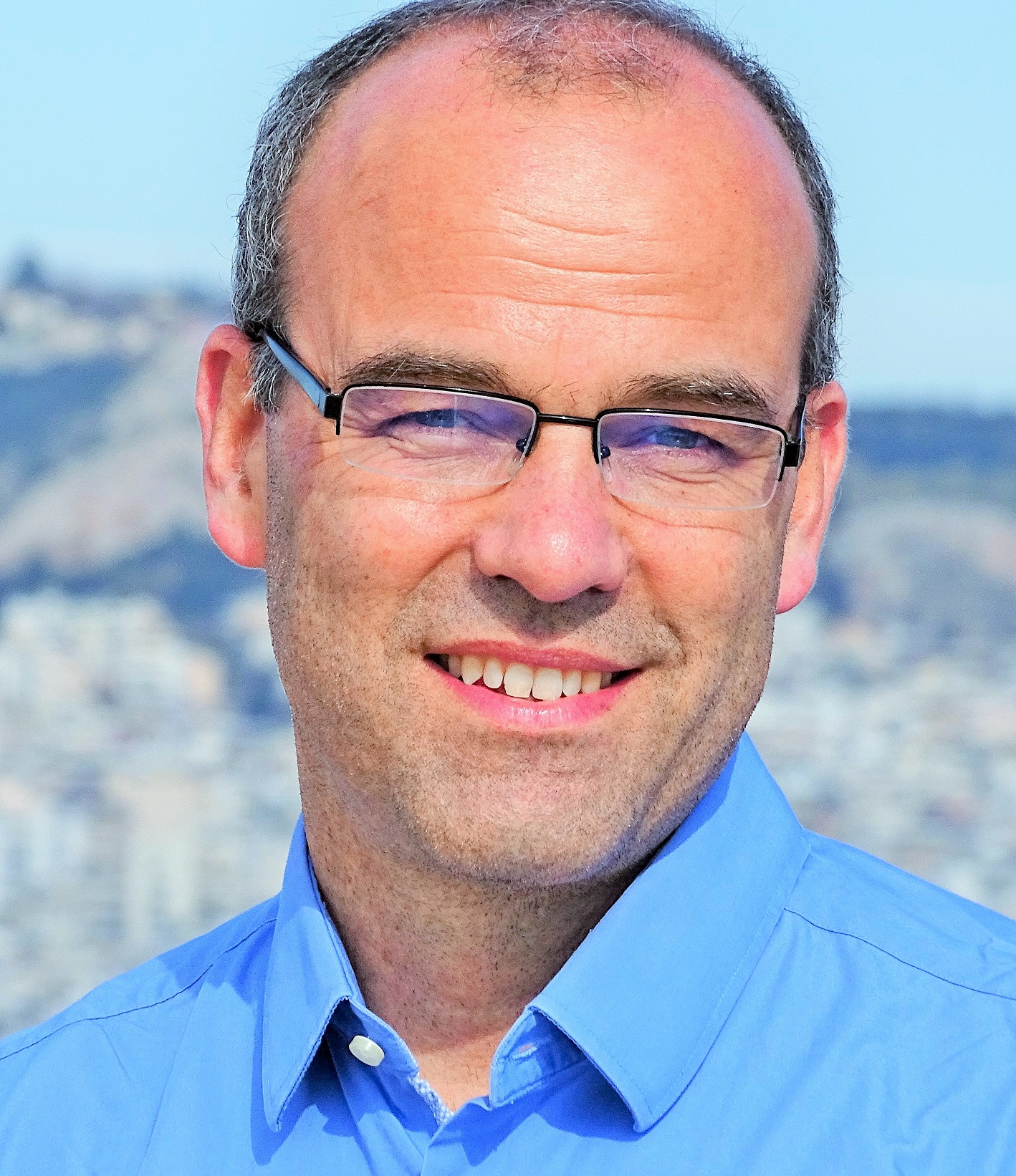
Rainer Rothfuß (* 1971)

- Rothfuß, Thomas (* 1956), deutscher Sänger, Autor, Komponist, Texter und Entertainer
- Rothfuß, Till Oliver (* 1963), deutscher Jurist, Richter am Bundesverwaltungsgericht
- Rothfuss, Uli (* 1961), deutscher Hochschullehrer, Autor

### Rothg
- Rothgang-Rieger, Anna (1930–2016), deutsche Politikerin (FDP), MdL Bayern
- Rothgangel, Martin (* 1962), deutscher evangelischer Theologe
- Rothgießer, Georg (1858–1943), deutscher Ingenieur, Verleger, Grundstücksmakler und vielseitiger jüdischer Technikpionier

### Rothh
- Rothhaar, Marion (* 1972), rhythmische Sportgymnastin und Regisseurin
- Rothhaar, Markus (* 1968), deutscher Bioethiker
- Rothhaar, Walter (1921–2009), deutscher Agrarwissenschaftler, Pädagoge und Landwirtschaftsdirektor
- Rothhaar, Will (* 1987), US-amerikanischer Schauspieler
- Rothhammer, Keena (* 1957), US-amerikanische Schwimmerin
- Rothhan, Johann Jacob (1748–1820), Politiker der Freien Stadt Frankfurt
- Rothhaupt, Wilhelm (1888–1956), deutscher Schriftsteller und Kolonialpolitiker
- Rothholz, Walter (1893–1978), deutsch-norwegischer Jurist
- Rothholz, Walter (* 1943), norwegischer Politikwissenschaftler

### Rothi
- Rothier, Léon (1874–1951), französischer Geiger und Opernsänger (Bass)
- Röthig, Bruno (1859–1931), deutscher evangelischer Kirchenmusiker und Komponist
- Röthig, Ernst (1906–1969), deutscher Fechter, deutscher Meister und Olympiateilnehmer
- Röthig, Peter (1928–2018), deutscher Sportwissenschaftler
- Rothin, Karl-Heinz (1927–2016), deutscher Schauspieler

### Rothk
- Röthke, Heinz (1912–1966), deutscher SS-Führer
- Röthke, René (* 1982), deutscher Eishockeyspieler
- Rothkegel, Annely (* 1942), deutsche Hochschullehrerin für technische Kommunikation
- Rothkegel, Johannes (1905–1994), deutscher Glasmaler
- Rothkegel, Martin (* 1969), deutscher evangelischer Theologe, Historiker und Hochschullehrer
- Rothkegel, Ralf (* 1941), deutscher Jurist und Jazzmusiker
- Rothkegel, Walter (1874–1959), deutscher Bodenkundler und Taxwissenschaftler
- Rothkirch und Panthen, Anton Ferdinand von (1739–1805), deutscher Weihbischof und Apostolischer Vikar von Breslau
- Rothkirch und Panthen, Friedrich-Wilhelm von (1884–1953), deutscher Offizier, zuletzt Generalleutnant im Zweiten Weltkrieg
- Rothkirch und Panthen, Hans Sigismund von (1722–1780), preußischer Landrat
- Rothkirch und Panthen, Leonhard von (1773–1842), k. k. Feldmarschall-Lieutenant, Ritter des Maria-Theresia-Ordens, Schriftsteller, zuletzt kommandierender General in Illyrien
- Rothkirch und Panthen, Leopold von (1769–1839), k. k. Feldmarschall-Lieutenant, kaiserlicher Geheimer Rat und Kämmerer sowie Mitbesitzer von Hönigsdorf.
- Rothkirch und Panthen, Valerius von (1832–1883), deutscher Rittergutsbesitzer
- Rothkirch und Trach, Edwin von (1888–1980), deutscher General der Kavallerie während des Zweiten Weltkriegs
- Rothkirch und Trach, Leopold Graf von (1923–2009), deutscher Land- und Forstwirt, Offizier und Pferdesportler
- Rothkirch, Eberhard von (1852–1911), Mitbegründer und Vorsitzender des ersten CVJM in Deutschland
- Rothkirch, Friedrich Alexander von (1727–1785), preußischer Generalmajor und Chef des Infanterie-Regiments Nr. 11
- Rothkirch, Hans Christoph von (1717–1785), königlich preußischer Generalleutnant, Chef des Infanterie-Regiments Nr. 32 sowie Kommandant von Stadt und Festung Neisse und Amtshauptmann von Gattersleben
- Rothkirch, Johann Sylvius von (1715–1782), preußischer Generalmajor
- Rothkirch, Thilo Graf (1948–2014), deutscher Filmproduzent, Drehbuchautor und Filmregisseur
- Rothkirch-Panthen, Hugo von (1812–1868), deutscher Astronom
- Rothkirch-Panthen, Karl von (1807–1870), österreichisch-böhmischer Politiker
- Rothkirch-Trach, Ernst Theodor von (1820–1892), deutscher Verwaltungsbeamter und Parlamentarier
- Rothko, Mark (1903–1970), US-amerikanischer MalerMark Rothko (1903–1970)

Mark Rothko (1903–1970)

- Rothkopf, Andreas (* 1955), deutscher Organist, Pianist und Musikpädagoge
- Rothkopf, David (* 1955), US-amerikanischer Investigativjournalist und stellvertretender Staatssekretär der Regierung Bill ClintonsDavid Rothkopf (* 1955)

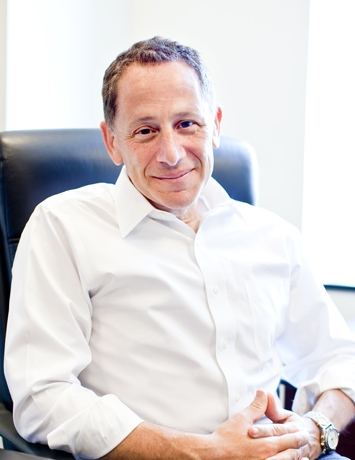
David Rothkopf (* 1955)

- Rothkranz, Johannes, deutscher rechtsextremer katholischer Theologe
- Rothkranz, Markus (* 1962), deutschamerikanischer Regisseur und Autor

### Rothl
- Rothlaender, Jonas (* 1982), deutscher Filmregisseur, Drehbuchautor und Filmproduzent
- Rothland, Martin (* 1974), deutscher Erziehungswissenschaftler und Hochschullehrer
- Rothländer, Helene (1890–1976), deutsche Lehrerin und Politikerin (Zentrum, CDU), MdL
- Rothländer, Nathanael Wilhelm (* 1797), deutscher Maler in Rom
- Röthlein, Brigitte (* 1949), deutsche Physikerin und Autorin
- Rothlein, William (* 1943), US-amerikanischer Schauspieler und Model
- Rothleitner, Josef (1934–2011), österreichischer Physiker
- Röthler, Gerhard (1920–1999), deutsch-österreichischer Musiker und Hochschullehrer
- Rothley, Adolf Wilhelm (1920–1971), deutscher Politiker (SPD), MdL
- Rothley, Willi (* 1943), deutscher Politiker (SPD), MdL, MdEP
- Röthlin, Alois (1882–1957), Schweizer Komponist, Organist und Politiker
- Röthlin, Hans-Peter (* 1941), Schweizer katholischer Kirchenfunktionär
- Rothlin, Stephan (* 1959), Schweizer Wirtschaftsethiker und Jesuit
- Röthlin, Viktor (* 1974), Schweizer LangstreckenläuferViktor Röthlin (* 1974)

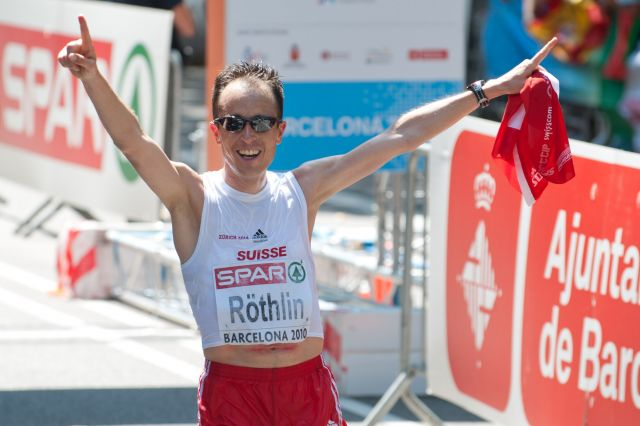
Viktor Röthlin (* 1974)

- Röthlisberger, Bernhard (* 1969), Schweizer Klarinettist und Musikpädagoge
- Röthlisberger, Charles (1939–2010), Schweizer Versicherungsmanager und Sportfunktionär
- Röthlisberger, Ernst (1858–1926), Schweizer Jurist
- Röthlisberger, Hans (1923–2009), Schweizer Glaziologe
- Röthlisberger, Jules (1851–1911), Schweizer Bauingenieur
- Röthlisberger, Jürg (* 1955), Schweizer Judoka und Olympiasieger
- Röthlisberger, Kurt (* 1951), Schweizer Fußballschiedsrichter
- Röthlisberger, Max (1914–2003), Schweizer Schauspieler
- Röthlisberger, Samuel (* 1996), Schweizer Handballnationalspieler
- Röthlisberger, Suly (* 1949), Schweizer Schauspielerin
- Röthlisberger, Thomas (* 1954), Schweizer Autor
- Röthlisberger, Ursula (* 1964), Schweizer Chemikerin und Hochschullehrerin (Chemoinformatik)
- Röthlisberger-Raspe, Nadia (1972–2015), Schweizer Curlerin

### Rothm
- Rothmaier, Alois (1896–1962), deutscher Kommunalpolitiker
- Rothmaier, Beate (* 1962), deutsche Schriftstellerin
- Rothmaler, Erasmus der Ältere (1562–1611), deutscher lutherischer Geistlicher und Prediger
- Rothmaler, Erasmus der Jüngere (1599–1662), deutscher lutherischer Geistlicher und neulateinischer Dichter
- Rothmaler, Johann (1601–1650), deutscher evangelischer Geistlicher und Theologe
- Rothmaler, Johann Elias (1634–1694), deutscher evangelischer Geistlicher und Alchemist
- Rothmaler, Louis von (1814–1884), preußischer General der Infanterie
- Rothmaler, Werner (1908–1962), deutscher Botaniker und Hochschullehrer
- Rothmaler, Wolfgang (1925–2020), deutscher Verleger
- Rothman, Barbara Katz (* 1948), US-amerikanische Soziologin und Hochschullehrerin
- Rothman, Einar (1888–1952), schwedischer Geher
- Rothman, Göran (1739–1778), schwedischer Naturforscher und Arzt
- Rothman, James (* 1950), US-amerikanischer Biochemiker und Hochschullehrer
- Rothman, Johan Stensson (1684–1763), schwedischer Mediziner, Lehrer sowie Privatlehrer von Carl von Linné
- Rothman, John (1924–2019), US-amerikanischer Informatiker
- Rothman, John (* 1949), US-amerikanischer Schauspieler und Autor
- Rothman, Ken (1935–2019), US-amerikanischer Politiker
- Rothman, Kenneth J. (* 1945), US-amerikanischer Epidemiologe
- Rothman, Lenke (1929–2008), schwedische Malerin und Autorin
- Rothman, Marion, US-amerikanische Filmeditorin
- Rothman, Marjolein (* 1974), niederländische Malerin
- Rothman, Mo (1919–2011), kanadischer Filmproduzent
- Rothman, Noa (* 1977), israelische Juristin, Drehbuchautorin und politische AktivistinNoa Rothman (* 1977)

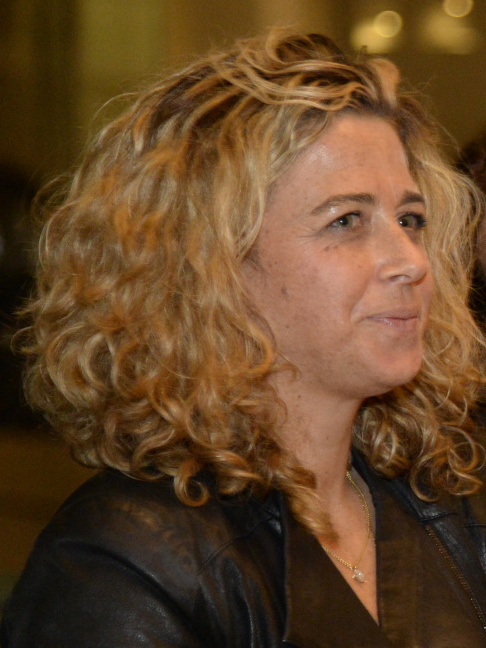
Noa Rothman (* 1977)

- Rothman, Rodney, US-amerikanischer Autor, Produzent und Regisseur
- Rothman, Stephanie (* 1936), US-amerikanische Filmregisseurin, -produzentin und -autorin
- Rothman, Stephen (1894–1963), ungarisch-amerikanischer Dermatologe
- Rothman, Steve (* 1952), US-amerikanischer Politiker
- Rothman, Tony (* 1953), US-amerikanischer Physiker und Schriftsteller
- Rothman-Denes, Lucia B. (* 1943), argentinisch-US-amerikanische Virologin und Genetikerin
- Rothmann, Barthold, Dichter von Figurengedichten und Komponist
- Rothmann, Bernd (* 1495), deutscher Täufer und deren Hauptprediger in Münster
- Rothmann, Christian (* 1954), deutscher Grafiker, Fotograf und Maler
- Rothmann, Christoph († 1601), deutscher Mathematiker und Astronom
- Rothmann, Heinrich (* 1940), deutscher Jurist und Diplomat
- Rothmann, Joachim (* 2000), dänischer Fußballspieler
- Rothmann, Johannes, Arzt und Verfasser eines Buches zur Handlesekunst
- Rothmann, Max (1868–1915), deutscher Neurologe
- Rothmann, Michael (* 1960), deutscher Historiker
- Rothmann, Ottomar (1921–2018), deutscher kommunistischer Widerstandskämpfer und Gedenkstättenpädagoge
- Rothmann, Ralf (* 1953), deutscher SchriftstellerRalf Rothmann (* 1953)

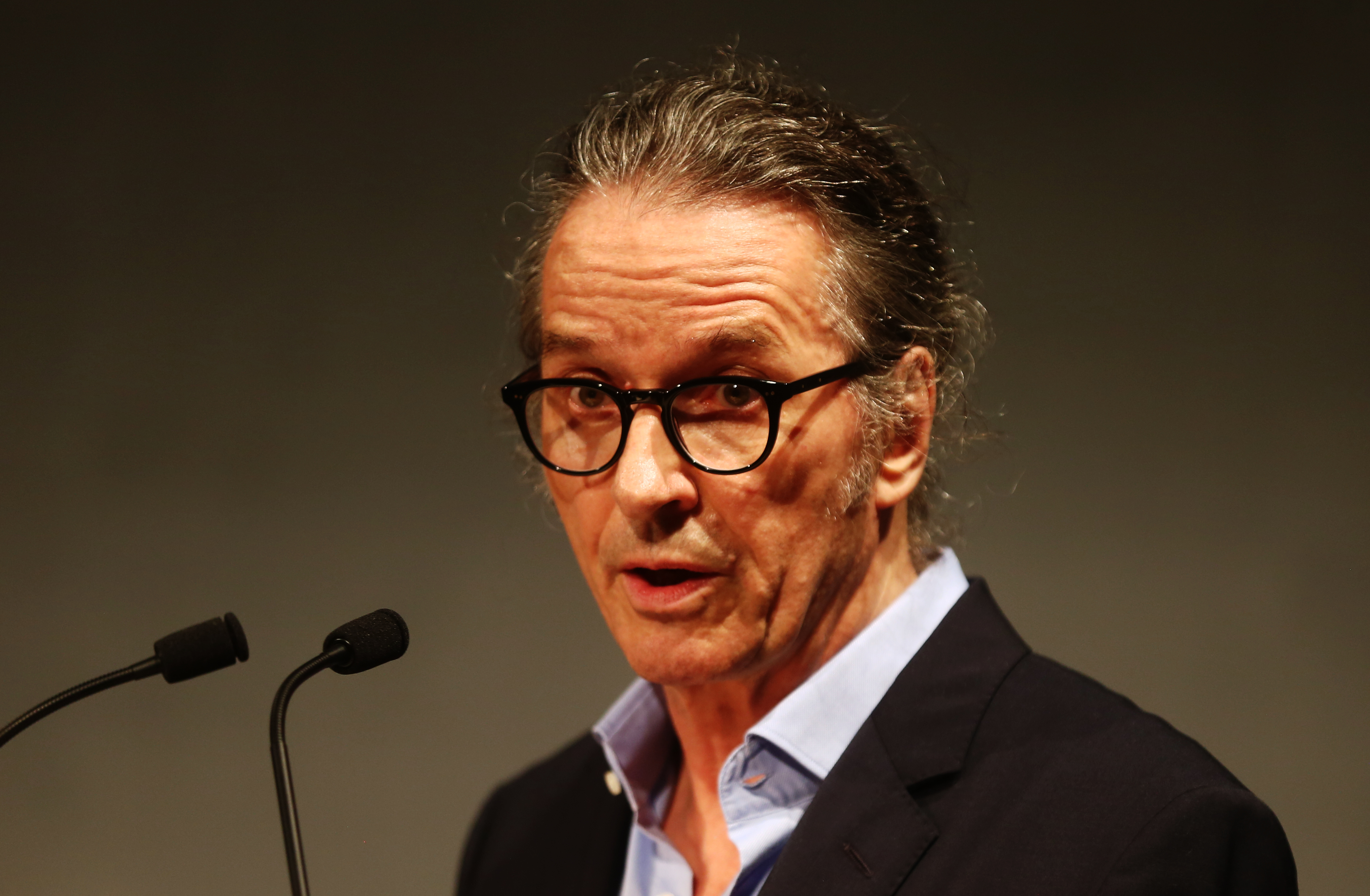
Ralf Rothmann (* 1953)

- Rothmayer, Wilhelm (1910–1985), österreichischer Marathonläufer
- Rothmeier, Karl (1877–1926), deutscher Politiker (BVP)
- Rothmüller, Gabi (* 1959), deutsche Regisseurin und Schauspielerin
- Rothmüller, Jacques (1804–1862), elsässischer Landschaftsmaler, Zeichner und Lithograph
- Rothmüller, Johann (1882–1965), österreichischer Architekt
- Rothmüller, Karl (1860–1930), bayerischer Hofgoldschmied und Hochschullehrer
- Rothmund, August von (1830–1906), deutscher Augenarzt, Rektor der Ludwig-Maximilians-Universität München
- Rothmund, Franz (1873–1954), Bürgermeister von Bad Kissingen
- Rothmund, Franz Christoph von (1801–1891), deutscher Chirurg
- Rothmund, Heinrich (1888–1961), Chef der Eidgenössischen Fremdenpolizei
- Rothmund, Heinz (1928–2009), deutscher Radrennfahrer und -trainer
- Rothmund, Karl (* 1943), deutscher Kommunalpolitiker (CDU), Bürgermeister und Fußballfunktionär
- Rothmund, Leopold (1879–1967), deutscher Wasserbauingenieur und Hochschullehrer
- Rothmund, Matthias (* 1942), deutscher Chirurg und Hochschullehrer
- Rothmund, Toni (1877–1956), deutsche Schriftstellerin

### Rothn
- Rothnie, Alan Keir (1920–1997), britischer Botschafter

### Rotho
- Rotho († 1051), Bischof von Paderborn
- Rotholc, Szapsel (1913–1996), polnischer Boxer
- Rotholz, Heinz (1921–1943), deutscher Arbeiter und Widerstandskämpfer gegen den Nationalsozialismus
- Rotholz, Lotte (* 1923), deutsche Widerstandskämpferin und Opfer des Holocaust
- Rotholz, Siegbert (1919–1943), deutscher Widerstandskämpfer
- Röthong, Emil (1878–1970), deutscher Kunstturner

### Rothp
- Rothpletz, Anna (1786–1841), Schweizer Schriftstellerin
- Rothpletz, August (1853–1918), deutscher Geologe und Paläontologe
- Rothpletz, Emil (1824–1897), Schweizer Jurist, Offizier und Politiker
- Rothpletz, Ferdinand (1872–1949), Schweizer Bauingenieur und Politiker
- Rothpletz, Ferdinand Karl (1814–1885), Schweizer Architekt
- Rothpletz, Johann Heinrich (1766–1833), Schweizer Politiker

### Rothr
- Rothrock, Arthur (1886–1938), US-amerikanischer Sportschütze
- Rothrock, Cynthia (* 1957), US-amerikanische SchauspielerinCynthia Rothrock (* 1957)

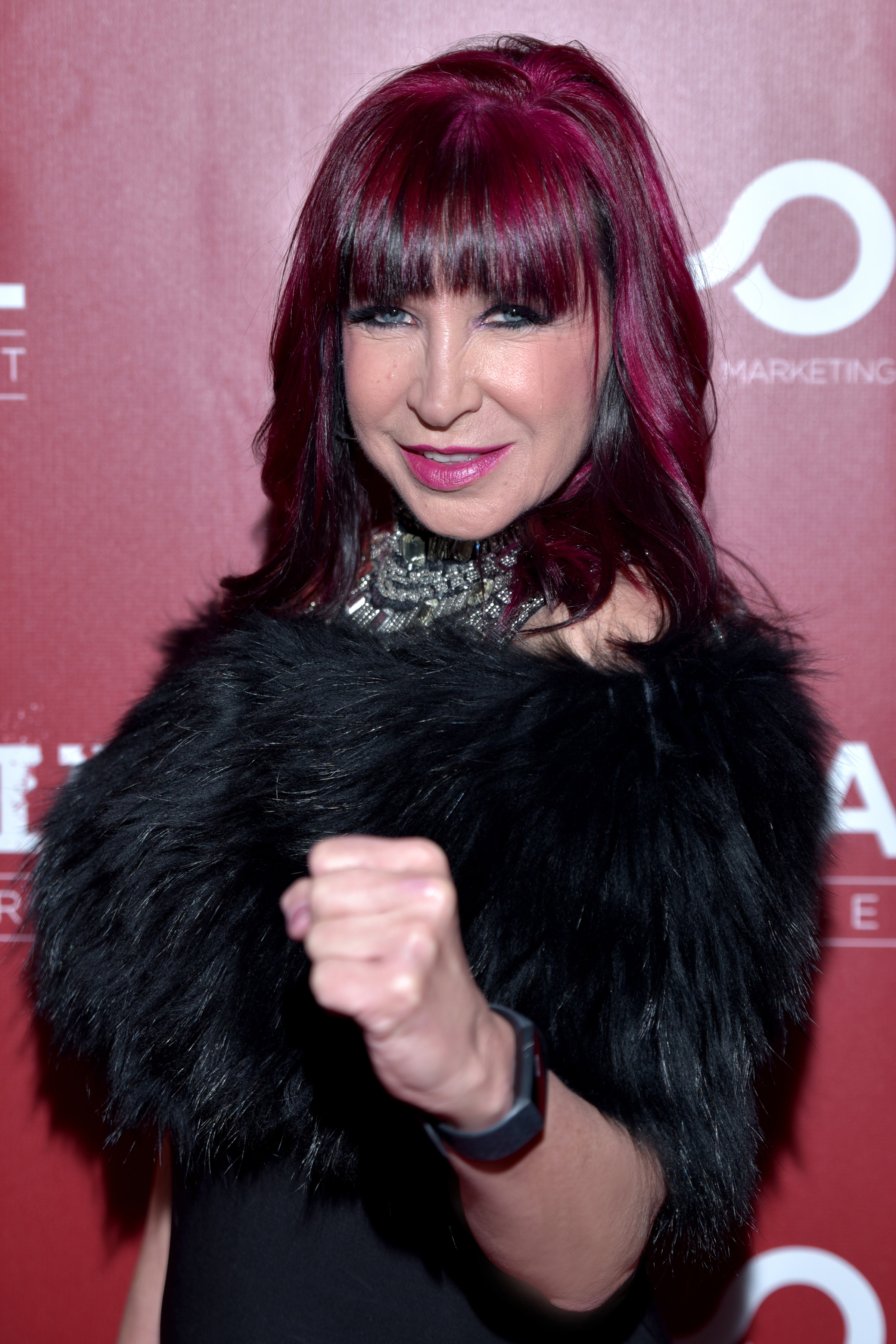
Cynthia Rothrock (* 1957)

- Rothrock, Tom (* 1978), US-amerikanischer Skirennläufer

### Roths
- Rothschedl, Maria (1921–1985), österreichische Kommunalpolitikerin, erste Bürgermeisterin in Österreich
- Rothschild, Adèle von (1843–1922), Mitglied der Rothschild-Familie
- Rothschild, Adelheid von (1853–1935), Tochter von Wilhelm Carl von Rothschild
- Rothschild, Adolph Carl von (1823–1900), Bankier, Mäzen
- Rothschild, Alain de (1910–1982), französischer Bankier und Präsident jüdischer Organisationen
- Rothschild, Albert Salomon Anselm von (1844–1911), österreichischer Bankier
- Rothschild, Alfred de (1842–1918), britischer Bankier und Kunstmäzen
- Rothschild, Alice von (1847–1922), deutsche Botanikerin und Gartenbauerin
- Rothschild, Alphonse de (1827–1905), französischer Bankier
- Rothschild, Alphonse Maier von (1878–1942), österreichischer Bankier
- Rothschild, Amschel Mayer von (1773–1855), deutscher Bankier
- Rothschild, Amschel Moses († 1755), Vorfahre der Rothschildfamilie
- Rothschild, Anselm Salomon von (1803–1874), österreichischer Bankier
- Rothschild, Ariane de (* 1965), französische Wirtschaftswissenschaftlerin und UnternehmerinAriane de Rothschild (* 1965)

Ariane de Rothschild (* 1965)

- Rothschild, Béatrice de (1864–1934), französische Kunstsammlerin und Mäzenin
- Rothschild, Benjamin de (1963–2021), französischer Bankier
- Rothschild, Bruce Lee (* 1941), US-amerikanischer Mathematiker
- Rothschild, Bruno (1900–1932), deutscher katholischer Priester, jüdischer Konvertit
- Rothschild, Carl Mayer von (1788–1855), deutscher Bankier
- Rothschild, Charles (1877–1923), britischer Bankier aus der Rothschild-Dynastie, Entomologe und Naturschützer
- Rothschild, Charlotte de (1825–1899), französische Malerin
- Rothschild, David Mayer de (* 1978), britischer Abenteurer, Ökologe und Kopf der Adventure Ecology
- Rothschild, David René de (* 1942), französischer Bankier und Mitglied der Familie RothschildDavid René de Rothschild (* 1942)

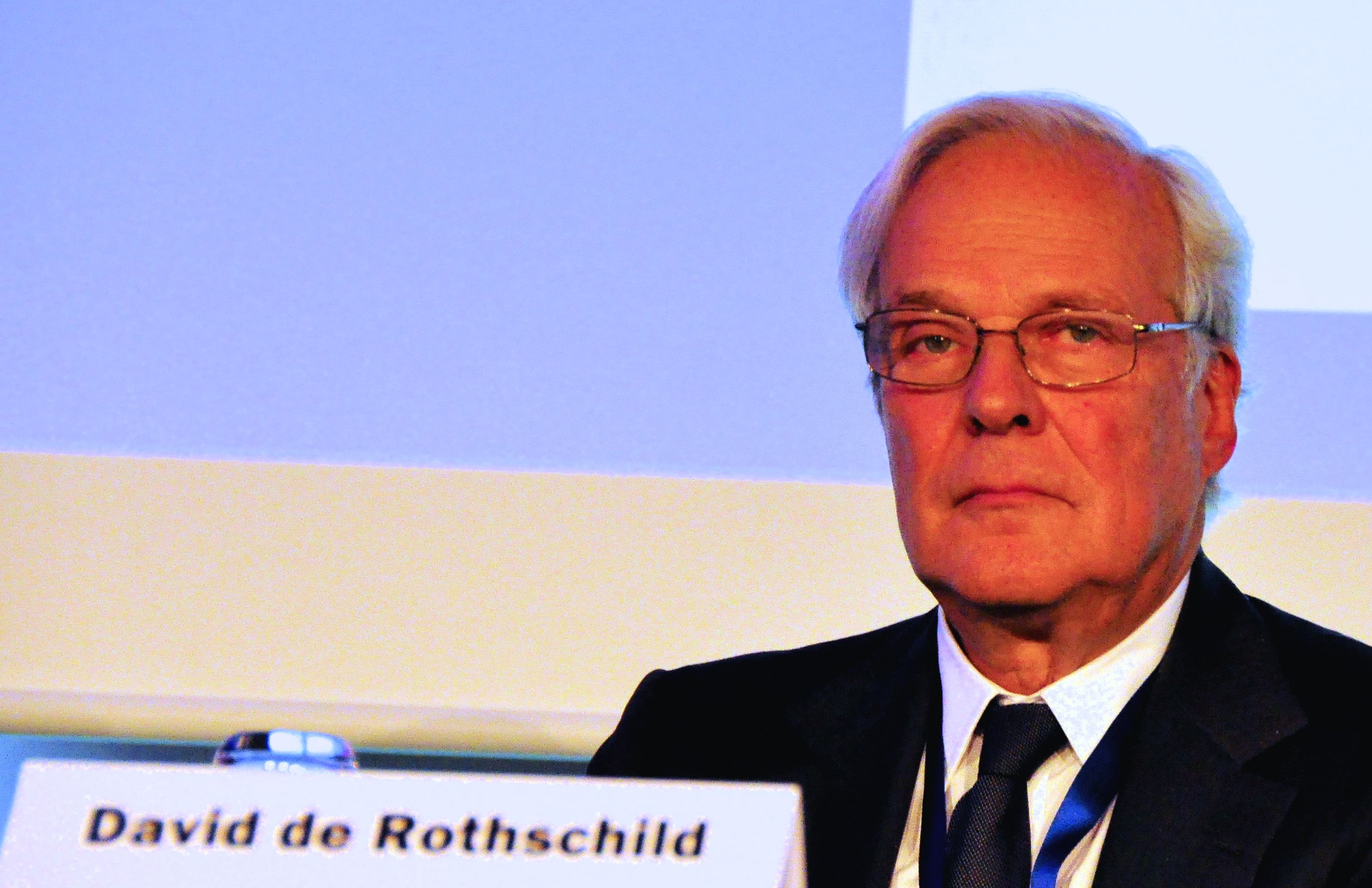
David René de Rothschild (* 1942)

- Rothschild, Dorothy de (1895–1988), englische Philanthropin und Zionistin
- Rothschild, Ebo (1902–1977), deutsch-israelischer Rechtsanwalt, Verfolgter des Naziregimes, Emigrant
- Rothschild, Edmond (1845–1934), französischer Zionist, Philanthrop, Mäzen und Sammler
- Rothschild, Edmond Adolphe de (1926–1997), französisch-jüdischer Bankier
- Rothschild, Édouard Alphonse James de (1868–1949), französischer Bankier
- Rothschild, Édouard de (* 1957), französischer Geschäftsmann, Springreiter und ein Mitglied der Bankiersdynastie Rothschild
- Rothschild, Eli (1909–1998), deutsch-israelischer Historiker
- Rothschild, Élie de (1917–2007), französischer Bankier
- Rothschild, Emma (* 1948), britische Wirtschaftshistorikerin
- Rothschild, Éric de (* 1940), französischer Bankier
- Rothschild, Eugène Daniel von (1884–1976), Mitglied des Wiener Zweiges der Bankiersfamilie Rothschild
- Rothschild, Evelyn de (1931–2022), englischer Bankier und Investor
- Rothschild, Friedrich Salomon (1899–1995), deutsch-israelischer Neurologe und Psychoanalytiker
- Rothschild, Gustave de (1829–1911), französischer Bankier und Künstsammler
- Rothschild, Gutle (1753–1849), Ehefrau des Bankiers Mayer Amschel Rothschild, Gründer des Bankhauses Rothschild
- Rothschild, Guy de (1909–2007), französischer Bankier und Industrieller
- Rothschild, Hannah Luise von (1850–1892), Frankfurter Stifterin und Mitglied der Rothschild-Familie
- Rothschild, Ina (1902–1985), letzte Hausmutter des israelitischen Waisenhauses Esslingen, Holocaustüberlebende
- Rothschild, Jacob, 4. Baron Rothschild (1936–2024), britischer InvestmentbankerJacob Rothschild, 4. Baron Rothschild (1936–2024)

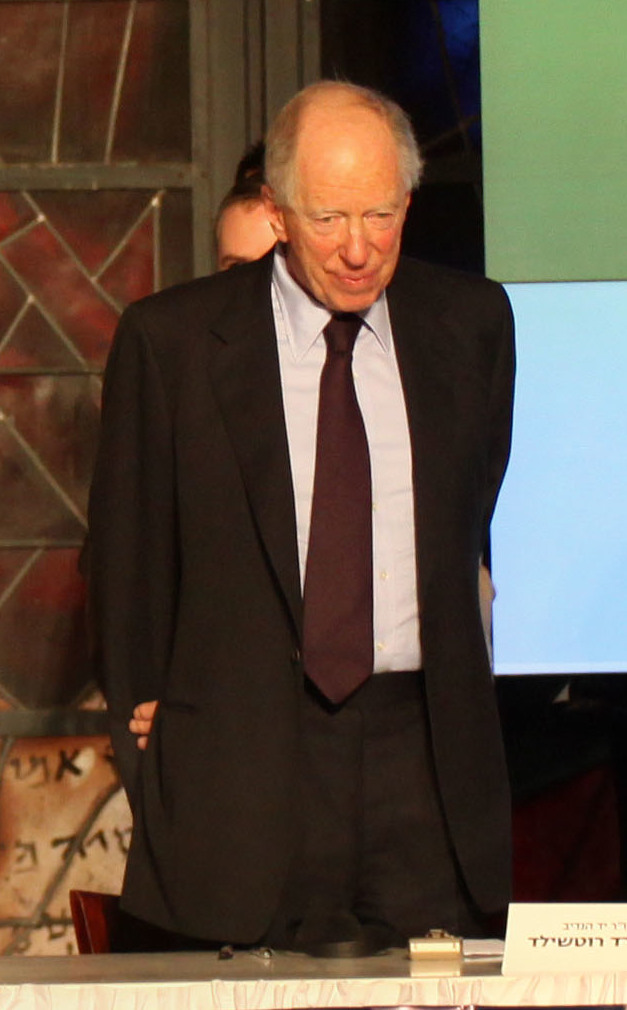
Jacob Rothschild, 4. Baron Rothschild (1936–2024)

- Rothschild, Jakob (1792–1868), Bankier
- Rothschild, James Armand de (1878–1957), britischer Zionist, Philanthrop, Mäzen und Sammler
- Rothschild, Jeanne de (1874–1929), französische Unternehmerin
- Rothschild, Klára (1903–1976), ungarische Modedesignerin
- Rothschild, Kurt W. (1914–2010), österreichischer Wirtschaftswissenschaftler
- Rothschild, Leopold David de (1927–2012), britischer Bankier
- Rothschild, Linda (* 1945), US-amerikanische Mathematikerin
- Rothschild, Lionel de (1808–1879), britischer Bankier und Politiker, Mitglied des House of Commons
- Rothschild, Lionel Nathan de (1882–1942), britischer Bankier und Politiker (Conservative Party)
- Rothschild, Lothar (1909–1974), schweizerischer religiös-liberaler Rabbiner
- Rothschild, Louis Nathaniel von (1882–1955), österreichischer Bankier
- Rothschild, Louise von (1820–1894), Mitglied der Rothschild-Familie
- Rothschild, Markus (* 1962), deutscher Rechtsmediziner
- Rothschild, Mathilde von (1832–1924), deutsche Mäzenin
- Rothschild, Maurice de (1881–1957), französischer Bankier, Mäzen und Politiker
- Rothschild, Mayer Amschel (1744–1812), deutscher Kaufmann und BankierMayer Amschel Rothschild (1744–1812)

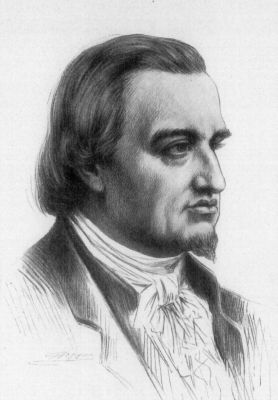
Mayer Amschel Rothschild (1744–1812)

- Rothschild, Mayer Carl von (1820–1886), deutscher Bankier
- Rothschild, Miguel (* 1963), argentinischer Künstler
- Rothschild, Mike (1927–1997), US-amerikanischer Autorennfahrer
- Rothschild, Miriam (1908–2005), britische Zoologin
- Rothschild, Nadine de (* 1932), französische Autorin und Schauspielerin
- Rothschild, Nathan Mayer (1777–1836), deutsch-britischer Bankier
- Rothschild, Nathan, 1. Baron Rothschild (1840–1915), britischer Bankier und Politiker, Mitglied des House of Commons
- Rothschild, Nathaniel de (1812–1870), Bankier
- Rothschild, Nathaniel Meyer von (1836–1905), österreichischer Bankier und Kunstsammler
- Rothschild, Nathaniel, 5. Baron Rothschild (* 1971), britisch-kanadischer Investmentbanker
- Rothschild, Oscar (1852–1914), deutscher Bankier
- Rothschild, Philippe de (1902–1988), französischer Unternehmer, Automobilrennfahrer und Pionier des französischen Weinbaus
- Rothschild, Pierre (* 1952), Schweizer Journalist und Medienunternehmer
- Rothschild, Rózsika (1870–1940), österreichisch-ungarische Tennisspielerin und Gattin des Bankiers und Entomologen Charles Rothschild
- Rothschild, Salomon (1774–1855), österreichischer Unternehmer und Bankier
- Rothschild, Samson (1848–1939), deutscher jüdischer Lehrer und Historiker
- Rothschild, Theodor († 1944), deutscher, jüdischer Pädagoge
- Rothschild, Thomas (* 1942), britisch-österreichischer Literaturwissenschaftler, Hochschullehrer, Herausgeber, Publizist und Journalist
- Rothschild, Victor, 3. Baron Rothschild (1910–1990), britischer Zoologe, Bankier und politischer Berater
- Rothschild, Walter (* 1954), britischer Rabbiner und Autor
- Rothschild, Walter, 2. Baron Rothschild (1868–1937), britischer Bankier und ZoologeWalter Rothschild, 2. Baron Rothschild (1868–1937)

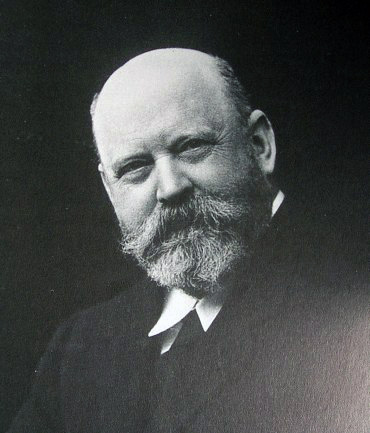
Walter Rothschild, 2. Baron Rothschild (1868–1937)

- Rothschild, Walther (1879–1957), deutscher Verleger
- Rothschild, Wilhelm Carl von (1828–1901), deutscher Bankier und Mäzen
- Rothschild, Zoé Lucie Betty de (1863–1916), französische Kunstmalerin
- Rothschild-Sereys, Philippine de (1933–2014), französische Schauspielerin und Unternehmerin, Grand Dame des Weinbaus
- Rothschopf, Lea (* 2001), österreichische Biathletin
- Rothschuh, Elisabeth (1893–1987), preußisch-deutsche Kriminalbeamtin
- Rothschuh, Karl Eduard (1908–1984), deutscher Physiologe und Medizinhistoriker
- Rothschütz, Emil (1836–1909), deutsch-slowenischer Imker und Bienengroßhändler
- Rothsprach, Joachim Heinrich (1903–1990), deutscher Verwaltungsbeamter
- Rothstein, Arminio (1927–1994), akademischer Maler, Puppenmacher und -spieler, Autor, Musiker und Zauberer
- Rothstein, Arnold (1882–1928), US-amerikanischer Geschäftsmann und MobsterArnold Rothstein (1882–1928)

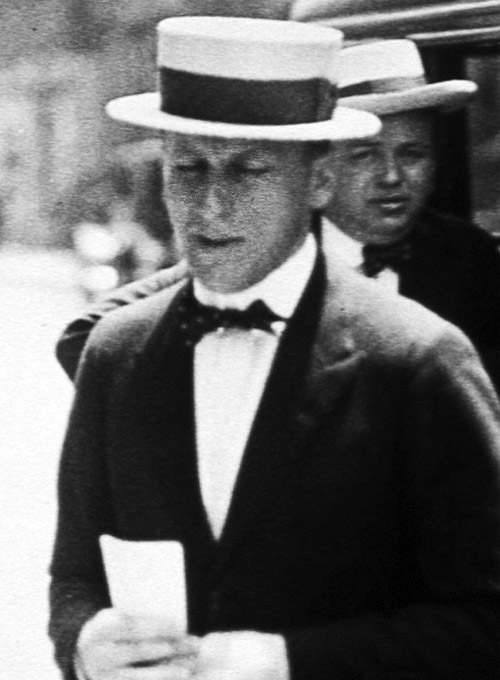
Arnold Rothstein (1882–1928)

- Rothstein, Arthur (1915–1985), US-amerikanischer Fotograf
- Rothstein, Björn (* 1976), deutscher Germanist
- Rothstein, Christine (* 1945), österreichische Prinzipalin, Drehbuchautorin und Puppenspielerin im Arlequin Theater
- Rothstein, Edvard von (1821–1890), schwedischer Architekt
- Rothstein, Erika (1935–2015), deutsche Politikerin (SPD), MdL
- Rothstein, Fritz (1909–1996), deutscher Bauingenieur, Architekt und Denkmalpfleger
- Rothstein, Hugo (1810–1865), preußischer Offizier, Schriftsteller, Musiker und Lehrer
- Rothstein, Jed, US-amerikanischer Filmregisseur und Filmproduzent
- Rothstein, Lena (* 1943), österreichische Sängerin, Schauspielerin, Hörspielsprecherin, Autorin und Puppenkünstlerin
- Rothstein, Max (1859–1940), deutscher Klassischer Philologe
- Rothstein, Seth († 2013), US-amerikanischer Musikmanager und Jazz-Produzent
- Rothstein, Wolfgang (1910–1975), deutscher Mathematiker

### Rothu
- Rothuber, Alexander (1931–2010), deutscher Fußballspieler und -trainer

### Rothv
- Rothvoß, Thomas, deutscher Informatiker

### Rothw
- Rothweil, Julius Ludwig († 1750), hessischer Barockbaumeister
- Rothweiler, Almut (1928–2006), deutsche Schauspielerin
- Rothweiler, Carl Otto (1885–1972), deutscher Manager
- Rothweiler, Elisabeth (1894–1982), deutsche Politikerin und Lehrerin
- Rothweiler, Irene (* 1958), deutsche Malerin und sakrale Glasbildnerin
- Rothweiler, Margot (* 1946), deutsche Schauspielerin und Synchronsprecherin
- Rothweiler, Martin (* 1959), deutscher Philosoph, Theologe und Programmdirektor von EWTN
- Rothweiler, Stefanie (* 1979), deutsche Seglerin
- Rothwein, Elly (1899–1983), österreichisch-amerikanische Pädagogin
- Rothwell, Carmen (* 1992), US-amerikanische Jazzmusikerin (Bass)
- Rothwell, Donald R., australischer Hochschullehrer
- Rothwell, Gideon Frank (1836–1894), US-amerikanischer Politiker
- Rothwell, Joe (* 1995), englischer Fußballspieler
- Rothwell, Michael (* 1953), US-amerikanischer Segler
- Rothwell, Nancy (* 1955), britische Physiologin, Neurowissenschaftlerin und Universitätspräsidentin
- Rothwell, Natasha (* 1980), US-amerikanische Schauspielerin und DrehbuchautorinNatasha Rothwell (* 1980)

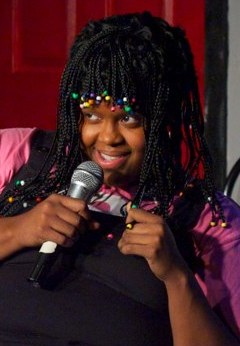
Natasha Rothwell (* 1980)

- Rothwell, Richard (1800–1868), irischer Maler
- Rothwell, Talbot (1916–1981), britischer Autor und Drehbuchautor
- Rothwell, Walter Henry (1872–1927), englischer Dirigent
- Rothwitz, Franz von, Weihbischof in Breslau

### Rothz
- Rothziegel, Anna (1894–1979), österreichische Kunsthandwerkerin und Textilkünstlerin
- Rothziegel, Emmy (1897–1972), österreichische Kunsthandwerkerin und Malerin
- Rothziegel, Leo (1892–1919), österreichischer Schriftsetzer, Anarchosyndikalist